# Al-Andalus
711 – 1492
 

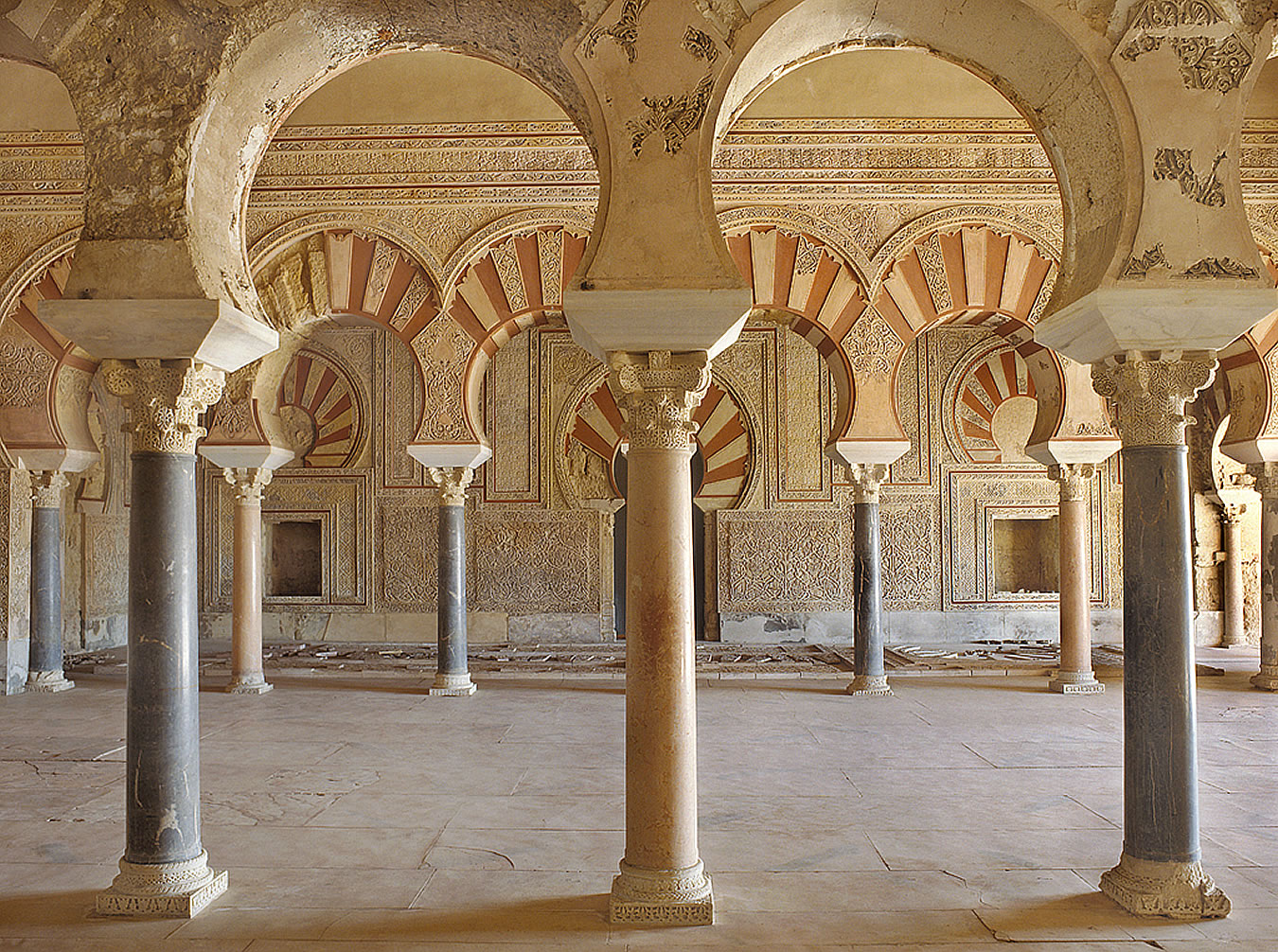
Arcs de style omeyyade dans la grande salle de Madinat al-Zahra, construite pour être le centre du pouvoir pendant la période du califat.

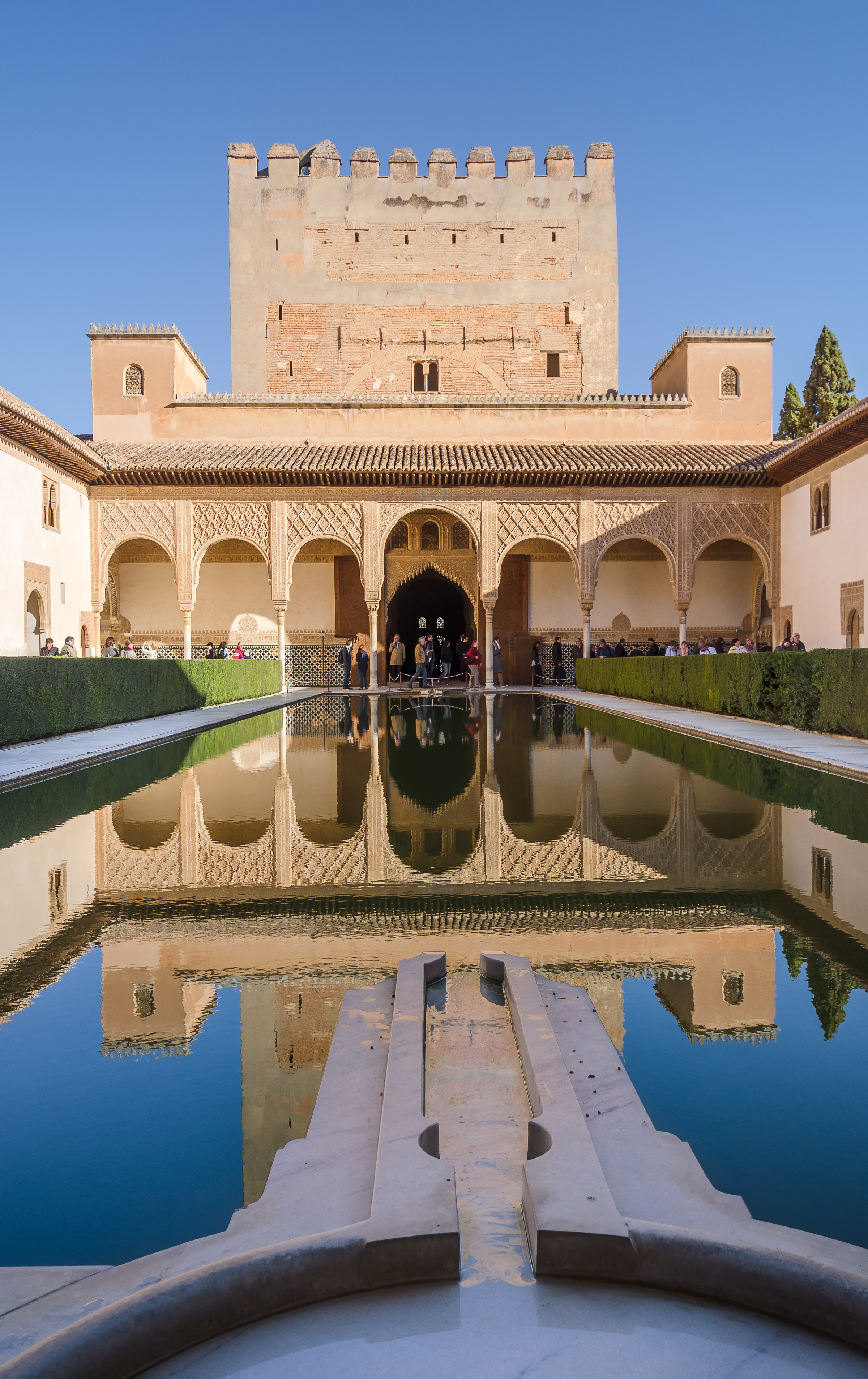
Le patio de los Arrayanes (la « cour aux myrtes »), palais de l'Alhambra à Grenade, aujourd'hui en Espagne dans la communauté autonome d'Andalousie.

Al-Andalus est l'ensemble des territoires de la péninsule Ibérique et certains du Sud de la France, qui furent, à un moment ou un autre, sous domination musulmane, entre 711 (premier débarquement) et 1492 (prise de Grenade),,,. L'Andalousie actuelle, qui en tire son nom, n'en constitua longtemps que la partie la plus méridionale.
Le terme d'Al-Andalus recouvre des entités politiques très différentes dans le temps. Après la conquête omeyyade du royaume wisigoth, Al-Andalus, alors dans sa plus grande étendue en 731, fut d'abord une province du Califat initiée par le calife Al-Walid I (711-750) et divisée en cinq unités administratives. En 750, la province s'émancipe du Califat abbasside et devient l'émirat de Cordoue, un émirat omeyyade indépendant fondé en 756 par Abd al-Rahman Ier et qui devient après une première fitna le califat de Cordoue, proclamé par Abd al-Rahman III en 929, ouvrant alors une période qui correspond à l'apogée d'Al-Andalus.
Ravagé par la guerre civile opposant Arabes et Berbères à partir de 1009, le califat de Cordoue prend fin en 1031 après plus de 300 ans de domination omeyyade et se fragmente en royaumes rivaux fragilisés (taïfas) et menacés au nord par les forces chrétiennes. Après la première période de taïfas, Al-Andalus devient la partie ibérique d'empires fondamentalement maghrébins avec la domination almoravide (1085-1145), la deuxième période de taïfas (1140-1203) et la domination almohade (1147-1238). Cette situation prend fin avec la troisième période de taïfas (1232-1287) et la réduction d'Al-Andalus à l’émirat nasride de Grenade (1238-1492), vassal du royaume de Castille.
Par sa logique d'empire et sa richesse, et bien que situé en terre d'islam (en arabe : دار الإسلام), il abrite des populations aux origines et aux croyances multiples : les Arabes, les Berbères, les Muladis (convertis à l'Islam) ainsi que les Saqaliba sont majoritaires, mais y vivent aussi des juifs ainsi que des chrétiens que l'on nomme « mozarabes ». Cette diversité n'est pas un pluralisme stabilisé et présente au contraire un caractère très dynamique dépendant de lieux, de situations et d'époques. La société d'Al-Andalus tend vers une homogénéisation à partir du XIIe siècle.
La péninsule Ibérique sous domination musulmane connaît un apogée culturel à l'époque du califat de Cordoue marqué par un équilibre entre puissance politique et militaire, richesse et éclat de la civilisation. Dès le Xe siècle, Cordoue est un foyer intellectuel qui accueille érudits musulmans et juifs du monde islamique, développe sciences, arts et philosophies, réalise des œuvres architecturales majeures et produit un important corpus littéraire. La culture andalouse renaît plusieurs fois des nombreux bouleversements politiques qui secouent ces territoires, mais à partir du XIIIe siècle, le tableau général est celui d'une lente mais profonde décadence qui s'achève par la prise de Grenade en 1492.
La présence d'Al-Andalus, territoire sous domination musulmane en Europe, a focalisé de nombreux débats, des récupérations politiques, et a engendré plusieurs mythes à plusieurs époques, où Al-Andalus est singulièrement séparé du monde médiéval européen comme du monde islamique classique.

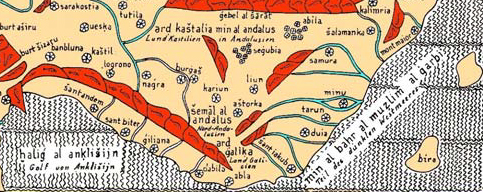
Al Idrissi, carte d'Al-Andalus (1154).

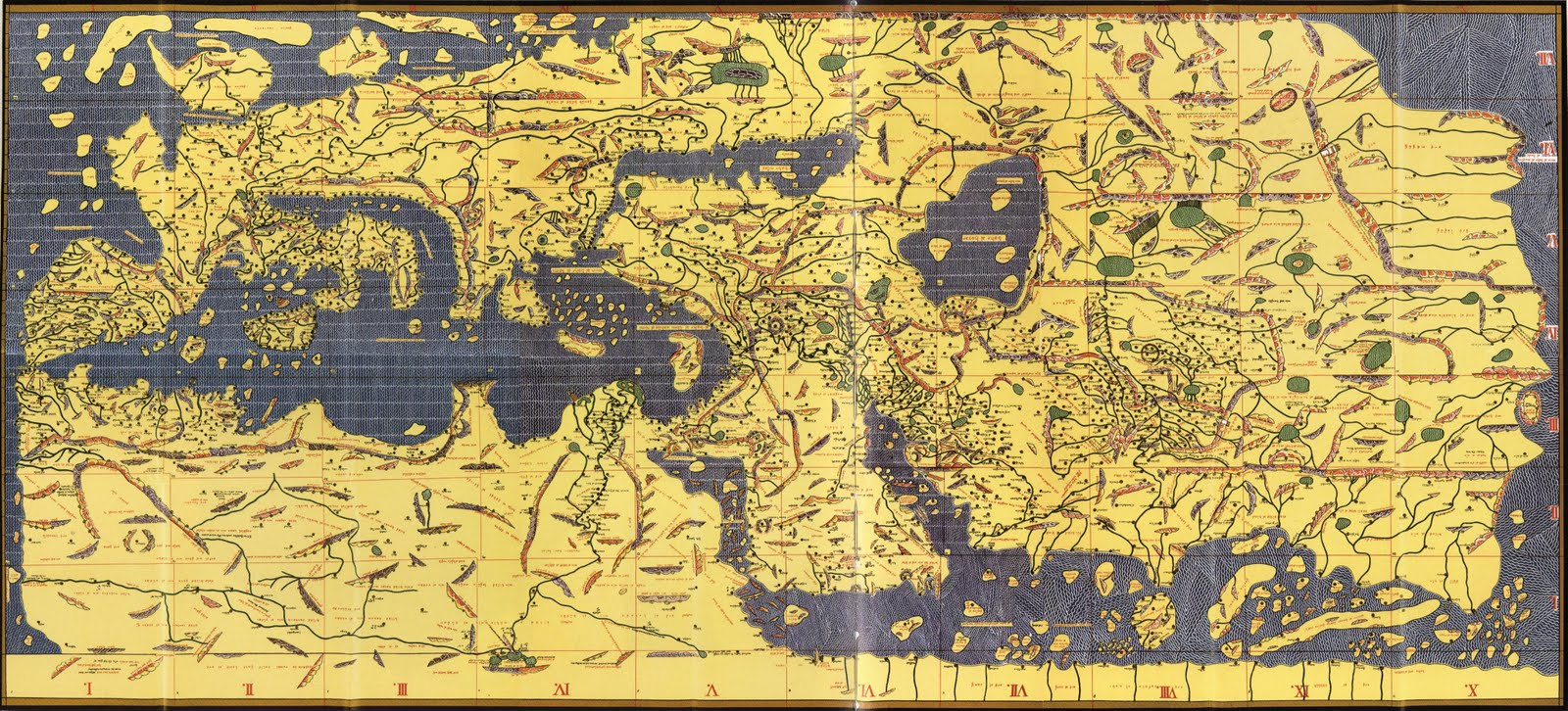
Al Idrissi, carte du monde connu (1154).

## Étymologie
L'étymologie d'Al-Andalus (en arabe : الأندلس ; en berbère : ⵍⴰⵏⴷⴰⵍⵓⵙ ; en espagnol : al-Ándalus et el Ándalus ; en portugais : al-Ândalus ; en catalan : Al-Àndalus) a fait l'objet durant les trois derniers siècles des hypothèses les plus variées. L'explication acceptée durant un temps faisait un lien avec le peuple des Vandales : le nom de l'Andalousie proviendrait d'une hypothétique forme *Vandalusia.
D'autres hypothèses plus ou moins fantaisistes ont été proposées, allant du jardin des Hespérides à l'Atlantide.
Selon l'historien et islamologue allemand Heinz Halm,, Al-Andalus proviendrait de l'arabisation d’une désignation hypothétique du wisigothique de la pénininsule ibérique : *landa-hlauts, qui signifierait « attribution des terres par tirage au sort », composé de landa- (forme fléchie de land), « terre », et hlauts « sort, héritage ». Ce terme aurait été repris par les Maures au VIIIe siècle et adapté phonétiquement en al-Andalus, en suivant les étapes suivantes : *landa-hlauts > *landa-lauts > *landa-luts > *landa-lus > Al-Andalus.
Après la conquête almoravide d'Al-Andalus, il se développe une mythologie islamique des territoires perdus assimilés au paradis de l'islam aux origines divines. C'est par exemple le cas de l'historien arabe Ibn Khallikân (1211–1282), pour qui l'un des fils de Japhet s'appelait Andalus et serait à l'origine de l'appellation Al-Andalus donnée à l'Espagne par les Arabes, car il aurait été le premier homme à habiter la région après le Déluge.

## Histoire

### Sources sur la conquête d'Al-Andalus
Les premières sources écrites sur la conquête d'Al-Andalus datent des IXe et Xe siècles. La principale est le récit de l’historien andalou Ibn al-Qūṭiyya, Ta’rikh iftitah al-Andalus (Conquête d'Al-Ándalus). Son élève affirme que ces événements sont relatés « de mémoire » sans se référer aux traditions islamiques (hadith et fiqh). Ibn al-Qūṭiyya y révèle l'importance des traités entre Arabes et Wisigoths. Une autre source raconte l'histoire d'Al-Andalus depuis sa conquête jusqu'au règne d'Abd al-Rahman III (889-961) : il s'agit de la chronique Akhbâr Majmû‘a, généralement datée du Xe siècle.
Ces premières sources datent de la période califale et sont postérieures de deux siècles au moins aux événements qu'elles relatent.
Le premier récit chrétien connu de ces événements est la Chronique de 754, composée à partir de 754 dans le royaume des Asturies sous domination chrétienne, peut-être par Isidore de Beja. La fonction de ce récit était de susciter une volonté de résistance parmi les populations vivant dans les vallées des Asturies. L'analyse contemporaine de ce document impose de séparer l'hagiographie des événements qui se sont effectivement déroulés. L'objet central du récit est la bataille de Covadonga. Sa date incertaine n'est connue que par l'écrit des moines, le terme de « bataille » et la localisation ont été apportés à l'époque d'Alphonse III.

### Conquête de l'Hispanie et de la Septimanie

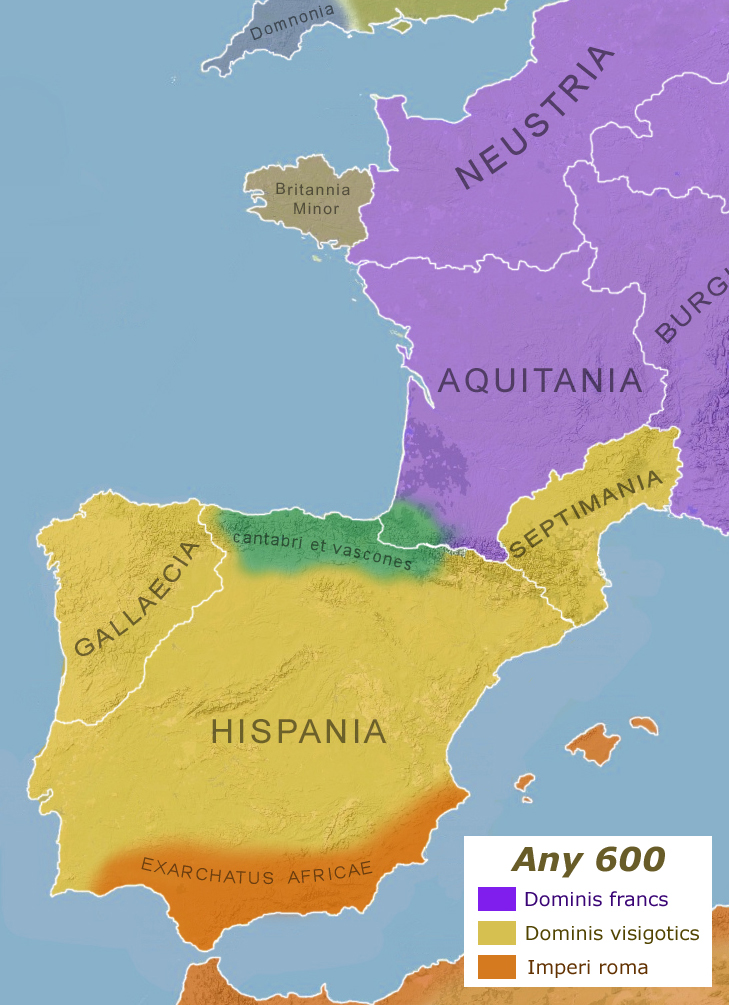
Le royaume wisigoth avant la conquête musulmane.

Avant les premières conquêtes musulmanes en 711, le territoire de la péninsule Ibérique constituait la partie sud du royaume wisigoth. Le territoire était néanmoins divisé entre les Suèves, Astures, Cantabres et Basques du nord, et des côtes méridionales restées romaines (exarchat de Carthage de l'exarchat romain d'Afrique) au sud.
En 710, la situation interne du royaume Wisigoth était confuse : Rodericus de Bétique avait été élu roi par la majorité de la noblesse, et un autre camp s'était formé qui soutenait Aguila II de Tarragone, qui régnait sur le nord de la péninsule, la Catalogne et la Septimanie. Les divisions internes virèrent ponctuellement au conflit ouvert.
En 711, le général arabe Moussa Ibn Noçaïr envoya un contingent d'environ 12 000 soldats, dont une large majorité de Berbères commandés par Tariq ibn Ziyad, gouverneur de Tanger, et profita de la division wisigothe pour débarquer dans le sud de la péninsule. Ils débarquèrent sur le rocher auquel leur chef aurait laissé son nom (Djebel ou Jabal Tariq, futur Gibraltar). Rapidement renforcé, le contingent défit une première armée wisigothe commandée par un cousin du roi, Sancho. Le roi Rodéric, alors confronté aux Francs et aux Basques au nord, dut rassembler une armée pour affronter ce nouveau péril. Cependant, au cours de la bataille du Guadalete le 19 juillet 711, les partisans d'Agila II (Akhila, en arabe) préférèrent le trahir. Ce fut la chute brutale de l’Hispania wisigothe.
La naissance d'Al-Andalus ne s'est pas produite après un événement fondateur ; elle s'est déroulée sous forme d'une conquête progressive entre 711 et 716, menée par une minorité arabo-berbère dite « maure ». Rapidement, les musulmans prirent Tolède (712), Séville, Écija et enfin Cordoue, la capitale. En 714, la ville de Saragosse fut atteinte. Ibn al-Qūṭiyya insiste sur l'importance des traités entre Arabes et nobles wisigoths, dont beaucoup conservèrent leur pouvoir, certains tels Théodemir dirigeant leurs terres sous le titre de roi. Les musulmans ne purent néanmoins conquérir toute la péninsule : ils ne purent pénétrer dans les royaumes basques et ne firent que de brèves incursions dans les régions montagneuses cantabriques.
Le sentiment d'appartenance à une nation al-Andalus apparut au travers d'une prise de conscience collective. En 716, sur une pièce de monnaie, apparut pour la première fois le terme d'« Al-Andalus » désignant l'Espagne musulmane. Par la suite, « Al-Andalus » fut le terme arabe des musulmans par opposition au terme romain d’Hispania des chrétiens. Al-Andalus était alors un émirat dépendant du Califat omeyyade de Damas. Le gouverneur (wali) était nommé par le calife. Les conquérants tentèrent d'installer des Arabes syriens ou maghrébins et des Berbères, mais semblaient surtout préoccupés par leurs raids esclavagistes sur les territoires francs du nord. Ces débuts furent laborieux. La capitale initiale, Séville, fut transférée à Cordoue en 718. Une vingtaine de gouverneurs se succédèrent de 720 à 756.
Ils tentèrent également de s'étendre en Francie mais n’y parvinrent pas. En 721, le duc Eudes d'Aquitaine battit le Califat omeyyade à la bataille de Toulouse. Ils revinrent à la charge en 725 avec ’Anbasa ibn Suhaym al-Kalbi et attaquèrent jusqu'à Autun et Sens (Yonne). L'année 732 vit initialement la défaite du duc d'Aquitaine et l'invasion de la Vasconie par le gouverneur Abd el Rahman. Il fut finalement arrêté à la bataille de Poitiers par Charles Martel, qui commença la réunion de l’Aquitaine sous contrôle des Vascons au royaume franc. La Septimanie fut reprise par Pépin le Bref en 759. Les musulmans se replièrent dans la péninsule. La bataille de Covadonga (722) marqua le début symbolique de la Reconquista.

### Émirat dépendant de Damas

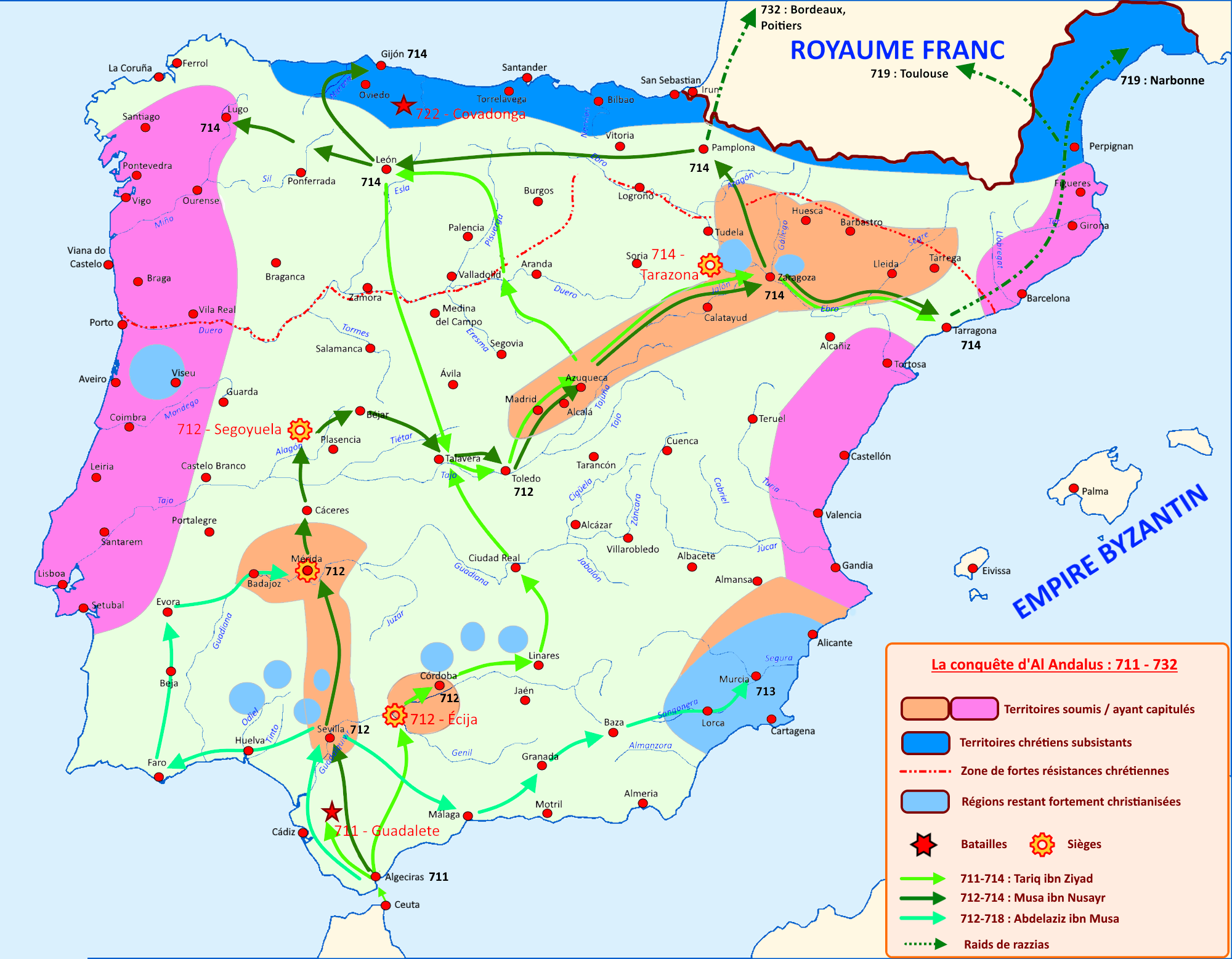
Conquête musulmane de 711 à 718.

Les nouveaux venus étaient relativement peu nombreux, le contingent initial regroupait entre 7 000 et 12 000 hommes. La présence musulmane au nord du système central était anecdotique. Par ailleurs, au VIIIe siècle, les chrétiens nicéens percevaient l'islam comme une énième hérésie au sein du christianisme, et non comme une religion distincte,. Euloge de Cordoue, au milieu du IXe siècle, resta dans cette optique. Jusqu'à l'islamisation suscitée par Abd al-Rahman II (822-852), l'église mozarabe versait un tribut aux nouvelles autorités en échange de son autonomie, conformément au droit musulman et à sa jurisprudence ; les évêques coopéraient et maintenaient leurs privilèges économiques. 
Par ailleurs, la chronique de 754 distingue clairement les commandants arabes du reste des troupes composés de Nord-Africains. Cette dernière utilise le terme de « mauris », terme appliqué aux berbères fortement romanisés et aux exilés de la chute de l'exarchat d'Afrique qui migrèrent vers l'Occident. Ces troupes romanisées sont notamment celles de Julien de Ceuta, gouverneur de Ceuta et de Tanger au profit de l'Empire Byzantin, puis commandant militaire au nom du Pape, qui met son armée au service des Omeyyades pour la conquête de l'Hispanie après la chute de l'exarchat d'Afrique. Lors de la conquête, le roman africain cohabite largement avec la langue amazigh en Afrique du Nord et facilite l'installation des conquérants en Hispanie. 
L'hypothèse la plus commune est qu'une grande partie de la population aurait apprécié la chute de l'aristocratie wisigothe avide, querelleuse et opportuniste, ce qui pourrait expliquer en partie la facilité de l'installation des conquérants. Une partie de ces aristocrates wisigoths, d'ailleurs, déjà passés en 589 du christianisme arien au christianisme nicéen, se convertit finalement à l'islam.
Les conquérants décidèrent d’établir la capitale du nouvel Émirat ibérique à Cordoue qui, contrairement à de nombreux lieux acquis par négociation avec les nobles wisigoths, avait résisté. Les troupes musulmanes y appliquèrent le droit des vainqueurs, leurs dignitaires s'installèrent à la place des nobles wisigoths chassés ou exécutés, mais dans tous les cas dépossédés, et la ville devint capitale de facto. Ils donnèrent à son fleuve Bétis le nom de « grande rivière » : Wadi al kebir, déformé phonétiquement en Guadalquivir.
Comme dans les autres territoires de l'empire musulman, les chrétiens (nicéens ou ariens) et les juifs y étaient l'écrasante majorité. Appartenant à une religion abrahamique, ils passèrent sous le statut de dhimmi. Ces circonstances motivèrent des accords de reddition avec nombre d'aristocrates wisigoths qui conservèrent leurs propriétés, voire d'importants pouvoirs, comme Théodémir (en arabe :تدمير, Tūdmir), gouverneur de Carthagène, qui, après un accord avec l'émir, dirigea sous le titre de Roi un territoire autonome chrétien au sein d'Al-Andalus (Kora de Tudmir, en lien de vassalité دار العهد, « domaine du pacte »). L'alliance entre Wisigoths et musulmans pouvait parfois se retourner contre les intérêts arabes, comme à Llívia où le chef de guerre berbère Munuza épousa en 731 la fille du duc d’Aquitaine, provoquant l'intervention de l'émir Abd al-Rahman pour reconquérir le Roussillon. 
Jusqu’à l’arrivée du premier prince omeyyade, Abd al-Rahman Ier, et avec lui l’établissement d’un pouvoir central assez fort et d’un émirat indépendant, le pouvoir islamique n’était pas encore consolidé dans la Péninsule. Les disputes entre groupes pour les territoires sont nombreuses, empêchant la construction de lieux de culte. Les musulmans se contentaient alors de simple muṣallā (oratoires de plein air), de qibla (murs) ou de miḥrāb (niches orientées vers la Mecque). Avec l'échec en Francie, la sédentarisation des troupes et le développement des villes, les conversions augmentèrent. Les premières mosquées furent construites à Algésiras (Mosquée des étendards (es)), Saragosse, puis Cordoue (785).
La situation politique de Cordoue aux mains de ces princes de guerre restait cependant très instable. Vers 740, la grande révolte berbère agita le Maghreb et aboutit à l'indépendance de facto de ces territoires du Califat omeyyade. Les troubles se propagèrent en Al-Andalus, et des dissensions internes éclatèrent entre Arabes. Elles opposaient les clans arabes du nord (Qaysites, originaires de Syrie) et les clans arabes du sud (originaires du Yémen). Les dissensions virèrent à la quasi-guerre civile qui se termina par la victoire du gouverneur Yûsuf al-Fihri (Qaysite), qui écrasa les arabes yéménites lors de la bataille de Secunda (747). Par ailleurs, le Califat omeyyade de Damas dont dépendait le gouverneur fut secoué par des troubles qui aboutirent au renversement des Omeyyades. De facto, Yûsuf al-Fihri régnait indépendamment de Damas.
En 750, les Abbassides renversèrent les Omeyyades et transférèrent la capitale du califat de Damas à Bagdad en 755. Abd al-Rahman Ier prit la fuite, débarqua à Torrox le 14 août 755 en Andalousie et obtint définitivement le pouvoir après la bataille d'Almeda le 15 mai 756. Il transforma cette province de l'Empire en émirat indépendant des nouveaux maîtres Abbassides. L'Émirat reconnut cependant l'autorité religieuse du Califat jusqu'en 929.

### L'émirat indépendant de Cordoue

#### Abd al-RahmanIer(731-788), fondateur en 756 de la dynastie
En 750, les Abbassides renversèrent les Omeyyades, en tuant tous les membres de la famille excepté Abd al-Rahman, et transférèrent le pouvoir de Damas à Bagdad. En 755, Abd al-Rahman, seul survivant, fuit à Cordoue et s'auto-proclama émir d'Al-Andalus à Cordoue.
L'année suivante, Abd al-Rahman, Omeyyade, rompit le lien de vassalité avec Bagdad désormais aux mains des Abbassides. Al-Andalus devint alors un émirat indépendant de Bagdad, même s'il s'inscrivait pour un siècle et demi encore dans le Califat, c'est-à-dire que l'émir reconnaissait la prééminence religieuse du calife. Les troupes franques enlevèrent les marches d'Espagne à l'Émirat. Gironne tomba aux mains des Francs en 785, Narbonne en 793 et Barcelone en 801, mais Charlemagne échoua à enlever Saragosse et fut défait par les Vascons lors de sa retraite à Roncevaux.
À la fin de son règne en 788, l'Émirat avait trouvé une certaine stabilité, qui permit d'initier la construction de la mosquée de Cordoue en 786 et dont profita son successeur Hicham. Celui-ci poursuivit l’œuvre de son père et fit du malékisme la doctrine des musulmans andalous. Les rivalités entre les fils d’Hicham devinrent conflictuelles (796), alors même que les tensions entre communautés (Arabes, Berbères, chrétiens, muladis) se multipliaient et que des gouverneurs tentaient de faire sécession après la prise de Barcelone par les Francs (801).

#### Abd Al-RahmanII(822-852)
Abd Al-Rahman II hérita à l'âge de trente ans d'un État que son père avait pacifié par les armes et dans lequel les tensions restaient nombreuses. Mécène et protecteur des Arts et des Lettres, il est considéré comme le chef d'État musulman le plus cultivé de son temps. Ces qualités conjuguées à la paix de l'Émirat lui permirent de développer la civilisation andalouse.
Son règne est marqué par le décret d'apostasie des enfants chrétiens nés de couples mixtes et par une islamisation rapide de la société. En 850, la décapitation de Parfait de Cordoue initia la vague de martyrs de Cordoue présentée par le pouvoir andalou comme faisant suite à des provocations de la part des chrétiens. La lecture contemporaine de ces événements en fait une réaction à la perte d'influence et à l'étouffement de la culture chrétienne du fait de l'islamisation rapide de la société.
En 844, une flotte viking attaqua Lisbonne et prit, pilla et incendia Séville pendant sept jours. Elle fut repoussée le 11 novembre 844 au sud de la ville.

#### La «première guerre civile»
La seconde moitié du IXe siècle fut chaotique. Les historiens les plus modérés parlent de « grave crise politique », beaucoup parlent de « première guerre civile » ou « première fitna ». Le nouvel émir, Muhammad Ier (Omeyyade), continua la politique d'islamisation de la société initiée par son père, jusqu'à provoquer des révoltes et des soulèvements. Comme toujours en Al-Andalus, les crises étaient complexes et les oppositions multiples. La révolte est décrite par les chroniqueurs andalous comme une révolte ethnique entre « Arabes », « Berbères » et « indigènes » (‘ajam) : muladis et chrétiens. Si les seconds jouèrent un rôle plus discret, les conflits se concentrèrent entre Arabes et muladis. Ces derniers étaient des autochtones convertis à l'Islam et arabisés qui sont présentés par les sources d'époque comme les principaux adversaires du pouvoir arabe, comme le seraient plus tard les Berbères (1011-1031) : « la conversion ne semble pas considérée comme un critère suffisant pour être définitivement rangé dans le groupe des « musulmans » (Fierro, 2005 ; Aillet, 2009). Le portrait de la fitna émirale est en effet celui d’une société qui revient vers ses origines, vers sa ‘aṣabiyya indigène ». Cyrille Aillet explique que cette époque troublée vit la disparition des chrétiens de langue latine et l'émergence des chrétiens de langue arabe nommés Mozarabes dans les royaumes chrétiens du nord.
Plusieurs princes muladis acquirent une puissance économique et militaire notable ; leurs régions tentèrent de faire sécession et vivaient en dissidence de Cordoue. Les premiers soulèvements commencèrent à Saragosse et à Tolède au milieu du IXe siècle, emmenés notamment par les Banu Qasi dans la vallée de l'Ebre, et Ordoño Ier d'Oviedo autour de Tolède. La révolte des Banu Qasi commencée en 842 fut écrasée en 924. Outre ces régions vivant en dissidence, la situation interne de l'Émirat était chaotique, des troubles importants eurent lieu dans la plupart des régions et des villes : Mérida, Évora, Tolède, Albacete, Valence, Grenade, Almérie, Séville, notamment. C'est à cette époque que fut construite la citadelle de Mayrit comme ligne de défense de Tolède autour de laquelle se développa ce qui devint la ville de Madrid.
La révolte d'Omar Ben Hafsun en Bétique commença vers 880 : il annexa Antequera, Jaén, menaça Cordoue, Malaga, Murcie et Grenade. Il demanda, en 909, l'aide du nouveau Califat fatimide alors que les plus précieux alliés des Omeyyades au Maghreb, les Ṣalihides de Nekor, venaient de traverser une grave crise politique, également à cause des Fatimides, et qu'un front était ouvert au nord contre le royaume de León. La révolte fut écrasée en 928. L'ensemble affaiblit considérablement l’Émirat.

#### Bilan de l’Émirat
La période de l'Émirat indépendant fut essentiellement une étape d'unification des territoires sous la domination musulmane, une islamisation rapide des populations et l'installation d'un nouvel ordre politique formé par les vizirs. L'organisation politique était chaotique, les disputes internes entre Arabes et Berbères ne cessèrent pas, de même qu'entre princes arabes, ce qui permit aux royaumes chrétiens du nord de se regrouper, de se consolider et d'initier la Reconquête. Dès la mort d'Abd al-Rahman II en 852, Cordoue avait acquis sa configuration de métropole musulmane architecturée autour de l'Islam. L'organisation efficace de l'appareil administratif était inspirée du Califat omeyyade de Damas. Cependant, cette organisation dite « néo-Ommeyyade » buta sur les contradictions internes de la société andalouse, provoqua une nouvelle guerre civile, interrogea sur les mesures mises en œuvre et mit en lumière ses faiblesses.
L'instauration de ce nouvel ordre supposa de vaincre un grand nombre de résistances chez les autochtones. En 909, l’avènement du Califat fatimide d'obédience chiite et sa prise de contrôle de la majeure partie des côtes du Maghreb changèrent profondément la donne politique dans l'ouest de la Méditerranée et privèrent l'Émirat de nombre de ses appuis. Néanmoins, dans l'Émirat, en 928, les Omeyyades triomphèrent seuls des derniers soulèvements contre leur autorité.
L'influence des Omeyyades de Cordoue était très importante au Maghreb occidental. Plusieurs raids furent lancés sur les côtes nord-africaines où les Omeyyades avaient de solides appuis. À la veille de l’avènement des Fatimides, presque toutes les principautés du Maghreb occidental semblent avoir été liées aux Omeyyades, avoir entretenu des relations cordiales avec Cordoue à cette époque, voire étaient ouvertement pro-omeyyades. En 902, un groupe de marins, appuyés par les émirs Omeyyades de Cordoue, fonda Oran. En 903, les Andalous s'installèrent dans les îles Baléares, nommées ainsi par les Phéniciens et par les Romains, qu'ils désignèrent comme îles orientales d'Al-Andalus.
L'ensemble poussa Abd al-Rahman III à regrouper ses partisans et à refonder l'organisation politique sur de nouvelles bases afin de l'adapter tant à la situation interne d'Al-Andalus qu'aux menaces externes fatimide et chrétienne.

### Le califat omeyyade de Cordoue (929-1031)

#### Abd Al-RahmanIII(889-961), premier calife de Cordoue

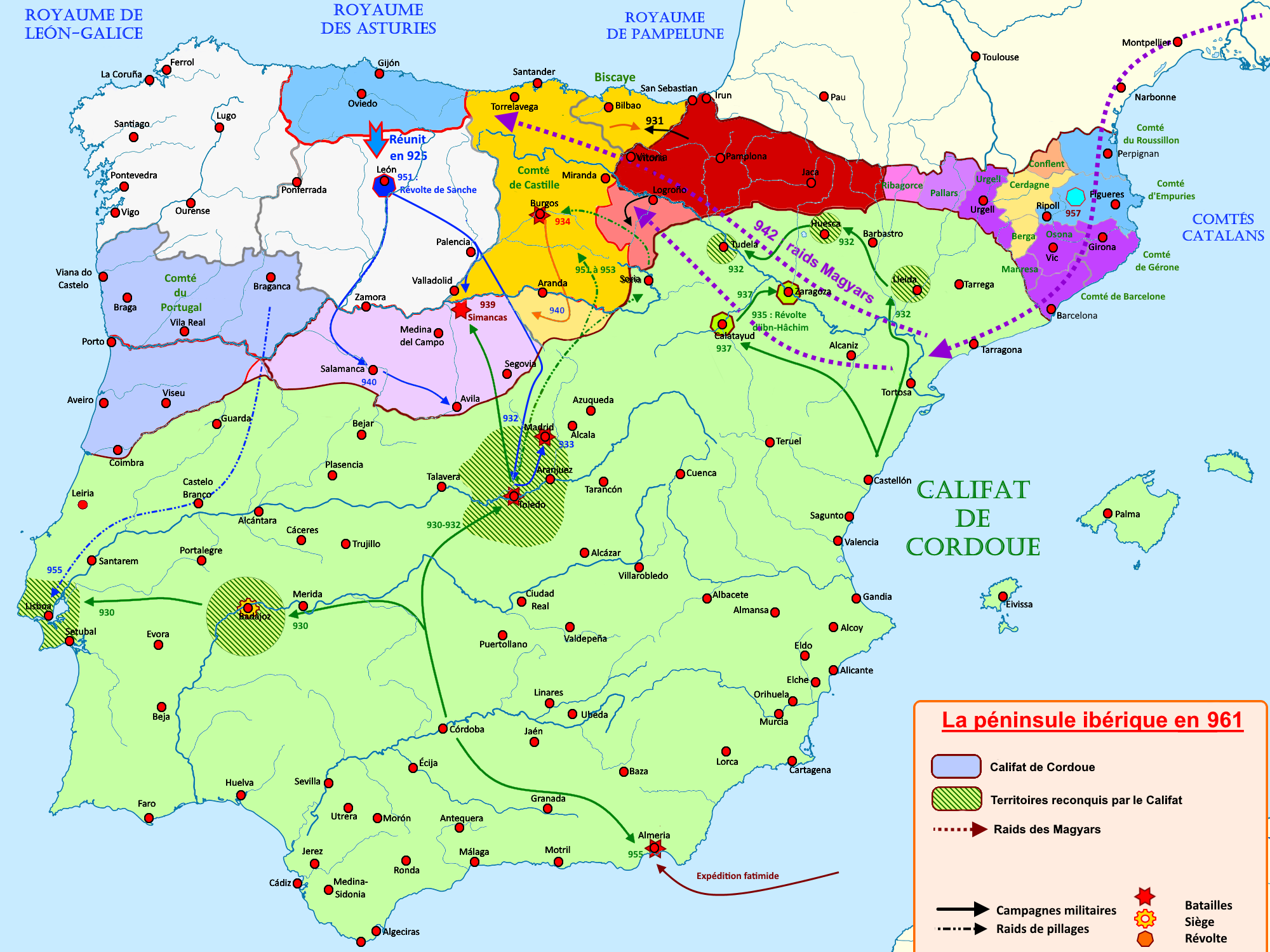
Le califat de Cordoue de 929 à 961.

En 928, Abd al-Rahman III fut victorieux contre Omar Ben Hafsun et se réappropria la plupart des territoires qui avaient tenté de faire sécession. Cependant, une partie des territoires nord-ouest furent perdus au profit des royaumes chrétiens (Galice, León, nord du Portugal). Les villes de Merida et Tolède furent réintégrées en 931.
Le règne d'Abd Al-Rahman III fut brillant. De tous les gouverneurs d'Al-Andalus, il est celui qui a le plus contribué à la puissance du pays. À son arrivée sur le trône, le pays était divisé, en proie aux révoltes et à une avance rapide des royaumes chrétiens. Il réorganisa ses territoires, stabilisa le pouvoir, pacifia Al-Andalus et ralentit les avances chrétiennes. Pour Robert Hillenbrand, il s'agit de la première unification sociale en Espagne.
En 929, Abd Al-Rahman III profita de sa victoire, de l'établissement du Califat fatimide sur l'Ifriqiya et la Sicile en 909 et des fractures du Califat abbasside pour instituer le califat de Cordoue dont il se proclama calife. La proclamation du Califat omeyyade fut en partie la conséquence de l’affirmation de plus en plus menaçante du Califat fatimide au Maghreb et de la faiblesse concomitante du Califat abbasside. Avec ce statut, Cordoue se déclara nouveau garant de l'unité de l'Islam, en rupture avec Bagdad, et de facto ennemi du Califat fatimide contre lequel les conflits se multiplièrent au cours du Xe siècle.
Le calife lança en 936 plusieurs travaux de prestige, dont la construction de la ville palatine de Madinat al-Zahra comme symbole de son pouvoir, cherchant à l'inscrire dans la continuité et la légitimité des pouvoirs historiques. Il ordonna également l'agrandissement de la mosquée de Cordoue. À cette époque, la chanoine de l'abbaye de Gandersheim, Hrotsvita, décrivait la ville dans ces termes : « Brillant joyau du monde, ville nouvelle et magnifique, orgueilleuse de sa force, célébrée pour ses délices, resplendissante par la pleine possession de tous ses biens »,.
Il développa Al-Andalus selon trois axes :
1. L'axe économique, avec l'ouverture de nouvelles routes maritimes, qui eut pour conséquence l'augmentation rapide du nombre d'ateliers et d'artisans dans de très nombreux domaines (tissus, orfèvrerie, joaillerie, architecture, céramiques…). Abd Al-Rahman III procéda au découpage administratif du territoire avec une gestion autonome de l'impôt mais en gardant une centralisation forte dans la capitale, Cordoue ;
2. L'axe culturel, développé avec l'ouverture de bibliothèques, une université, une école de médecine, une école de traduction, dans la lignée des maisons de la sagesse fondées à Bagdad durant le siècle précédent. Ces apports firent de Cordoue l'un des centres d'érudition les plus importants de son époque ;
3. L'axe religieux. Contrairement à ses prédécesseurs, il n'imposa pas l'islam comme religion, en conséquence de quoi la période du Califat ne subit pas de révolte.

Sur les fronts externes, les conflits continuèrent à la fois contre le Califat fatimide et au Maghreb. À sa mort, s'il récupéra les villes de Tolède et Mérida, le royaume des Asturies et le comté de Portugal avaient augmenté leurs possessions au sud sur Ávila, Salamanque, Ségovie, Coimbra. Son successeur, Al-Hakam II (915-976), continua l’œuvre de son père et permit à Al-Andalus de connaître un apogée culturel.
La réouverture des routes économiques au Xe siècle se fit en particulier avec l'Afrique du Nord alors qu'elles avaient disparu durant les VIIe et VIIIe siècles. Une des premières marchandises était les esclaves. « Le Xe siècle est une époque de prospérité économique généralisée. C'est une époque d'expansion agraire et commerciale, l'artisanat est également très puissant. Le Califat centralise de nombreux moyens au travers d'un système fiscal très avancé, et les redistribue. En ce sens, il fonctionne comme une espèce de moteur de croissance, un pôle de demande qui génère une offre importante. Les moyens sont redistribués ce qui crée un effet de fontaine qui arrive à des couches de plus en plus basses […] Avec les impôts, il paie l'armée, les courtisans, les poètes, qui à leur tour le dépensent en serviteurs, en chevaux, en céramiques […] et ainsi il atteint toutes les couches de la société ».

#### Almanzor et l'usurpation amiride
À la mort d'Al-Hakam II, le pouvoir passa au vizir Ibn ʿÂmir Al-Mansûr, connu en français sous le nom d'Almanzor, qui s'arrogea la plupart des prérogatives du calife et organisa la chute des Omeyyades. Pour affirmer son pouvoir, il fit construire Madinat al-Zahira en vue de supplanter la ville califale de Madinat al-Zahra. Il assit sa légitimité en se présentant comme un chef de guerre combattant au nom de l'Islam et d'un sunnisme rigoriste.
Du point de vue de la politique interne, et outre sa prise de pouvoir sur les Omeyyades, Almanzor est connu pour avoir fait brûler des livres d'astronomie controversés, pour avoir été plus strict sur l'obédience musulmane que ses prédécesseurs, pour avoir harcelé les disciples du philosophe Ibn Masarra, pour avoir prévenu toute infiltration chiite, pour avoir tenu fermement le pouvoir et avoir centralisé l'administration. La justice était réputée comme plutôt équitable, selon les critères de l'époque. On décrit à ce sujet qu'il fit remettre à son épouse la tête du général Ghâlib, son père, qui tentait de s'opposer à sa prise de pouvoir.
Du point de vue externe, il ouvrit de nombreux fronts militaires, notamment contre le Califat fatimide à l'Ouest dont pâtirent les Idrissides au sud qui échouèrent à restaurer leur autorité sur Fès en 985. Au nord, il organisa des contre-attaques victorieuses sur des places enlevées par la Reconquista et les razzias des royaumes chrétiens aux marches du Califat aux buts politiques et économiques. Le sac de Barcelone (985) et le sac de Saint-Jacques-de-Compostelle (997) sont les deux expéditions qui eurent le plus d'importantes conséquences dans le monde chrétien. Éloigné de Cordoue, Saint-Jacques-de-Compostelle fut tenté de mettre fin à son lien de vassalité avec Al-Andalus, alors qu'Almanzor était occupé par un front au Maghreb. Le sanctuaire fut rasé lors de la 48e expédition d'Almanzor. Les conséquences de ces deux expéditions furent l'indépendance de fait du comté de Barcelone du royaume des Francs et la fin du statu quo religieux entre le Califat et le monde chrétien qui considéra cette attaque comme un affront mais où il inspira la crainte.
Dès sa fondation, la survie d'Al-Andalus dut s'appuyer sur le Maghreb, tant pour ses circuits économiques, sa main d'œuvre, que pour ses hommes d'armes face aux chrétiens, mais jusqu'à Almanzor, les Arabes, en minorité démographique, se méfiaient d'une trop grande présence de Berbères armés susceptibles de les renverser. Au contraire, Almanzor fit venir du Maghreb à grands frais des tribus zenata chassées par les Zirides pour renforcer ses armées. Pour Francis Manzano, les élites comme le peuple andalusi semblent avoir eu conscience que ces échanges de populations, mal arabisées, suspectes du point de vue religieux et qu'ils considéraient comme des barbares, furent le propre poison de leur société.
La dépendance économique d'Al-Andalus au Maghreb est bien décrite. Au XIIe siècle, Al-Idrissi, dans son Kitâb nuzhat al-mushtaq fî ikhtirâq al-âfâq, revient de manière récurrente sur les liens économiques d’interdépendance entre l’Andalousie et les ports marocains. Il souligne la quasi-monoculture de l'olivier autour de Cordoue. Cette dépendance explique l'effort incessant d'Al-Andalus pour contrôler les routes économiques du Maghreb. Pour Francis Manzano, cette dépendance sans contrôle fort est « une épine dans le pied » d'Al-Andalus qui génère des fragilités structurelles.
Eduardo Manzano Moreno souligne que l'apogée d'Al-Andalus se trouve sous Almanzor. Le Califat était de loin le plus puissant système politique en Europe depuis la chute de l'Empire Romain. Le Califat était doté d'une administration centralisée, d'une armée et d'une marine puissantes ; son état et sa population étaient relativement riches grâce au développement de l'agriculture, de l'irrigation, d'une industrie et d'un commerce florissants. À cette époque, selon les études contemporaines, le trésor accumulé par les Omeyyades grâce à leur système fiscal était immense. Il était avant tout lié à une augmentation de la production économique et au commerce qui valaient les richesses culturelle et artistique du Califat à son apogée,.
Le Califat était alors « un géant politique, économique et culturel mais avec de nombreuses faiblesses ».

#### Guerre civile 1011-1031
Almanzor mourut en 1002. Ses fils prirent sa succession, et le calife tenta de reprendre le pouvoir, ce qui déclencha la guerre civile en Al-Andalus en 1009. Le pillage de Madinat al-Zahira, ordonné par le calife, permit de récupérer, selon les chroniques médiévales, un trésor monumental de 1 500 000 pièces d'or et 2 100 000 pièces d'argent. À la destruction et l'incendie de Madinat al-Zahira répondit celui de Madinat al-Zahra en 1013. La guerre civile de vingt années provoqua la décadence du Califat. En 1031, le califat de Cordoue s'effondra et se morcela en taïfas. Les commentateurs de l'époque font des Berbères les principaux artisans de la chute des Omeyyades et les principaux bénéficiaires de l'effondrement du Califat, même si l'analyse contemporaine relève que plusieurs taïfas importantes furent récupérées par des familles arabes ou se revendiquant comme telles.
Pour Ibn Hazm, érudit contemporain de la guerre civile soutenant la restauration omeyyade, cette fitna était inéluctable et aurait été la conséquence de l'illégitimité des Omeyyades à se réclamer du Coran ; c'est un écho de la fitna du Califat omeyyade de Bagdad qui vit le renversement des Omeyyades par les Abbassides.
Si la Cordoue califale « dépasse en richesse toutes les villes précédentes et postérieures en Europe sur la Méditerranée pour plusieurs siècles », Ibn Ḥazm fait le tableau de la ville immédiatement postérieure à la guerre civile dans lequel « la ruine a tout emporté »[réf. incomplète], mais peu de temps après, vers 1031-1043, Ibn ‘Idārī al-Marrākušī décrit une ville pacifiée où se reconstruisent les quartiers démolis par la révolution.

### Première période des taïfas (1031-1086)
La désintégration du Califat donna lieu à la création de royaumes indépendants, les taïfas. La stricte obédience islamique à laquelle le calife était censé veiller se relâcha et les croyants d'autres religions purent accéder plus facilement au pouvoir. D'autre part, les nouveaux seigneurs, considérés comme des « usurpateurs », étaient des Berbères et d'anciens esclaves (notamment slaves), essentiellement intéressés par des guerres avec leurs voisins. Ils n'avaient confiance ni dans les Arabes ni dans les Andalous. Dans ces conditions, ils s'entourèrent de juifs, ce qu'ils considérèrent comme moins risqué. Ainsi, le juif Samuel ibn Nagrela devient vizir d'abord afin d'organiser l'administration de Grenade dont le roi Ziri et la tribu régnante n'avaient réorganisé que la levée de l'impôt.
Cependant, le Califat ne disparut pas tout à fait. L'organisation sociale fut alors répliquée dans les différentes villes-capitales des taïfas qui se rêvaient en « petites Cordoues » : Saragosse, Séville, Valence, Almérie où survivait le souvenir de l'éclat du Califat, et le résultat fut très brillant. Durant le XIe siècle, malgré les saccages de la guerre civile, les guerres entre taïfas rivales, des avancées chrétiennes, malgré « l'instabilité et la décadence sociale », le rayonnement d'Al-Andalus augmenta, en particulier à Cordoue. Les érudits religieux se multiplièrent : lexicographes, historiens, philosophes, qui comptaient parmi les plus brillants de leur époque.
Si les taïfas s'inscrivaient dans la continuité culturelle du Califat, elles ne représentaient plus de danger pour les royaumes chrétiens du Nord auxquels il leur arrivait de s'allier ou même de payer tribut (paria). Un événement qui ne concerna que les chrétiens passa inaperçu des musulmans tout occupés à leurs divisions : lors de la séparation des Églises d'Orient et d'Occident, l'église mozarabe choisit naturellement l'obédience de celle de Rome, plus proche et plus influente que les autres Églises de l'ancienne Pentarchie chrétienne, ce qui rallia de plus en plus de chrétiens d'Al-Andalus aux royaumes chrétiens du Nord et ralentit les conversions à l'islam. Pour Christine Mazzoli-Guintard, avec l'avancée des armées chrétiennes vers le sud, « Al-Andalus, à la dérive politiquement, se [mit] à rejeter ce qui [était] différent » et affirma son dogmatisme religieux, notamment à partir de 1064, lorsque tomba la première ville importante : Barbastro. En 1066, l'assassinat d'un vizir juif fut suivi de pogroms (1066). Il ne s'écoula que 20 ans entre la prise de Barbastro au nord de l'Aragon et la prise de Tolède en 1084 au centre de la péninsule. Avoir pris l'ancienne capitale permit à Alphonse VI de Castille de revendiquer l'héritage moral de l'ancien royaume chrétien wisigoth.

### Les Almoravides (1090-1140)
La désintégration du Califat en de multiples taïfas mit en évidence que seul un pouvoir politique centralisé et unifié pouvait résister à l'avance des royaumes chrétiens du Nord. La conquête de Tolède par Alphonse VI précisait une menace existentielle contre les royaumes musulmans de la péninsule. Devant ce risque, les rois des taïfas demandèrent l'aide du sultan almoravide d'Afrique du Nord, Yusuf ben Tashufin, qui débarqua à Algésiras, défit le roi de Léon lors de la bataille de Zalaca (1086), et reconquit progressivement toutes les taïfas (1090) mais se brisa contre l'ancienne capitale wisigothe, Tolède.
Si durant les périodes Omeyyades et jusqu'à la première période de taïfas il est pertinent d'analyser Al-Andalus dans un cadre pré-national ibérique en opposition à la fois aux royaumes chrétiens et aux Berbères, à partir de la conquête Almoravide, cette logique n'est plus valide. De 1086 à 1227, Séville était une capitale secondaire d’un empire fondamentalement maghrébin auquel les Almohades ajoutèrent la centralité de l'Occident musulman en déplaçant la Révélation au Maghreb, en créant le dogme de l'impeccabilité (ʿiṣma) de Ibn Tūmart et en proclamant un nouveau Califat. L'intervention almoravide dans la péninsule marqua le début d'une longue influence maghrébine sur Al-Andalus qui commença avec cette conquête, se poursuivit avec la domination almohade (1147-1220) et se termina par l'influence Mérinide (début du XIIIe siècle - début du XVe siècle).
En 1118, Alphonse Ier d'Aragon fit subir de lourdes défaites aux Almoravides en prenant Saragosse, puis en assiégeant Grenade et en attaquant plusieurs villes du Guadalquivir (1125-1126). Dans ces régions, les chrétiens furent déportés au Maghreb, ou durent se convertir, ou s'enfuirent en accompagnant les armées chrétiennes lors de leur retraite. L'ensemble provoqua un déclin radical des communautés chrétiennes.
La fiscalité fut allégée, ce qui semble avoir profité à l'activité économique, et la monnaie almoravide, le dirham d'argent, semble avoir été une monnaie solide répandue dans tout l'occident musulman. La conquête almoravide imposa une pensée malékite rigoureuse qui condamnait l'art de vivre et le rayonnement culturel issus du Califat qui s'étaient développés durant la première période des taïfas. La destruction de l’œuvre d'Al-Ghazali par Ali ben Youssef est emblématique de cette évolution.
Les premiers indices du ressentiment des Andalusis contre les Almoravides apparurent très tôt. Dès 1121 à Cordoue, la population se rebella contre ce nouveau pouvoir. Seule l'intervention des faqîh put éviter un bain de sang. Les rébellions se multiplièrent dans les villes d'Al-Andalus et à partir de 1140, le pouvoir almoravide commença à tomber au nord de l'Afrique sous la pression almohade. En 1144, le soufi Ibn Quasi prit la tête d'un mouvement contre les Almoravides qui aboutit à la renaissances des taïfas : la deuxième période de taïfas.

### Deuxième période des taïfas (1145-1153/1203)
Entre 1140 et 1153, le territoire almoravide fut morcelé, faisant renaître brièvement les taïfas. Le mouvement fut exploité par Alphonse VII de Castille qui annexa Almérie et Lisbonne, entra dans Cordoue en 1146 sans pouvoir s'y maintenir et opta pour un régime de protectorat et de tributs. Tortosa, Lleida et Fraga furent enlevées deux ans plus tard par les chrétiens ; Grenade et Jaén furent annexées par Ibn Mardanish, allié musulman de la Castille, précisant nettement le risque d'un effondrement total de l'islam andalou. Le calife almohade décida, en 1150, d'une intervention dans la péninsule. Les Almohades s'installèrent en 1154 à Séville. Hormis Majorque qui maintint son indépendance jusqu'en 1203, les taïfas furent balayées par la conquête militaire almohade. Les Almohades menèrent des contre-offensives victorieuses sur nombre de lieux récemment annexés par les chrétiens, ce qui ouvrit une période de 40 années de pressions militaires le long du Tage.

### Les Almohades (1147-1228)
Pendant l'apogée almoravide eut lieu un nouveau « réveil » religieux initié par Ibn Toumert dans le sud du Maroc et porté par les Almohades. Dès 1147, ils prirent Marrakech, pacifièrent le Maroc en 1148 et étendirent leur influence sur tout le Maghreb. D'inspiration zahirite (forme d'Islam radical), après un premier débarquement avorté en 1146, ils conquirent Al-Andalus à partir de 1150 et installèrent leur capitale à Séville. Les prêches initiaux d'Ibn Toumert étaient d'une grande violence, mais si la guerre sainte était invoquée, elle ne l'était pas contre les chrétiens mais contre les « polythéistes » almoravides. Des destructions, des déportations, des conversions forcées marquèrent un point de non retour. Le calife Al-Mu‘min et son successeur Abû Yûsuf Ya‘qûb (1184-1199) mirent en œuvre cette doctrine sous forme de politique intégriste et de persécutions envers ceux qui étaient perçus comme hérétiques : les juifs — dont la population fuit au nord —, les fuqahâ‘ malikites et les philosophes. Lorsque Muhammad al-Nâsir (1199-1214) succéda à Yûsuf, la doctrine almohade régressa rapidement.
Cependant, dès l'époque almoravide et pendant le XIIe siècle, la société hispano-musulmane d'Al-Andalus restait fondamentalement une société civile. Ses adversaires du nord chrétien étaient entrés dans une phase expansionniste à partir de la chute de Tolède ; féodalisés, ils consacrèrent une part majeure de leurs ressources au sujet militaire, et c'est à cette époque que commença à se creuser l'écart entre les techniques de métallurgie au profit des armées chrétiennes. Par ailleurs, durant ce XIIe siècle et contrairement aux sociétés musulmanes d'orient Zengides et Ayyoubides à la même époque concentrées sur une « contre-croisade », l'idéologie de la guerre sainte ne semble avoir mobilisé ni le peuple ni les princes andalous. Le sujet du djihad si abondant dans la poésie d'orient était presque absent en Al-Andalus. Dominique Durvoy souligne son absence étonnante de l'œuvre de Ibn Khafadja. Même si nombre d'oulémas moururent dans les combats contre les chrétiens, pour l'essentiel des Andalusis jusqu'au milieu du XIIIe siècle, la guerre sainte restait une affaire de leur souverain et n'engageait pas les croyants personnellement.
La deuxième partie du XIIe siècle fut opulente pour l'Espagne musulmane. L'agriculture comme l'artisanat étaient diversifiés, les impôts étaient modérés, une réforme monétaire fit naître le dinar almohade, à l'origine du doublon, qui doubla la quantité d'or par pièce. Al-Andalus était prospère et développait ses villes, ses marchés et son commerce notamment à Séville (la nouvelle capitale) mais aussi Cordoue, Almérie, Grenade, Malaga et Valence. Malgré le rigorisme de la doctrine des nouveaux maîtres, la vie des plus riches semble avoir perpétué un art de vivre hérité du Califat et marqué par la chasse et la bonne chère.

### Las Navas de Tolosa(1212), troisième période de taïfas et poursuite de laReconquista
En 1212, les Almohades furent battus par une coalition de rois chrétiens à Las Navas de Tolosa dans une bataille qui décida de l'avenir de l'Espagne. Dès 1220, Ferdinand III de Castille commença la Grande Reconquête. Ibn Hud, descendant des anciens maîtres de Saragosse, profita du mécontentement contre les Almohades pour prendre Murcie et lança un mouvement de révolte en Al-Andalus généralisé en vue de rétablir l'autorité des Abbassides de Bagdad. En 1229, l'Empire almohade s'effondra, donnant lieu à une évanescente troisième période de taïfas (1224-1266). Les souverains castillan et aragonais profitèrent de la situation et défirent Ibn Hud en 1230. Majorque fut enlevée la même année par les catalans. Les villes tombèrent en cascade : Cordoue en 1236, Valence en 1238 et Séville en 1248.
En parallèle, les Almohades furent complètement écrasés par les Mérinides en 1269.

### L'émirat de Grenade (1238-1492) et la fin de la Reconquista

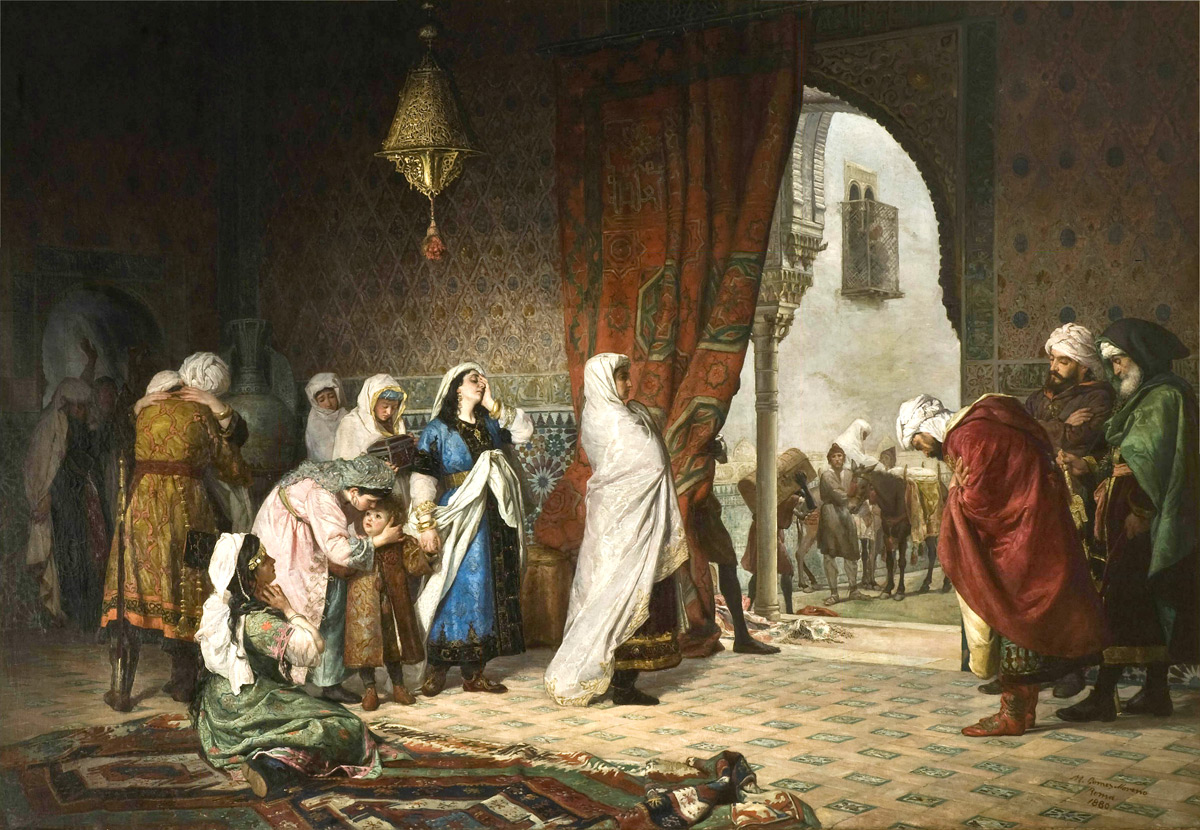
Salida de la familia de Boabdil de la Alhambra par Manuel Gómez-Moreno González (vers 1880). L'œuvre représente le moment où Boadbil (1459-1533), le dernier roi musulman de Grenade, a quitté le palais de l'Alhambra avec sa famille après que les Rois Catholiques ont pris Grenade en 1492.

En 1238, soit deux ans après la chute de Cordoue, Mohammed ben Nazar fonda l'émirat de Grenade et, en se déclarant vassal du roi de Castille, fit que son royaume fut le seul royaume musulman à ne pas être conquis. Avec l'avance des Castillans, beaucoup d'Andalusis fuirent au sud de la péninsule. Lors de la chute des royaumes de Cordoue, Jaén, Séville et Murcie, beaucoup s'installèrent dans le Royaume nazari. Les minorités mozarabes et juives qui avaient été abondantes dans les premiers temps avaient pratiquement disparu lors de la domination almohade. Par la suite de leur rivalité, les royaumes de Castille et d'Aragon s'empêchèrent mutuellement de conquérir Grenade.
Cependant, avec la consolidation du royaume de Grenade, des Juifs revinrent, emmenés par des marchands chrétiens qui installèrent des comptoirs dans les principales localités grenadines. La présence mozarabe fut réduite à quelques groupes isolés : réfugiés politiques et marchands qui furent autorisés à pratiquer leur religion à titre privé. Il se créa un quartier juif et les contacts avec les chrétiens furent nombreux, au moins aux frontières : marchands andalous et génois, ouvriers, voire artistes sévillans venus décorer les palais princiers.
Cependant la rivalité, entre la Castille et l'Aragon prit fin en 1469 avec le mariage des rois catholiques, puis en 1474 avec leur avènement sur les deux trônes. En 1492, le royaume nasride de Grenade fut conquis, après dix ans de guerre, mettant fin à la Reconquista. La même année, les Juifs furent expulsés et Christophe Colomb découvrit l’Amérique au nom de la Castille.

## Géographie
La géographie d'Al-Andalus est très variable selon les époques. À l'arrivée arabo-berbère, le pays qui appartient aux Omeyyades de Damas s'étend sur les deux côtés des Pyrénées, jusque dans les environs de Narbonne et même au cours du IXe siècle au Fraxinet. La fin du Califat au XIe siècle et la période des Taïfas permettent à la Reconquista de reprendre rapidement du terrain que seuls les Almoravides puis les Almohades arriveront à ralentir un certain temps, mais la bataille de Las Navas de Tolosa permet aux rois catholiques de réduire le pays à la seule région de Grenade avant sa chute au XVe siècle.

### Les villes
Contrairement au reste de l'Europe, la société andalouse était nettement plus urbaine, ce qui permet à des villes comme Cordoue de compter un demi-million d'habitants à son apogée. Les villes andalouses sont l'expression du pouvoir de l'émir puis du calife qui investit des sommes considérables pour y maintenir les forces vives tels que les intellectuels. Ces mêmes villes dont les noms sont la plupart du temps romains comme Valence (Valentia) qui s’appellera Balansiyya, Caesar Augusta qui donnera Saragosse, Malaga qui s'appellera Malaka, Emerida en Marida. D'autres encore portent le nom de leur fondateur arabe comme Benicàssim qui prend son nom de Banu-Kasim, Benicarló de Banu-Karlo ou encore Calatrava provenant de Kalat-Rabah. Des auteurs comme Ibn Hawqal dans son livre Surat al-Ardh dénombrent soixante-deux villes principales.
Les descriptions des villes d'Al-Andalus débutent au Xe siècle et laissent apparaître des cités islamisées composées d'éléments caractéristiques aux centres urbains d'Afrique du Nord ou du Moyen-Orient tels que les mosquées, de nombreux hammams, les souks, la kasbah ou encore l'arsenal. Hormis cette architecture orientale, la structure des villes andalouses était semblable aux autres villes européennes en territoire chrétien. Une muraille entoure les bâtiments importants de la ville, sa fonction est autant défensive que politique en séparant la zone proche du pouvoir du reste. À l'extérieur, mais tout de même proche, se trouvent les marchés, les cimetières ou les oratoires. Encore plus loin se trouvaient les maisons des notables mais aussi celle du gouverneur. De nos jours, il ne reste que peu de traces de la structure des cités de l'époque musulmane hormis les descriptions arabes mais aussi chrétiennes.
Le développement du centre-ville n'était jamais planifié, si bien que chaque propriétaire de terrain était libre de fixer lui-même la largeur des rues ou la hauteur des bâtiments. Un voyageur dira au XVe siècle à propos de Grenade que les toits des maisons se touchent et que deux ânes qui iraient en sens inverse n'auraient pas suffisamment de place pour se croiser. Le muhtasib était la personne chargée de surveiller l'ensemble, mais la plupart du temps il limitait son action à éviter que les maisons en ruine ne tombent sur les passants. Ce n'est que dans les grandes et moyennes villes qu'on peut croiser de larges voies comme c'est le cas à Cordoue ou à Grenade, Séville, Tolède ou Valence.

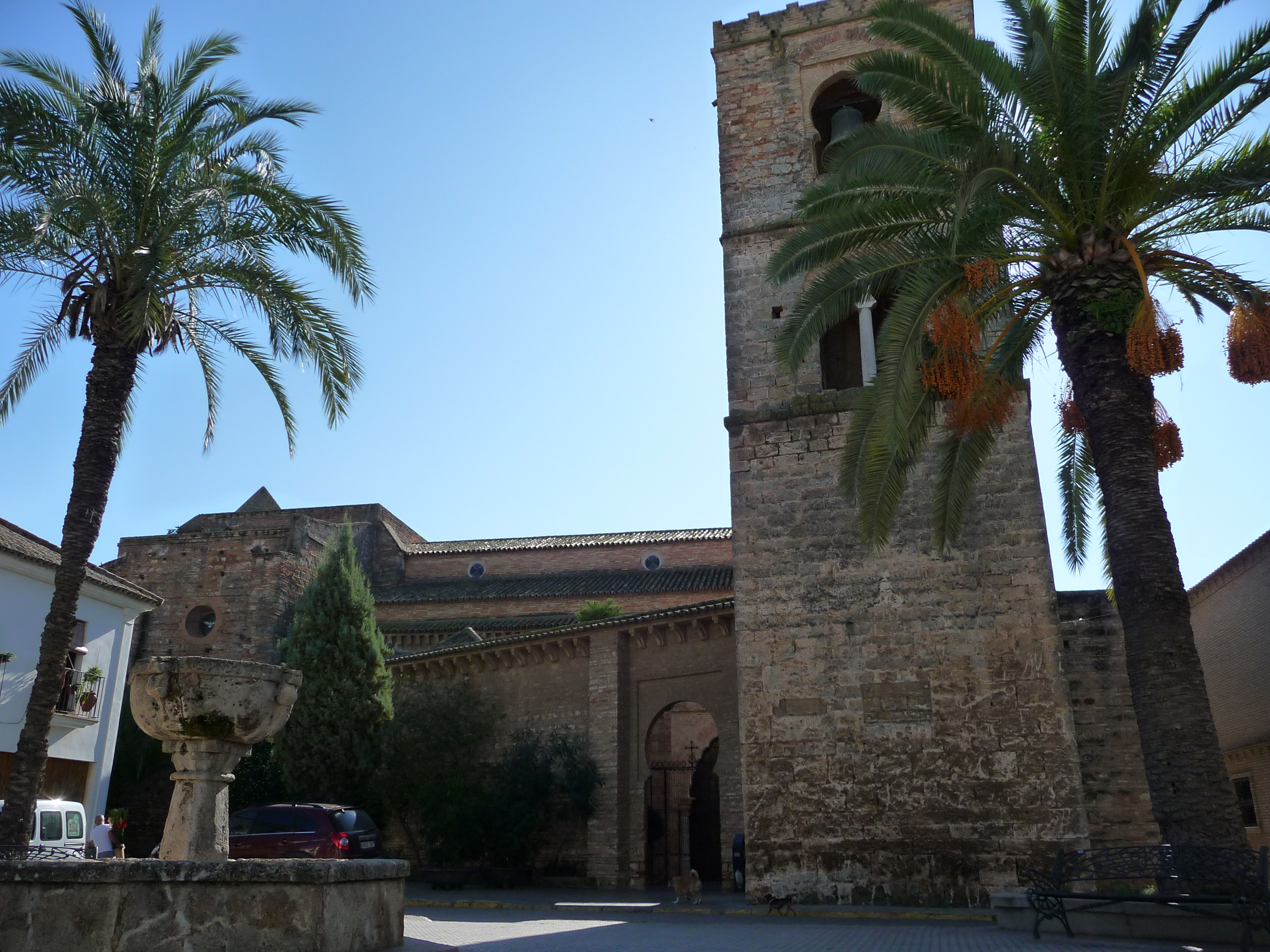
Église Santa María de la Granada de Niebla, auparavant mosquée de la ville.

La citadelle - ou alcazar - et la mosquée sont les principaux signes de l'autorité du dirigeant.
Toutes les villes ne possédaient pas de mosquée, mais il était courant de voir des bâtiments cultuels islamiques. Hormis les petits bâtiments servant à la prière en commun, la construction de mosquées en Al-Andalus est assez tardive, puisque celles-ci apparaissent avec la stabilisation politique à l'époque émirale avec les grandes mosquées de Cordoue (785) ou de Séville (844). Par la suite, toutes les villes qui aspiraient à concentrer des pouvoirs importants financent la construction de grandes mosquées, comme ce fut le cas par exemple à Badajoz, où Ibn Marwan comprend la nécessité de bâtir un imposant bâtiment reflétant l'opulence de la ville qu'il a fondée. Enfin, dans beaucoup de cités, essentiellement dans celles contrôlées par des Latins convertis, la construction des mosquées est un signe de rattachement à l'islam. Enfin, la vague de construction de mosquées à la fin du IXe siècle jusqu'au début du Xe siècle marque le signe de la pénétration de la culture islamique dans la société, qui était durant le premier siècle de la conquête arabe restée majoritairement non-musulmane, mais aussi de l'affirmation du pouvoir de l'émir.
On dénombre encore aujourd'hui plusieurs mosquées dont la plupart ont été transformées en églises comme à Cordoue, Séville, Niebla mais dans beaucoup d'autres villes, malgré les fouilles, la localisation des édifices religieux musulmans est difficile et seuls les textes de l'époque nous donnent une information souvent vague sur l'emplacement de ceux-ci.
Bien que les traces écrites soient rares, les fouilles permettent de retrouver au sein de villes considérées comme des grands centres de pouvoirs les contours de citadelles. Placées sur la meilleure position de la ville, offrant la vue la plus large, les citadelles avaient pour but la défense contre les ennemis extérieurs mais parfois la population locale représentait une plus grande menace. C'est ainsi que dans des villes comme Tolède ou Séville par exemple, le mur d'enceinte est rasé et les pierres utilisées pour la construction d'une forteresse permettant de préserver le gouverneur et ses soldats en cas de révolte de la population. Les citadelles se différenciaient aussi en fonction de leur situation géographique; à l'est du pays comme à Murcie ou Dénia, les villes possédaient des citadelles quasiment imprenables, ce qui n'était pas le cas à l'ouest vers la zone de l'actuel Portugal. Enfin, comme les mosquées et la citadelle, les ports, les marchés, les cimetières et les bains étaient aussi sous l'autorité directe de l'émir.

### Cordoue, capitale Omeyyades et Almoravides
Ville importante dès l'époque romaine, Cordoue est choisie comme capitale durant les époques Omeyyades et Almoravides. La ville avantagée par sa position géographique. Proche du Guadalquivir et située au milieu de vastes champs très fertiles elle est une des premières cités à être conquise par les armées arabo-berbères, qui en confieront la défense à des Juifs en 711. En 716, elle se retrouve au centre du pays lorsqu'il est décidé qu'il serait judicieux d'en faire sa capitale au détriment de Séville. Le pont romain en ruine est restauré de même que la muraille. On y vient de toute la péninsule et d'Afrique du Nord. Dès l'arrivée du premier émir Abd Al-Rahman Ier, on y construit une grande mosquée faisant face au fleuve, mais aussi un palais, l'Alcazar, où ont lieu toutes les cérémonies officielles et les réceptions. À l'extérieur de la ville, Abd Al-Rahman Ier construit la Rusafa en souvenir des palais syriens de son enfance. Deux siècles plus tard, le centre-ville de Cordoue, qui compte près de quarante-sept mosquées, s'enrichira du palais d'Abd al-Rahman III, Madinat al-Zahra, chef-d'œuvre ayant coûté des sommes faramineuses, mais qui permettait au nouveau calife d'affirmer son pouvoir et montrer aux autres puissances européennes sa puissance. La ville, qui du temps d'Al-Hakam II comptait dans ses bibliothèques plus de 400 000 ouvrages recueillis à travers toute la Méditerranée, est aussi un grand centre culturel mais aussi théologique grâce aux théologiens venus s'y installer.

Architecture islamique à Cordoue
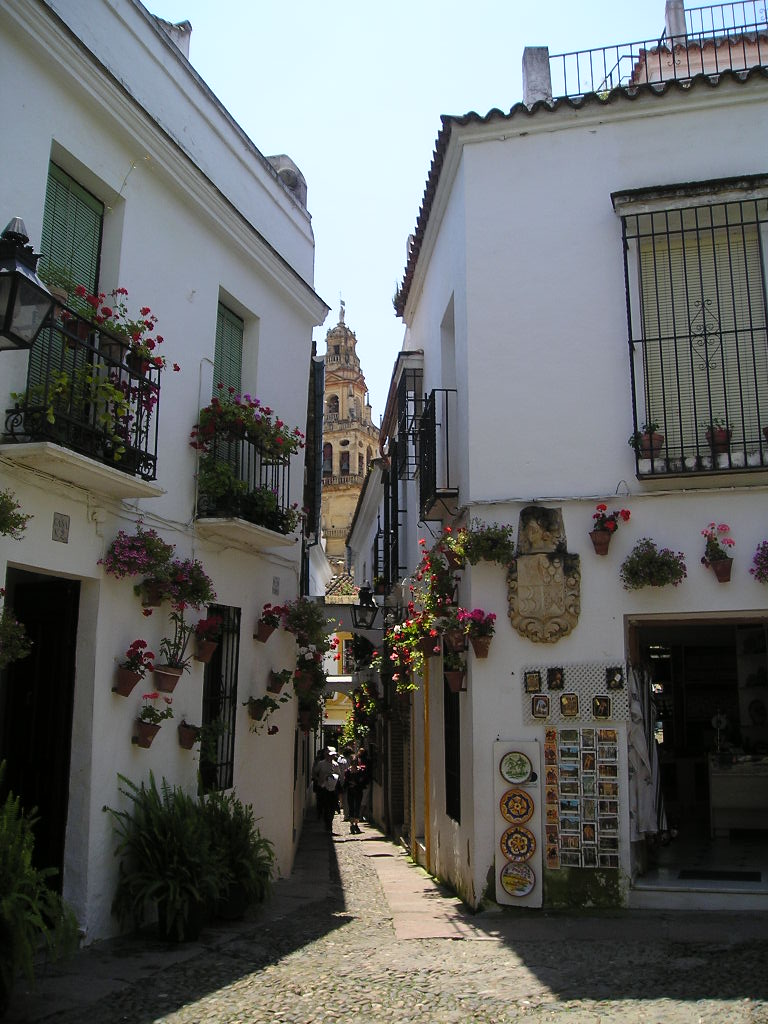
Ruelles cordouanes aux abords de la cathédrale ancienne mosquée de la ville
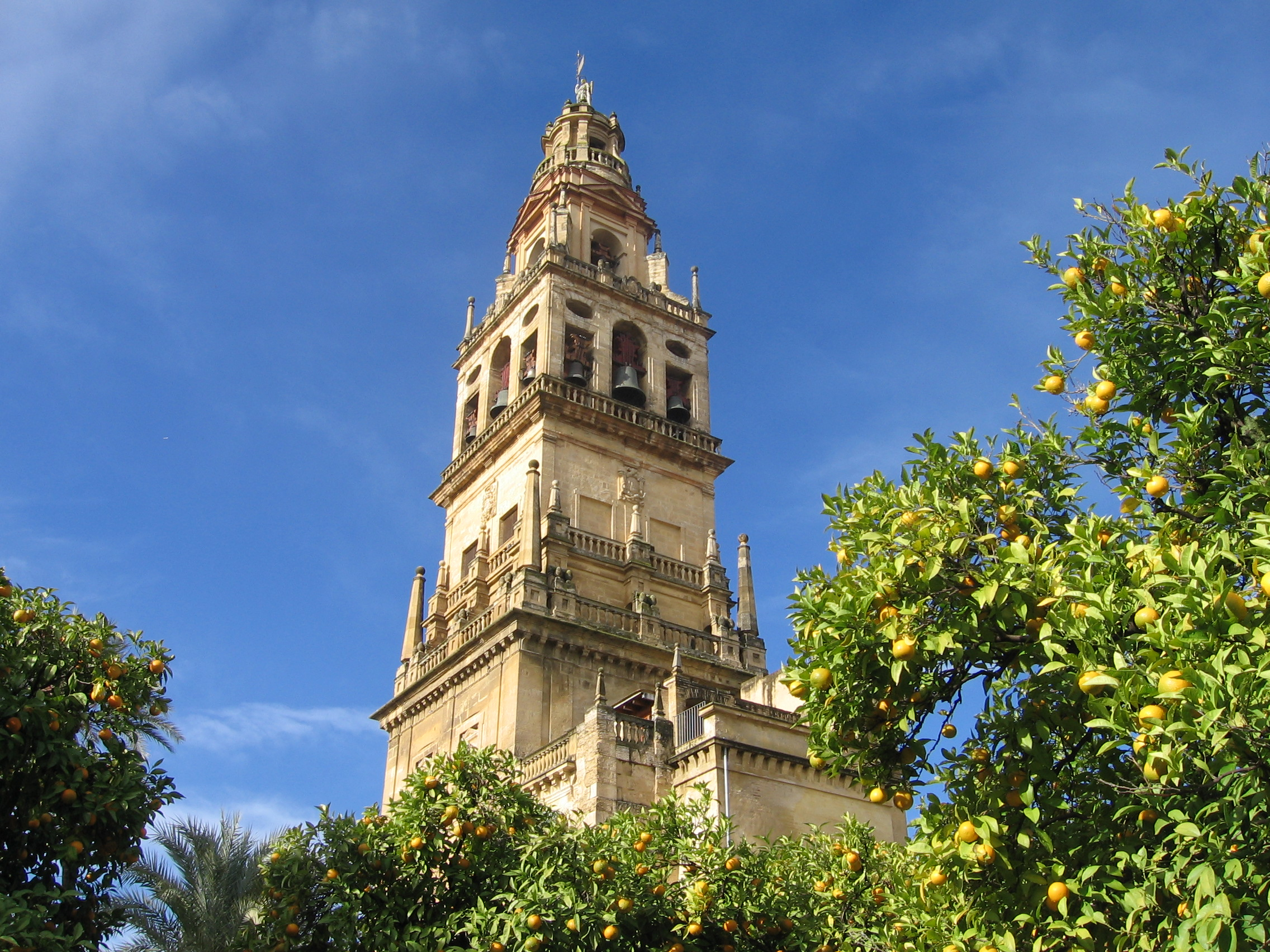
Minaret de la mosquée aujourd'hui cathédrale de Cordoue
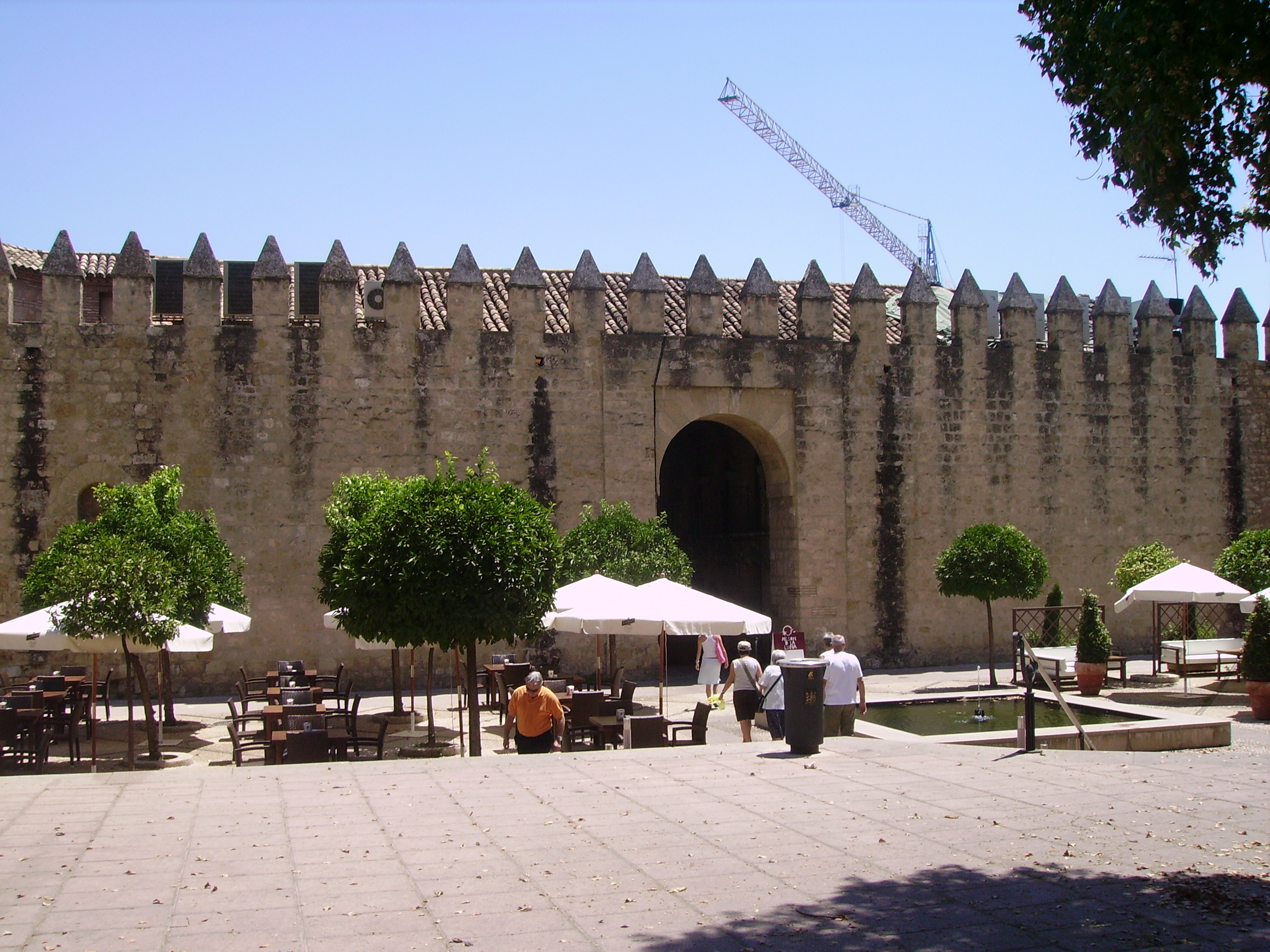
Anciennes murailles de Cordoue
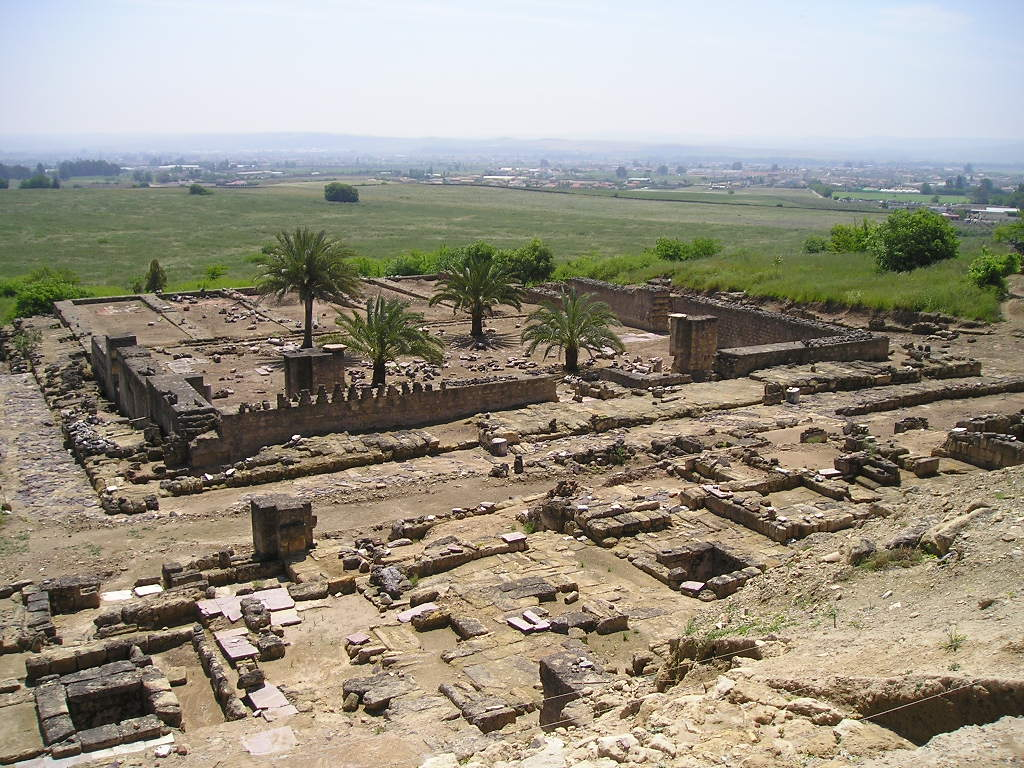
Medinat Al-Zahra, palais d'Abd Al-Rahman III à la périphérie de Cordoue

Le nombre d'habitants que compte la ville à son apogée au Xe siècle est très difficile à estimer ; les historiens espagnols comme R. Carande l'estiment à plus de 500 000 habitants. La taille de la ville qui faisait près de 14 kilomètres de périmètre était elle aussi gigantesque pour son époque. La madinah ou la kasbah, qui en constituait le centre, était entourée d'une grande muraille bâtie sur le tracé d'un ancien rempart romain. Le centre-ville était coupé de deux grandes voies qui menaient vers les différents quartiers de la ville. Ce centre-ville, où étaient essentiellement regroupés les familles juives mais aussi les autres artisans et commerçants est devenu rapidement trop petit pour accueillir les nouveaux arrivants. Hormis les Berbères et les Arabes, la capitale cordouane comptait de nombreux Esclavons venus d'Europe du Nord mais aussi des Noirs d'Afrique ou encore des Mozarabes, ces Chrétiens ayant adopté le style de vie islamique et où ils possèdent de nombreux couvents et églises.
La ville amorce un lent déclin avec la guerre civile au XIe siècle au profit de Séville, Elle est définitivement perdue en 1236 lorsque les armées de Ferdinand III de Castille s'en emparent.

### Séville, capitale almohade

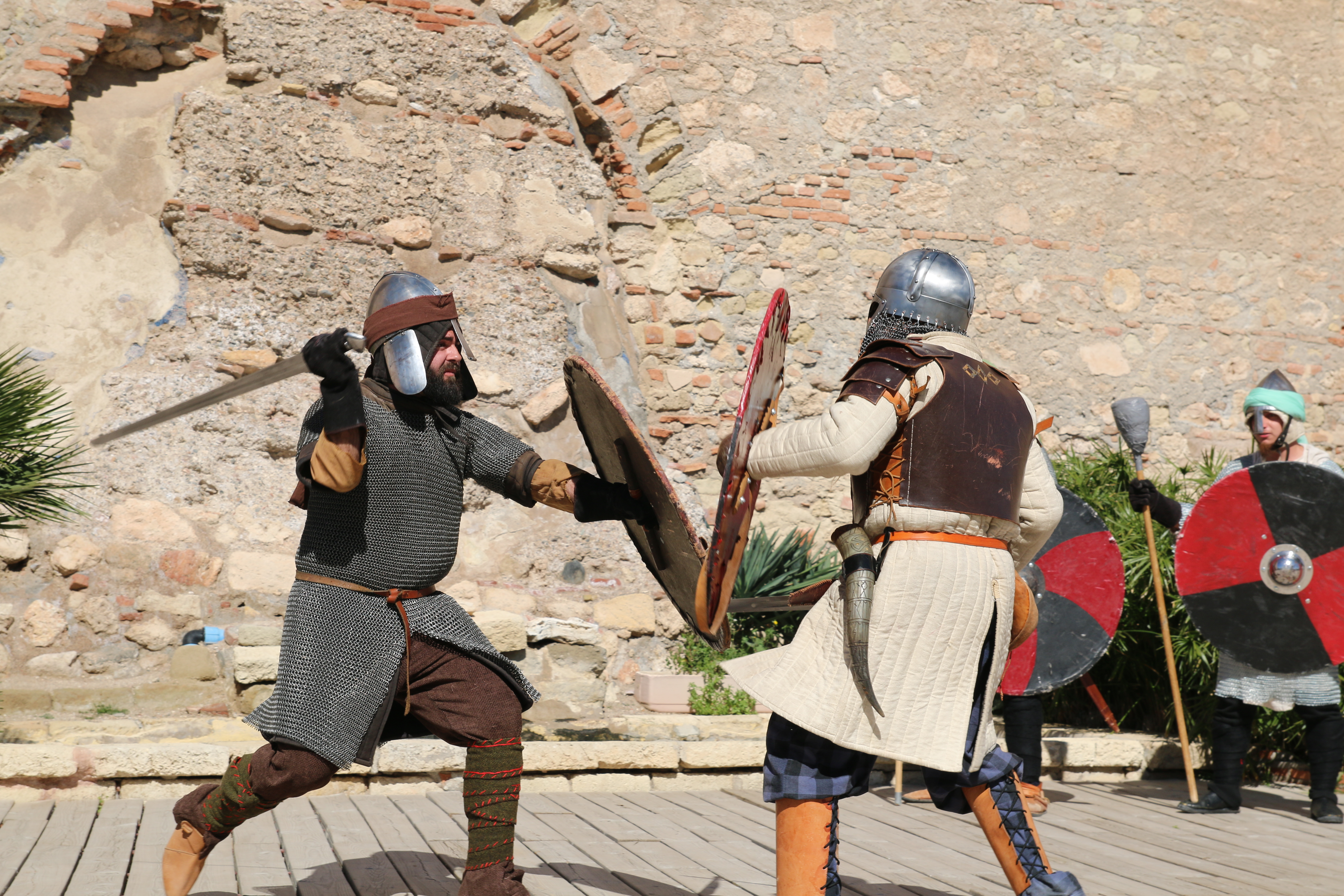
Reconstitution d'un combat entre les chefs de troupes d'Al-Andalus et Vikings. Almeria, 2017.

Capitale de 713 à 718, Séville est une cité en perpétuelle rébellion contre l'autorité des émirs de Cordoue. Il est extrêmement difficile de connaître l'état économique de la cité.
Certains indices permettent cependant d'en avoir une idée, ainsi la facilité qu'avaient eu les Vikings à piller Séville en 844 semble montrer que la ville ne disposait pas des fortifications adéquates, d'où une certaine précarité des gouverneurs locaux. À la suite de ce pillage, Abd Al-Rahman II entreprend la reconstruction de la ville en bâtissant une mosquée (agrandie par la suite par les Almohades qui y ajoutent la Giralda), un souk, un arsenal et surtout d'un réseau de tours et de murailles qui donnent à la ville la réputation de cité imprenable. Grâce à ces constructions, Séville est prête à prendre son envol ; le gouverneur de la cité jouit d'un pouvoir qui égale celui de l'émir de Cordoue, il rend la justice, possède sa propre armée et ne paie pas d'impôts au pouvoir central. Avec Abd Al-Rahman III, les fruits des succès sont visibles, on y accroît la culture des olives, du coton et de l'agriculture en général. Au XIe siècle, la ville connaît son apogée au temps des royaumes de taïfas et finit même par annexer Cordoue, l'ancienne capitale, dont elle ravira la place avec le règne des Almohades. Sa proximité avec la mer en fait un des plus grands ports du pays ; c'est de là que partent les marchandises vers Alexandrie essentiellement, ce qui permet à de nombreuses familles d'amasser de grandes richesses, si bien que les témoins de l'époque rapportent qu'il n'y a pas dans tout le pays de familles plus riches et plus adonnées au commerce et à l'industrie qu'à Séville.
La ville supplante Cordoue comme capitale lors du règne des Almohades de 1147 à 1248. Ils réalisent une synthèse des influences maghrébines et andalouses, notamment avec la construction de la Giralda dans leur capitale, Séville. La ville est assiégée de 1247 à 1248 et se rend à Ferdinand III.

Architecture almohade à Séville
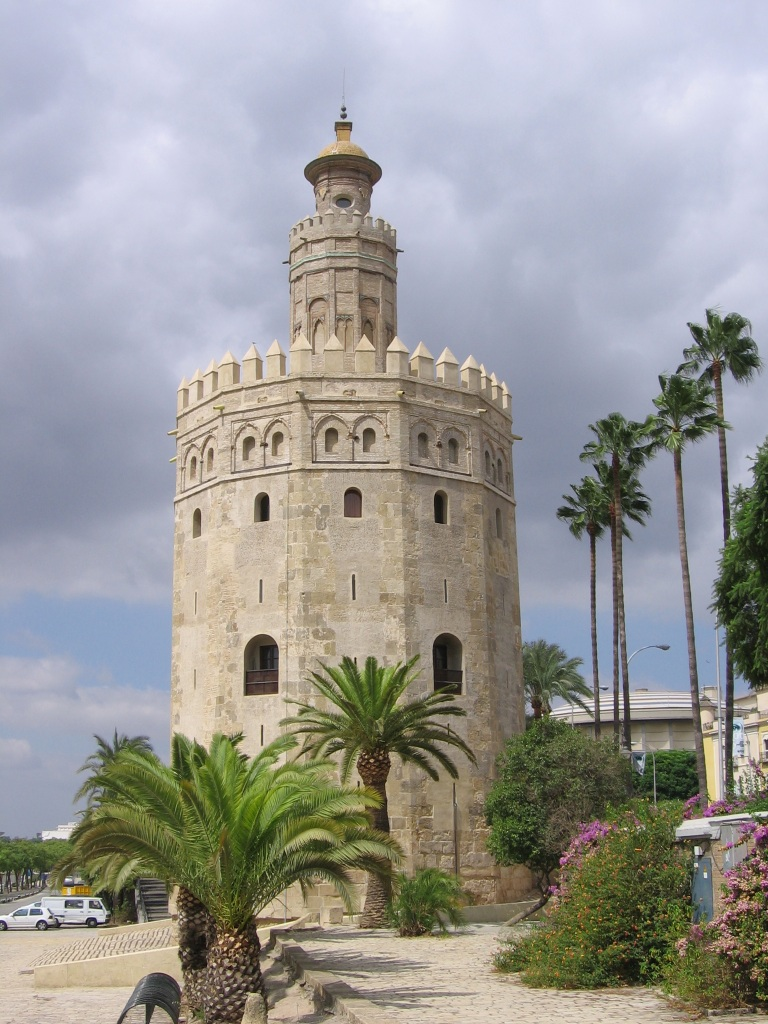
La Torre del Oro est une tour d'observation militaire (XIIIe siècle)
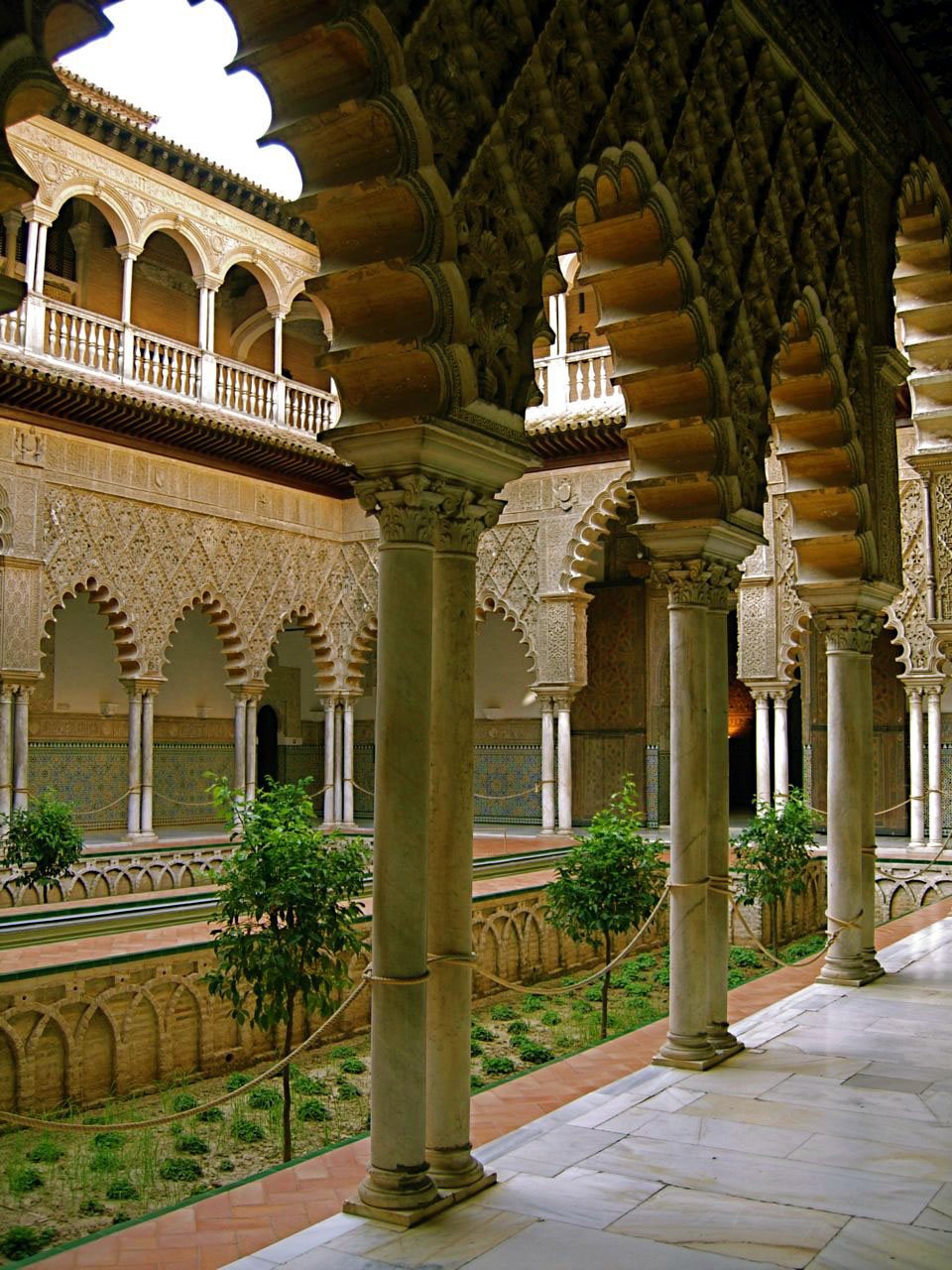
Patio de las Doncellas, Alcazar de Séville (Palais Omeyyades (914) remanié en profondeur par les Almohades (XIIe siècle))
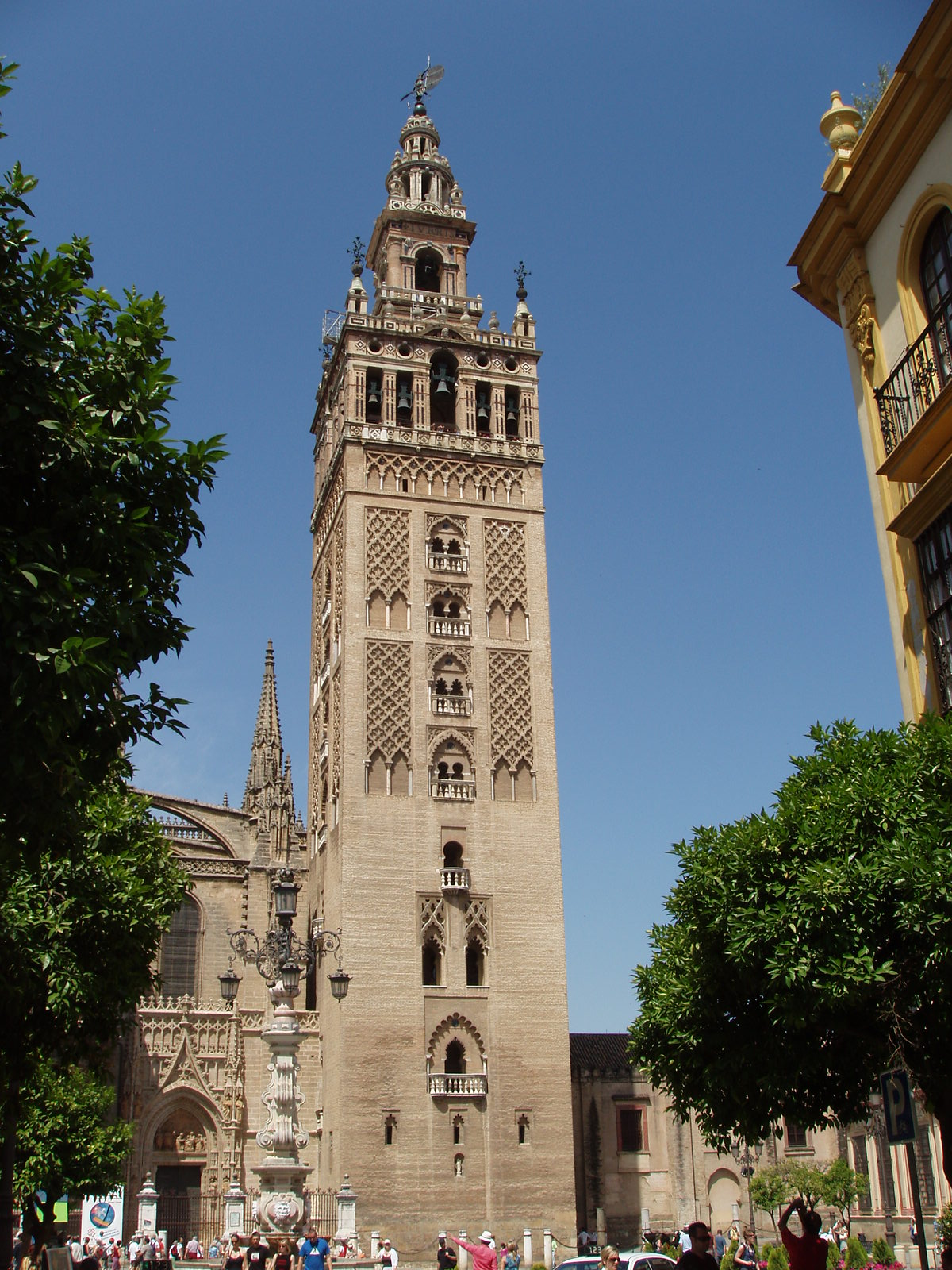
Giralda de Séville

### Les autres villes

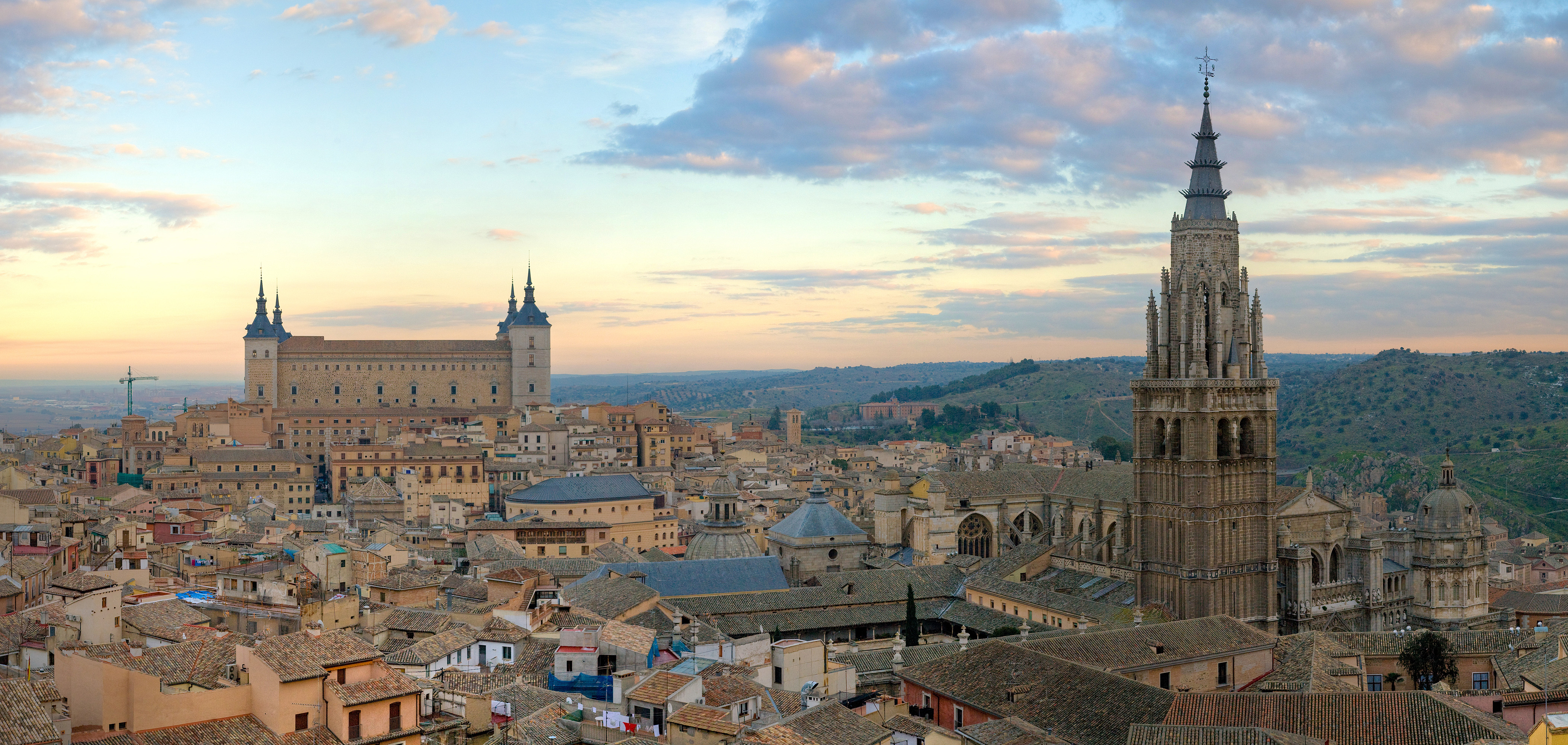
Vue sur Tolède.

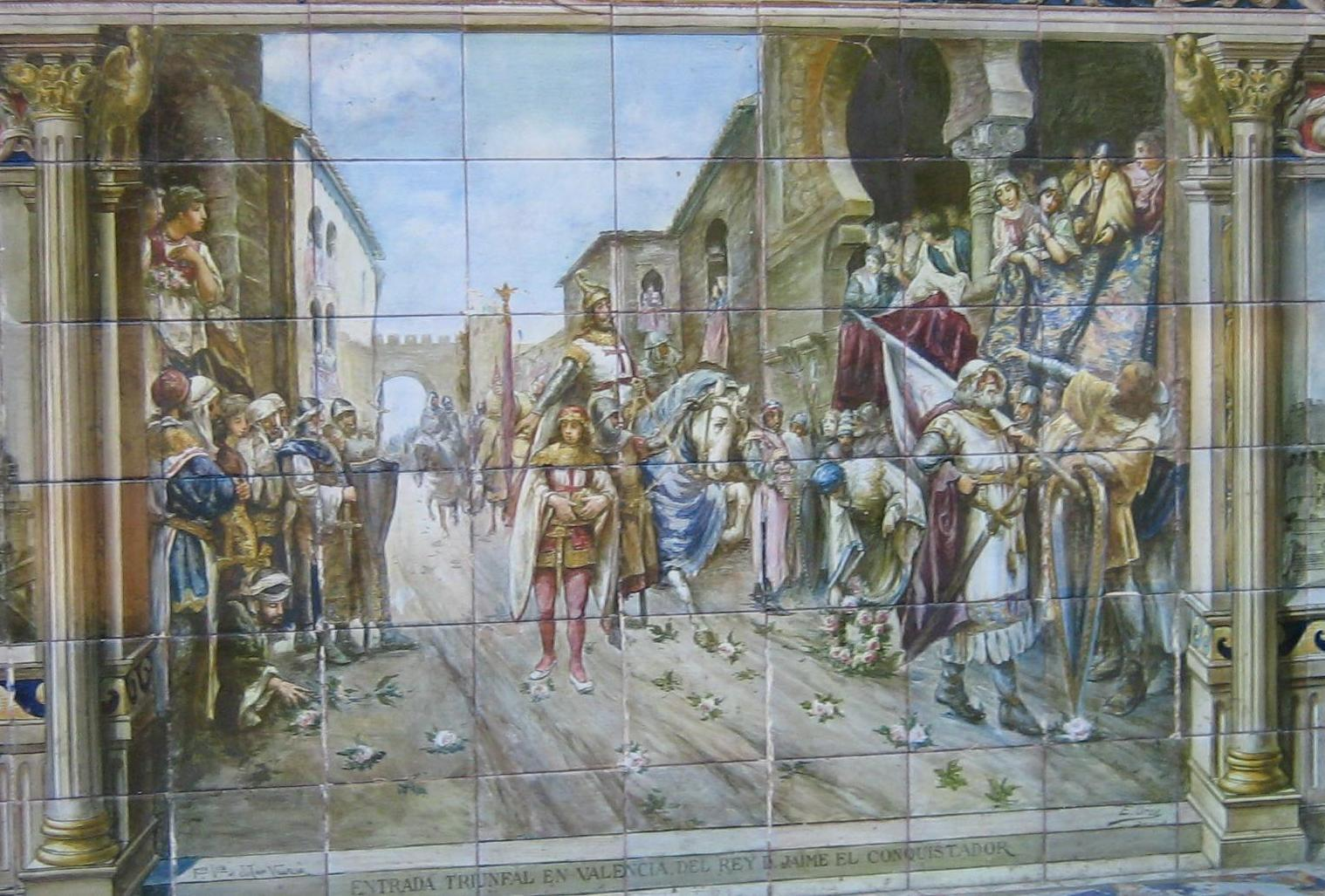
Entrée de Jacques Ier d'Aragon à Valence en 1238.

La première période de taïfas voit le développement des nombreuses capitales de ces royaumes. Tolède, l'ancienne capitale Wisigothe, et Badajoz sont celles qui dominent les territoires les plus étendus.
Valence et Alméria prennent de l'importance après la chute des Omeyyades de Cordoue. Dès le XIe siècle, Valence subit la pression du Comté de Barcelone mais n'est définitivement prise qu'en 1238, par Jacques Ier d'Aragon. Alméria devient le siège d'un royaume taifa créé par le roi slave Jairan, qui est ensuite conquis par le royaume taïfa de Murcia, puis par les Almoravides. Dès lors, pendant plus d'un demi siècle, Almería concentre avec Valence et Denia le commerce d'Al-Andalus avec le Califat abbasside. Elle développe des ateliers de soie brodée, de brocarts, de siglatons et rassemble les plus grandes fortunes de l'Émirat. Le port est choisi comme siège de l'Amirauté et devient un des plus importants marché aux esclaves de Méditerranée.

## Culture et sciences

### Conquête
Du point de vue culturel, au VIIIe siècle, « l'occupation musulmane fut totalement stérile : les envahisseurs, hommes de guerre, étaient pratiquement analphabètes et les historiens postérieurs, comme Ibn al-Qûtiyya ou Ibn Tumlus ne tentèrent jamais de le dissimuler ». Les sciences et techniques issues de la civilisation islamique se développent en Al-Andalus à partir du IXe siècle après la stabilisation politique de l'émirat de Cordoue.

### Valorisation du passé
Les échanges avec la Chine et l'Inde, mais aussi la prise d'Alexandrie ou de Damas, qui étaient d'anciennes cités romaines d'Orient possédant de vastes bibliothèques (dont beaucoup de livres en grec) sont le point de départ des sciences dites arabes. Dès l'Antiquité tardive, ces ouvrages grecs et en perse ont été traduits en syriaque par les chrétiens de langue syriaque des provinces orientales de l'Empire romain. Les premiers penseurs musulmans prennent connaissance de ces écrits à travers leurs traductions en arabe et les diffusent avant d'acquérir une dynamique propre au IXe siècle, avec notamment les maisons de la sagesse à Bagdad, qui inspirent le calife omeyyade Al-Hakam II à Cordoue au siècle suivant.
De façon générale, lors de la formation de l'Empire Musulman et jusqu'au Xe siècle, le monde musulman est en pleine expansion et se considère comme seul héritier légitime des legs Grecs et Perses contre les Latins de l'Empire Byzantin. Ce point de vue est exprimé par de nombreux auteurs arabes des VIIe et VIIIe siècles : « Eux [les grecs] étaient des scientifiques, [les byzantins] sont des artisans qui s'approprient les livres des grecs à cause de la proximité géographique. Ils s'attribuent certains de ces livres, et ils transforment d'autres en leur religion, sauf pour les livres grecs qui étaient trop célèbres et les travaux philosophiques qui étaient trop connus : incapables, donc, de changer les noms [de leurs auteurs], ils affirment que les Grecs n'étaient rien d'autre qu'une tribut byzantine -Al-Gahiz (781-868) Kitab al-Ahbar ». C'est cette attitude qui prévaut chez les Omeyyades, d'abord à Damas puis à Cordoue.
Par ailleurs, « Les Omeyyades n’abandonnèrent jamais l'ambition d'être les successeurs légitimes des grands empires et royaumes préislamiques. La vénération de l'héritage des ancêtres est une facette de la mentalité arabe et de sa religiosité (Ewert, 1991) ». Les Omeyyades de Cordoue marquent un intérêt renouvelé pour le passé préislamique de la péninsule auquel ils s’identifient, s'en servent pour asseoir leur règne dans la continuité des régimes passés, et ainsi légitiment leur pouvoir. La première culture d'Al-Andalus, jusqu'au milieu du IXe siècle se forme sur une base culturelle latine hispanique mais dans un environnement dynamisé par les premiers contacts avec le Maghreb et l'Orient.
Cependant, « l'adoption de formes et d'éléments [antérieurs par les Omeyyades] n'indiquent pas forcément une influence ou une continuité avec le monde préislamique, mais plutôt une « acceptation » de l'autorité et du prestige du passé, ou une tentative de représenter sa supériorité ».
Après la guerre civile et la chute du Califat en 1031, « la majeure partie des États qui succédèrent au califat de Cordoue tentèrent en permanence, par divers moyens, de s'approprier une partie de l'éclat et de la légitimité que son souvenir évoquait dans tout l'occident musulman ». La ville palatiale de madinat al-Zahra fait en particulier l'objet d'une spolia, fruit de la conquête et dépouilles des vaincus dont la conséquence est un saccage méthodique de la cité,.
Les Almoravides et les Almohades procèdent ainsi au Maroc avec le legs Omeyyade. L'utilisation de leurs techniques et la récupération de matériaux ne résulte pas d'une absorption passive ou de la simple exportation des arts et techniques Omeyyade, mais dans bien des cas de spolia recherchés à des fins de légitimation de leur pouvoir, allant parfois jusqu'au transport de matériaux sur de très grandes distances entre Cordoue et Marrakech pour les besoins d'une cour itinérante.

### Périodes émirale et califale
À partir de la première moitié du IXe siècle on détecte un intérêt renouvelé pour l'étude des sciences, et la cour d'Abd al-Rahman II voit les premières figures dédiées à la poésie et l'astrologie : ‘Abd al-Malik, Yahya al-Gazāl, Ibn al Šamir et Abbas Ibn Firnās.
« L'année 822 marque la naissance symbolique de la musique andalouse comme tradition distincte de son homologue arabe orientale ». Ziriab musicien originaire de l'actuel Kurdistan et exilé à Cordoue vers 813 fonde une école, importe les fondations gréco-perses d'une partie importante de la musique traditionnelle ibérique pour plusieurs siècles et a une influence importante à la cour. Suivi par Abbas ibn Firnas cette époque marque le début du développement de la musique arabo-andalouse et porte en germe des formes telles que la nouba. Malgré l'influence vraisemblablement très forte de ces deux personnes, « le répertoire andalous qui nous est parvenu se compose presque exclusivement de deux types de poésie muwashshah et zajal qui ont été inventés après l'époque de Zyriab ». Le style de Zyriab qui s'impose au IXe siècle est balayé par l'œuvre de Ahmad al Tifashi au XIIIe siècle. Cependant, la musique reste source de controverses chez les orthodoxes religieux, et à l'instar des chants grégoriens, on fait établir des règles de chant et d'instruments. La musique d'Al-Andalus influence les troubadours. Avec la période de Taïfas les cours se multiplient et avec elles les écoles de chant et de danse. Al Tifachi nous explique que dans l'école de Séville ces arts sont enseignés aux esclaves pour en augmenter le prix. La mouachah, les zéjels et la Nuba sont les formes poético-musicales les plus importantes d'Al-Andalus.
En parallèle, le chant mozarabe (chant religieux wisigoth) se maintient dans la liturgie chrétienne jusqu'au XIe siècle.
À l'époque Omeyyade, Al-Andalus se développe, devient au IXe siècle et surtout au Xe siècle un foyer de haute culture au sein de l'Europe médiévale, attirant un grand nombre de savants et ouvrant ainsi une période de riche épanouissement culturel. Elle atteint avec le Califat son âge d'or. Selon certains historiens un véritable enthousiasme intellectuel fait que l'on poursuit toutes les formes du savoir : l'histoire, la géographie, la philosophie, la médecine, les mathématiques » qui lui vaut le titre de « civilisation originale ». La prospérité d'Al-Andalus est le principal facteur qui explique ce développement artistique et culturel,. Pour Eduardo Manzano, le Califat était un géant culturel. Ces développements culturels sont à l'usage des Andalousis.
La période émirale et surtout la période califale donnent lieu à des réalisations dans de nombreux domaines, notamment dans l'ingénierie, l'agriculture et l'architecture, avec des réalisations majeures telles que la grande mosquée de Cordoue et médinat al-Zhara. La médecine est renommée dans le monde médiéval,.
La Cordoue califale possède l'une des plus grandes bibliothèque de cette époque, avec « une grande quantité de manuscrits de tradition arabe et musulmane mais aussi des exemplaires de tradition chrétienne classique et juive. Elle intègre des manuscrits de provenances diverses »
Sans surprise, Cordoue compte nombre de philologues majeurs comme Abu Ali al Qali (ar) (? -967). Le grammairien sévillan Al Zubaydi (ar) (?-969) compose un dictionnaire biographique des lexicographes et des grammairiens, et le monde islamique doit à Ibn Sidah, de Murcie, une œuvre lexicographique considérée comme l'un des principaux apports médiévaux à la langue arabe. Cette période produit des savants de renom comme l'astronome Al-Zarqali ou le chirurgien Abu Al-Qasim. Comme l'a récemment rappelé Shahab Ahmed (2016), les musulmans au long des siècles ne vivaient pas leur religion comme la prêchent aujourd'hui les salafistes, par une lecture littérale et implacable de textes décontextualisés, mais au travers de la poésie et de l'éthique,. La période est riche de nombreux poètes et écrivains, et le lien religieux est très présent. Les plus connus sont Ibn Abd Rabbih (Iqd `al-Farid : « Le collier unique »), et Ibn Hazm et son œuvre le Collier de la colombe à la fois traité sur l'amour et point de vue sur la fitna de 1013. C'est l'époque où vit l'historien Ibn al-Qūṭiyya qui rédige une des principales sources sur la conquête d'Al-Andalus : « Histoire de la conquête d'Al-Andalus ».
Après la guerre civile et ses saccages, malgré les guerres entre taïfas rivales, des avancées chrétiennes, malgré « l'instabilité et la décadence sociale » le rayonnement d'Al-Andalus augmente, en particulier à Cordoue. Les érudits religieux se multiplient : lexicographes, historiens, philosophes, comptent parmi les plus brillants de leur époque. Pourtant, la poésie d'Ibn Khafadja (1058-1138) marque une transition. Elle est interprétée comme « l’expression d’une société menacée qui, pressentant sa prochaine disparition, prépare déjà son éloge funèbre », un monde englouti entre l'avancée chrétienne jusqu'à Tolède et la conquête Almoravide d'Al-Andalus.

### Périodes Almoravide et Almohade
Avec les règnes Almoravide et surtout Almohade, l'influence culturelle s'exerce désormais du Maghreb vers l'Andalousie. L'art almoravide s'inspire clairement des réalisations de l'art somptueux de première période de Taïfas du XIe siècle, mais en beaucoup plus austère comme l'imposent leurs préceptes religieux. Cette austérité se perd cependant vers la fin de leur règne durant le XIIe siècle. L'art almoravide se développe surtout au Maroc, mais ils laissent dans la péninsule Ibérique quelques exemples comme le château de Monteagudo (es).
Les périodes Almoravides et Almohades produisent des savants de renom, notamment en mathématiques avec l'œuvre de Jabir Ibn Aflah), en pharmacologie (Avenzoar), et en agronomie (Ibn Bassal) et Muhammad ibn Aslam Al-Ghafiqi réputé pour ses opérations de la cataracte. L'époque Almohade compte nombre de penseurs en rupture avec les pensées précédentes, dans une tentative de rénovation radicale. Dans l'étude de la philologie, Ibn Mada (-1165) cherche une forme de clarté, de concision et de simplicité dans l'étude de la langue arabe. D'une façon générale, la philologie est considérée comme une discipline annexe d'autres disciplines, en particulier de l'étude du Coran et de la poésie.
La vie culturelle oscille entre le rigorisme almohade et des productions de grande qualité. L'année 1191 voit l'interdiction des musiciens mais la poésie reste riche. Les califes s'entourent de brillants médecins. Averroès conseiller d'Abu Yusuf Yaqub al-Mansur et commentateur d'Aristote s'oppose au mysticisme d'al-Ghrazali ce lui vaut une lourde condamnation à l'exil et la destruction de son œuvre. L'autre grande figure philosophique du moment est Maimonide contraint de se convertir à l'islam avant de fuir en Égypte à la cour de Saladin.
Cependant, la seconde partie du XIIe siècle est opulente, et à partir de 1160, les califes almohades décident d'investir une partie importante de l’impôt dans des travaux publics et développent considérablement l'architecture religieuse, civile et militaire d'Al-Andalus et construisent nombre de forteresses, de palais, de ponts et de mosquées qui restent parmi les plus emblématiques de l'Andalousie (Giralda, alcazars, Torre del Oro, etc.) et dont s'inspirent directement des productions du nord chrétien, par exemple des stucs du monastère de las Huelgas (Burgos), ou ceux de l'ancienne synagogue Santa Maria la Blanca de Tolède.
L'architecture almohade est également dominée par la simplicité et l'austérité que suggère leur doctrine. Les intérieurs des mosquées sont presque toujours blancs, spacieux et marqués par les symétries qui réduisent l'aspect décoratif à quelques motifs floraux ou géométriques. Les almohades innovent cependant dans ce domaine en créant les panneaux de sebka. Le mosquées almohades sont particulièrement célèbres pour leurs minarets. L'architecture militaire atteint un grand niveau de perfectionnement qui rend leurs forteresse presque imprenables. La marqueterie et la céramique sont réputées avec notamment la généralisation à cette époque des techniques sgraffite et d'estampille qui cohabite avec la technique de la corde sèche inventée durant la période califale avant de la remplacer.

### Période nazari

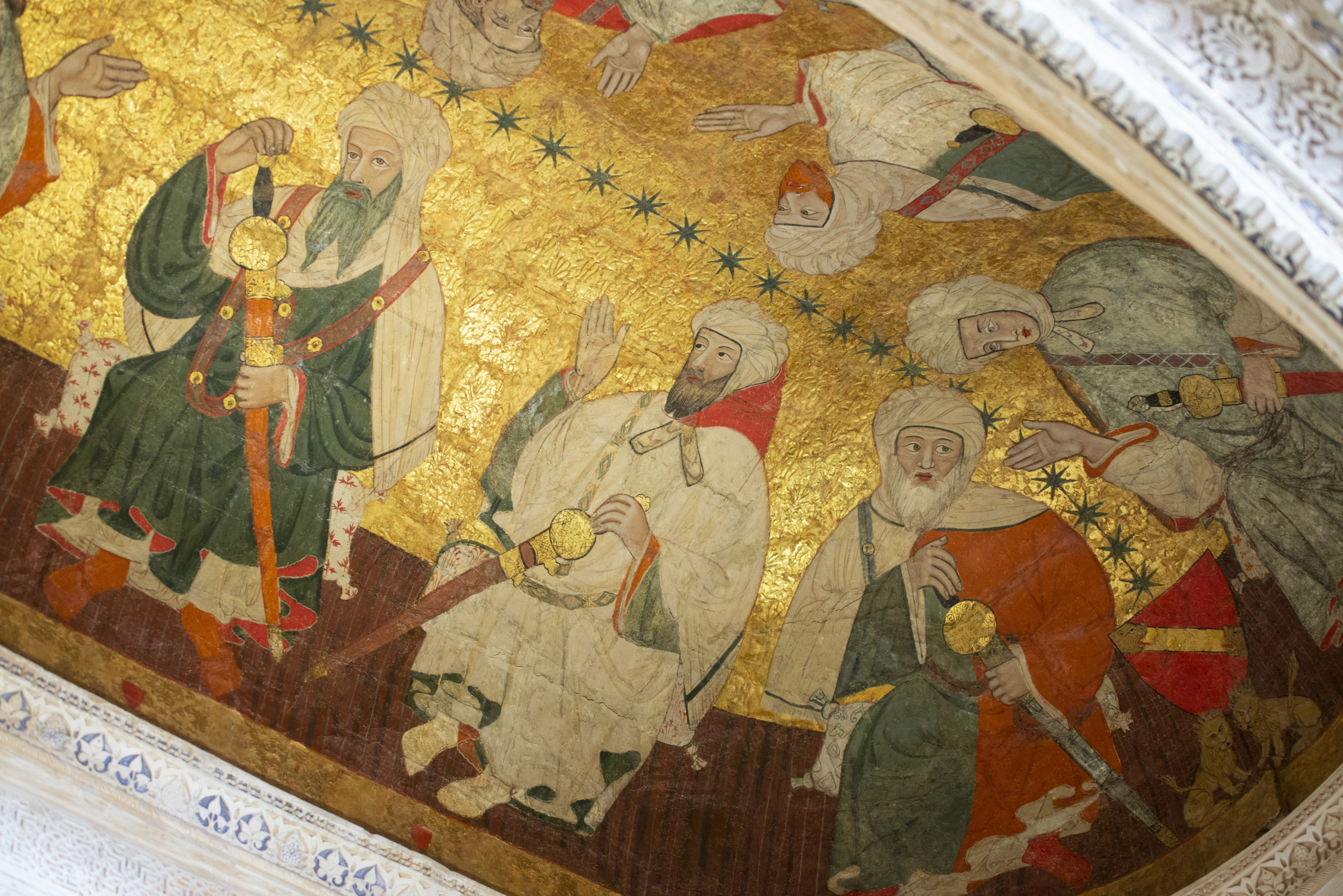
Portraits des rois de Grenade de la dynastie nasride. Salle des rois, Alhambra.

Pour Pierre Guichard, durant le XIIIe siècle, l'émirat de Grenade devient un bastion du conservatisme religieux et culturel. La société est structurée autour d'une pensée malikite rigoureusement orthodoxe, elle se double d'une poussée mystique et de résistance acharnées qui dégénèrent en crise majeure de la culture andalouse. Si le mysticisme trouve des échos dans les milieux populaires, la vie intellectuelle et religieuse est particulièrement méfiante. Les formes les plus traditionalistes dominent. Ibn Al Zubayr (mort en 1308) narre comment il lutte contre les superstitions et comment il obtient la lapidation d'un mystique hétérodoxe. Toutes les formes culturelles sont abordées mais sans renouvellement autre que la forme, et le résultat est généralement inférieur aux productions des Xe et XIe siècles.
Au XIVe siècle, l'élan est brisé : « à l'époque de Muhammad V, quand on acheva l'Alhambra, on vit encore scintiller quelques brèves lueurs de l'antique splendeur d'Al-Andalus. Mais la toile de fond, c'est une lente, progressive mais profonde décadence que n'enrayent pas quelques figures isolées de savants de grande envergure comme le mathématicien al-Qalasâdî ou le médecin Muhammad al-Saqurî ».

### Récupération par l'occident chrétien après la reconquête
Sur le plan scientifique, la science et la philosophie grecque continuent à être enseignées dans leur langue originelle à Constantinople et dans les centres culturels de l'empire romain d'Orient. En revanche, l'Europe occidentale est restée jusqu'au XIe siècle à l'écart des sciences grecques, pour ne les redécouvrir que par l'intermédiaire des traductions arabes d'Al-Andalus après la Reconquête. Gerbert d'Aurillac, après avoir parcouru la Catalogne et fréquenté des bibliothèques d’évêchés ou de monastères comportant des traductions d'ouvrages musulmans et espagnols, est un des premiers à rapporter en France les sciences arabes. À travers l'Europe, un vaste mouvement de traduction est lancé. Bien qu'imparfaites, ces traductions introduisent de nombreuses notions en mathématiques, astronomie et médecine.
Après la prise de Tolède en 1085 par la Castille, une partie de ce corpus arabe est traduit en castillan, notamment sous l'impulsion d'Alphonse X, dit le sage. On constate que les traducteurs se concentrent plutôt sur des savoirs universels, fondés sur des textes fiables et à l'autorité incontestable, mais excluent les textes religieux et négligent les œuvres philologiques et littéraires du monde de l'Islam.
Ces transferts ne sont pas un apport délibéré du monde arabe au monde latin, mais une assimilation, recherchée par les chrétiens, des avancées d'une culture concurrente qui tenait son prestige autant de sa considération à l'égard des savants grecs et perses de l'Antiquité que de sa dynamique propre. Pour la médiéviste Danielle Jacquart :

« Après une longue somnolence, dont il ne faut pas exagérer la profondeur, l'Occident médiéval connut au XIIe siècle un renouveau intellectuel, qualifié de "renaissance" depuis l'ouvrage de Charles Haskins paru en 1933. […] L'Occident se mit à s'approprier les richesses intellectuelles du monde arabe, au moment même où il se sentait assez fort pour le combattre par les armes. Alors que les expéditions des croisés en Orient ne jouèrent qu'un rôle mineur, le transfert de savoir se fit en Europe, aux marges des régions qui connurent l'occupation musulmane. […] Au XIIe siècle, les acquis et les progrès de la Reconquête firent de l'Espagne le lieu privilégié de la transmission. Vers le milieu du siècle, Tolède devint, par ses traducteurs, le symbole du renouveau occidental. »

— Danielle Jacquart
Il est difficile de parler de cette transmission sans parler des conditions matérielles dans lesquelles elles ont eu lieu. Celles-ci se firent à la suite des conquêtes, c'est-à-dire « un processus d'appropriation violente dont sont exclus les musulmans […]. Ces traductions se firent en l’absence des savants musulmans, émigrés ou chassés en grande majorité, mais avec celle de savants mozarabes, chrétiens arabisés, et de juifs ». Il s'agit de spolia, fruit de la conquête et dépouilles des vaincus.
Par ailleurs, les œuvres et traductions ne concernent que des milieux très restreints. Il est impossible d'en tirer des conclusions sociales, ni même de connaître la diffusion réelle de ces savoirs au-delà de cercles étroits. Il faut souvent se contenter d'une stratigraphie intellectuelle des transferts et d'une analyse du contenu des œuvres traduites.

« Si l'impact des traductions tolédanes est incontestable et relativement bien connu, les conditions de leur élaboration gardent une partie de leur mystère. La tentation d'éclairer les zones d'ombre amène souvent l'historien le plus honnête à se transformer en romancier. La personnalité des traducteurs et leur méthode de travail ne se discernent dans les sources qu'à travers un voile qu'il serait hasardeux de faire arbitrairement tomber. »

— Danielle Jacquart
Les premiers à traduire les textes arabes et grecs en latin sont les Espagnols et les Italiens : ces documents pénètrent lentement en France. Paris est au XIIIe siècle le centre le plus important d'études philosophiques et théologiques du monde latin, les cours dispensés dans son université sont réputés dans toute l'Europe. Malgré son prestige, ce n'est que deux siècles après la mort d'Avicenne que l'université de Paris reconnaît totalement ses œuvres. Les premiers à s'intéresser à la pensée arabe ne sont autres que les théologiens et hommes d’Église français. Guillaume d'Auvergne, évêque de Paris au XIIIe siècle montre un grand intérêt pour les philosophies arabe et grecque, même s’il n'hésite pas à critiquer et dénigrer les travaux d’Avicenne sur ses réflexions pro-islamiques. Plus tard, Thomas d'Aquin a la même réaction vis-à-vis des textes du penseur arabe.

## Société

### Société médiévale

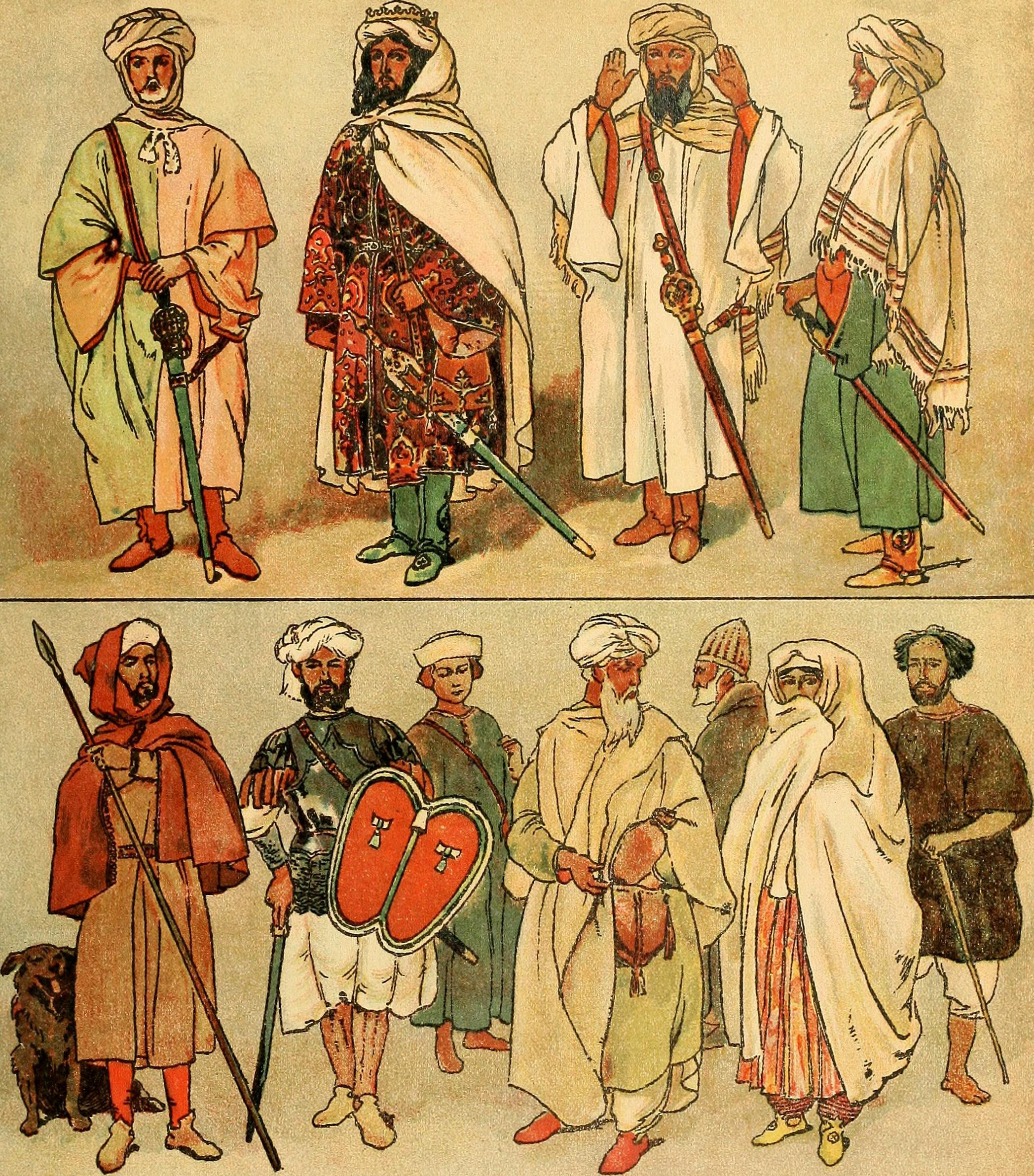
Vêtements masculins d’Al-Andalus au XVe siècle, pendant l’émirat de Grenade.

D'un point de vue général, Al-Andalus est une partie de l'Empire musulman classique inscrit au cœur du Moyen Âge. Les territoires sous domination musulmane ont une structure d'Empire, c'est-à-dire que différents peuples avec différentes religions et différentes langues y cohabitent. Sur la plupart d'entre-eux, les populations non musulmanes et non arabophone sont dominantes jusqu'au XIe siècle.
L'ensemble de ces sociétés sont médiévales. Elles sont d'abord dominées par les religions, et particulièrement par la religion du souverain. Les sociétés sont organisées en communautés. On y distingue les confessions (Musulmans, Juifs et Chrétiens), les groupes ethniques (Arabes, Berbères, Wisigoths…), le statut de noble, de religieux, de serf, d'esclave, et la condition de femme. Sur le plan ethnique, les Arabes sont au sommet de l’échelle sociale suivis, par ordre décroissant, des Berbères, des Muladis, des Mozarabes et des Juifs. L'organisation est pragmatique, les communautés sont séparées, l'infériorisation juridique des communautés et des minorités est la norme, et elle est d'autant plus marquée que les communautés sont petites.
C'est une société profondément patriarcale. Durant le Califat, les femmes sont à peu près exclues de la vie publique, mais elles peuvent posséder des propriétés et les transmettre. Elles jouent un rôle important dans l'espace privé des palais du calife, et l'administration compte des calligraphes réputée. Cependant, le manque de visibilité des femmes dans cette société a pour conséquence une très faible documentation. Le peu qui nous est parvenu relate des informations négatives de femmes célèbres (femme du calife),. La littérature érotique est plus fournie et donne crédit à la thèse contemporaine selon laquelle les femmes esclaves auraient eut plus liberté que les femmes dites libres.
Al-Andalus s'inscrit complètement à la fois dans sa condition de territoire d'un empire et possède une organisation médiévale typique. Cependant, son évolution diffère sur certains points des autres territoires sous domination musulmanes. D'une part, l'islamisation y est dominante dès le Xe siècle alors que les autres territoires sous domination musulmanes sont encore majoritairement non musulmans au XIe siècle. Ensuite, au XIIe siècle, l'essentiel des communautés non musulmanes disparaissent d'Al-Andalus, au contraire de la plupart des territoires ayant appartenu à l'Empire musulman et dont beaucoup traversent le Moyen Âge en comptant d'importantes minorités religieuses. Cette évolution différenciée est en premier lieu le contre coup de la Reconquista qui en fragilisant et en renversant les pouvoirs musulmans successifs ouvrit la voie aux courants les plus rigoristes tels que ceux portés par les Almohades.

### Composition ethnique à l'arrivée musulmane
Il est extrêmement difficile de déterminer le nombre de personnes vivant en Al-Andalus tant les frontières mobiles et les guerres ont façonné la démographie du pays. À son âge d'or, il est avancé le chiffre de dix millions de résidents, non-musulmans compris. On y trouvait des Celtes et des Wisigoths antérieurs à l'arrivée des Arabes, des Berbères, des Slaves, des Francs entre autres.
La société andalouse était fragmentée en fonction de la religion mais aussi de l’ethnie. Dans la seconde partie du VIIIe siècle, on recensait :
- des chrétiens, présents sur ces terres avant l'arrivée des musulmans[C 6] ;
- des juifs : comme les chrétiens, ils sont antérieurs à l'arrivée musulmane mais sont persécutés durant les dernières décennies par les rois wisigoths (conversions forcées, interdictions des synagogues)[C 6] ;
- des musulmans, essentiellement des commerçants nouvellement installés dans le pays.

Parmi les chrétiens, on pouvait distinguer ceux qui avaient conservé leur culture antérieure et les Mozarabes qui avaient adopté, après la conquête musulmane, les coutumes et la langue arabes, tout en maintenant leur religion.
Au sein des musulmans, il y avait :
- les Qaysites, Arabes du Nord de la péninsule arabique ;
- les Yéménites, traditionnellement opposés aux Qaysites ;
- les Berbères, convertis moins d'un siècle plus tôt en Afrique du Nord : malgré leur investissement dans la conquête de la péninsule Ibérique, ils font l'objet de discriminations de la part des Arabes.

### Ethnies principales

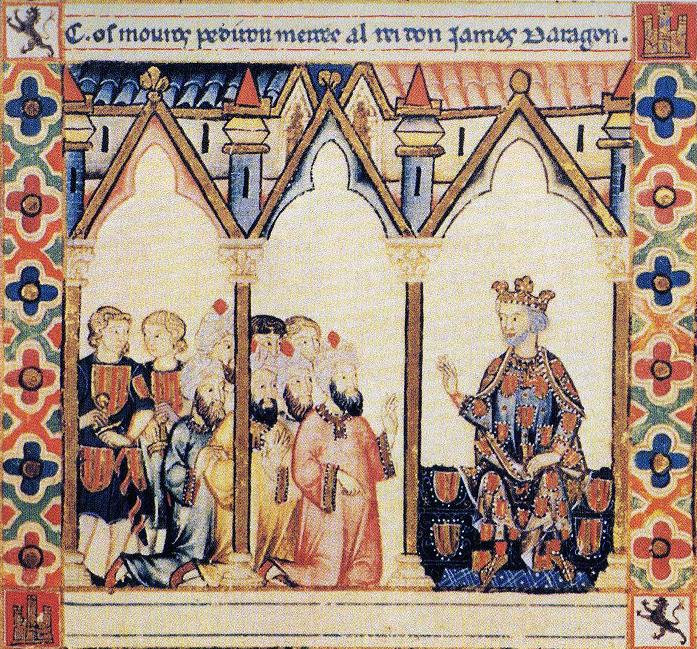
Jacques Ier d’Aragon, miniature des Cantigas de Santa María.

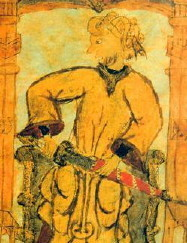
Târiq ibn Ziyad, Berbère, qui à la tête d'une armée conquiert une grande partie de la péninsule Ibérique.

En dehors des personnes en position de pouvoir, il est difficile de comprendre des dynamiques sociales à l’œuvre ou de leurs interactions à cause de la très faible documentation qui nous est parvenue. La documentation disponible après la reconquête étant plus importante et la structuration initiale de la vie publique ayant peu évolué, elle peut donner des indices sur les interactions de ces groupes.
Le VIIIe siècle a été très marqué par l'instabilité globale d'Al-Andalus, sur ses frontières extérieures comme sur le plan politique. Le IXe siècle a été marqué par une forte islamisation de la société, une vague de martyrs chrétiens, d'importantes tentatives de sécessions de territoires par des mozarabes. Au Xe siècle, la société est essentiellement musulmane. Elle semble pacifiée lors de l'instauration du Califat. Il existe alors un grand nombre de communautés en Al-Andalus, qui structurent la vie publique. D'une façon générale, ces communautés vivent avec leurs propres lois et ne se mélangent pas.

#### Les Arabes
Les Arabes, établis partout dans la péninsule ibérique et principalement dans le Sud, le sud-est, l'Est et le Nord-Est, sont solidaires entre eux et ont un fort sentiment ethnique. Lors de la conquête du pays, plus de 18 000 soldats arabes débarquent et s'installent dans le pays. Ils sont principalement d'origine Qaïssite et Kalbite (Yéménite). Ils sont dits "baladiyyûn" (ceux de la conquête), et sont rejoints plus tard par les "sâmiyyûn" (ceux du contingent Omeyyade ultérieur), distinction que recoupe, dans une certaine mesure, l'antique clivage entre Qahtanites et Adnanites. Ces caractéristiques compliqueront le travail des premiers émirs pour pacifier le pays.
Par la suite, arrivant d'Égypte, du Hedjaz et de tout le monde arabe en général,, ils se regroupent au sein des villes en fonction de leur origine: les Arabes de Homs s'installent autour de Séville, ceux de Damas à Grenade (Espagne), ceux de Palestine à Malaga.
Le bassin de l'Èbre, la vallée du Guadalquivir, l'Andalousie orientale, les régions de Cordoue, Séville, Murcie, Jaén, Grenade, le littoral méditerranéen de l'Espagne méridionale et l'Algarve atlantique sont des zones à forte majorité arabe,.
Plus tard, à l'époque Almohade, d'autres populations arabes, d'origine hilalienne (Zughba et Riyâh), s'installèrent en Al-Andalus. Ces Arabes, présents en très grand nombre dans les rangs almohades et dont le rôle était de surveiller les axes principaux du pays, servir de réserves pour les troupes, et lever l’impôt, bénéficièrent de concessions foncières, notamment dans le sud-est du pays.
Bien qu'en majorité citadins et axés sur le commerce ou occupant de hauts postes dans l'administration, les Arabes sont aussi de grands propriétaires terriens. Au fil des siècles, la population arabe s'accroît mais son pouvoir diminue au profit d'une civilisation arabo-hispanique qui perdurera jusqu'à la chute de Grenade.
D'autre part, selon l'historien Pierre Guichard, tous les princes Omeyyades qui se succèdent au pouvoir à Cordoue sont des fils d'esclaves concubines dont la majorité était d'origine indigène, des « Galiciennes », provenant des zones restées chrétiennes de l'Espagne du Nord et du Nord-Ouest. Ainsi, selon l'auteur, « à chaque génération, la proportion de sang arabe coulant dans les veines du souverain régnant diminuait de moitié, si bien que le dernier de la lignée, Hicham II (976-1013) qui, au vu de la seule généalogie en ligne masculine est de pure souche arabe, n'a en réalité que 0,09 % de sang arabe ».

#### Les Berbères
Souvent originaires des montagnes de l'Atlas, les Berbères habitent différentes montagnes du centre et du Nord de l'Espagne. Ils y mènent une existence de cultivateurs et de pasteurs, comme dans leurs patries d'origine. Plus nombreux que les Arabes et tout aussi solidaires entre eux, volontiers autonomes, ils poseront constamment des problèmes aux différents pouvoirs centraux. Indispensables et sollicités par les forces armées, en Afrique du Nord comme au nord d'Al-Andalus, les émirs et califes s'en méfient toutefois car ils les savent rebelles et en mesure de contester leur pouvoir. Par exemple, Almanzor (al-Mansur), s'appuie largement sur eux dans sa conquête personnelle du pouvoir. On constate également que les Berbères prennent effectivement le pouvoir dans plusieurs taïfas à l'issue de la guerre civile de 1031.
En majorité musulmans, leurs tribus d'origine comptaient des populations païennes, voire chrétiennes et juives et des convertis superficiels à l'islam, réputés enclins aux schismes et aux apostasies,. Le partage des terres arables tourne visiblement en leur défaveur par rapport aux Arabes, nettement privilégiés. On les place souvent dans des zones montagneuses de moindre intérêt économique, mais ils héritent aussi de certaines terres riches « au contact » de potentielles incursions chrétiennes, dans la vallée de l'Ebre et le pays de Valence,. Ils se trouvent ainsi éloignés des superstructures centrales d'Al-Andalus et jouent un rôle de défenseurs de première ligne face aux menaces d'incursions des Francs et chrétiens libres,. Ils sont visiblement nombreux dans les territoires où se développera par la suite la conquête catalane (basses régions de l'Ebre, Levant valencien),.

#### Les mozarabes
Le terme de mozarabe signifie « arabisé », aucun texte andalou le mentionnant n'a été conservé. Il est employé par des auteurs des royaumes chrétiens pour désigner des chrétiens vivant en terre d'Islam et le binôme chrétien/arabisé perdure jusqu'au XXe siècle.
Cependant, en Al-Andalus est probable que ce terme ait été utilisé de façon plus large, pour désigner les individus parlant arabe mais n'ayant pas de filiation arabe : l'ensemble des chrétiens, mais aussi des juifs ou des berbères islamisés et arabisés.

#### Les chrétiens mozarabes
Les chrétiens sont d'origine ibérique, celte, romaine ou wisigothique suivent le rite de saint Isidore. Cyrille Aillet explique que durant les troubles de la seconde moitié du IXe siècle, les chrétiens de langue latine disparaissent au profit de chrétiens de langue arabe, nommés mozarabe par les chrétiens de langue latine dans les royaumes du nord d'Al-Andalus. Ceux-ci donnent lieu à une culture arabo-chrétienne à Cordoue. « La plus étonnante des conclusions de la patiente recherche de Cyrille Aillet, c'est que les mozarabes sont moins une « communauté » au sens où on l'entend aujourd'hui, un groupe humain fermé sur des traditions qui le distinguent et le séparent des autres, qu'une façon d'être - l'auteur dit très joliment qu'il existe « une situation » mozarabe ».
Ils suivent le rite d'Isidore de Séville jusqu'au XIe siècle, le rite latin par la suite. Représenté par un comes ou comte mozarabe lui-même, ils conservent leurs sièges épiscopaux, couvents et églises. Certains parmi eux atteignent de hauts rangs dans la société, ce qui leur permet d'acquérir toutes les sciences et cultures de l'Orient et qu'ils retransmettaient à leurs coreligionnaires chrétiens du Nord de la péninsule au fur et à mesure de la reconquête. Durant la reconquête le rite de saint Isidore est remplacé sans ménagement par le rite romain sous l'influence de Cluny.
À la fin du XIe siècle et la prise de Tolède par la Castille, la présence des chrétiens augmente à nouveau dans ces territoires conquis dès le XIe siècle. Les nouveaux venus délaissent le rite mozarabe et suivent le rite latin et relèvent de l'Église de Rome, à l'époque encore membre de la Pentarchie ; sur les côtes sud appartenant à l'Empire romain d'Orient, quelques églises suivent le rite grec et relèvent de l'Église de Constantinople.
En 1118, Alphonse Ier d'Aragon fait subir de lourdes défaites aux Almoravides en prenant Saragosse, puis en assiégeant Grenade et attaquant plusieurs villes du Guadalquivir (1125-1126). Dans ces régions, les chrétiens sont déportés au Maghreb, ou doivent se convertir, ou s'enfuient en accompagnant les armées chrétiennes lors de leur retraite. L'ensemble provoque un déclin radical des communautés chrétiennes, contrairement aux situations du reste de l'Empire musulman où des communautés structurées traversent le Moyen-Âge.

#### Muladi
Les Muladi ou muwallads sont les convertis à l'Islam. Il s'agit d'un groupe transitoire, essentiellement présent durant la période émirale et califale. Ils peuvent être d'origine ibérique, celte, romaine ou wisigothique. Ce sont des convertis à l'Islam, mais « leur révolte les place néanmoins au ban des « musulmans », au point d’être qualifiés dans les textes par les termes de murtadd, mushrik et kâfir ». Ils représentent un temps le groupe le plus important du pays, essentiellement des chrétiens convertis ou nés de parents de couples mixtes.
Si les premières conversions ont lieu rapidement après l'arrivée des Arabes, elles restent peu nombreuses au VIIIe siècle et ce n'est qu'à la moitié du IXe siècle qu'a lieu une forte islamisation de la société sous le règne de Abd al-Rahman II, suscitant d'importantes tensions : vagues de martyrs. Tolède est une des villes les plus peuplées en muwallads et donnera de nombreux religieux musulmans de haut rang. De leurs origines romaines il ne reste pour beaucoup que des anthroponymes comme les Banu Angelino ou les Banu Martin par exemple. Par ailleurs « la conversion ne semble pas considérée comme un critère suffisant pour être définitivement rangé dans le groupe des « musulmans » (Fierro, 2005 ; Aillet, 2009) alors que les muladi réclament ces les mêmes droits que les autres musulmans, ce qui dégénère en tentatives de sécessions et plus largement déclenche « la fitna émirale » : « une société qui revient vers ses origines, vers sa ‘aṣabiyya indigène ». Cette première guerre civile se termine en 928 par la victoire de l'émir, l'instauration du Califat (929), et la restauration de la paix civile (931-933). Les musulmans représentent alors près de 80 % de la population. Les muladi sont la communauté la plus fidèle et fiable aux yeux des califes.

#### Les Esclavons
Les Esclavons, appelés Saqaliba en arabe, constituent un groupe important dans la société andalouse. Comme durant l'époque romaine et à Byzance, si l'Afrique subsaharienne reste une source pour les esclaves, ceux-ci sont capturés et achetés essentiellement en Europe, les Esclavons sont essentiellement des Slaves et des Germains provenant d'Europe centrale et orientale et convertis à l'islam pour échapper à leur condition servile initiale. Sous Abd al-Rahman II, ils sont ramenés en grand nombre en Andalousie. Certains d'entre eux reçoivent une éducation poussée qui leur permet d'obtenir de hauts postes dans l'administration. Devenant pour certains grands fauconniers, grands orfèvres ou encore commandants de la garde, ils finissent par former un groupe à part, se favorisant mutuellement les uns les autres. Ils jouent un rôle important dans l'éclatement du pays au XIe siècle lors de leurs luttes contre les Berbères. À l'époque des taifas, plusieurs Esclavons parviennent à arracher un royaume comme à Valence, Almeria ou Tortosa et à en faire une puissante entité politique.

#### Les Juifs
Les juifs sont également de langue arabe. Ils habitent essentiellement dans les villes, travaillent principalement dans les métiers dévalorisés ou interdits par les autres religions (crédit, commerce). Eduardo Manzano Moreno indique qu'avant la première période de taïfa, la documentation sur les juifs d'Al-Andalus est extrêmement réduite et se concentre sur quelques individus présents à la cour califale, en particulier l'ambassadeur Hasdaï ibn Shaprut (915-970). La première période de taïfa est mieux connue, elle compte nombre de médecins, de lettrés d'hommes politiques et de militaires et constitue l'âge d'or de la culture juive en Espagne. Elle compte notamment les poètes Salomon ibn Gabirol (1021-1058) et Juda Halévi (1075-1141). La situation se dégrade à partir de 1066 (massacre de Grenade), puis à la suite de la conquête Almoravide et plus encore après la conquête almohade. Cependant, la période Almohade voit des personnages de grand renom comme le médecin et philosophe Maïmonide (1138-1204).
Un grand nombre rejoint les territoires dominés par les chrétiens et l'Afrique du Nord, avec notamment le cas célèbre de Moïse Maïmonide rejoignant l’Égypte de Saladin. Aux XIVe et XVe siècles, ils fuient de nouveau les persécutions et l'Inquisition du nord chrétien. Ils rejoignent en particulier Grenade où ils sont plus de 50 000 juifs à Grenade lors de la prise de la ville par la Castille.

### Religions

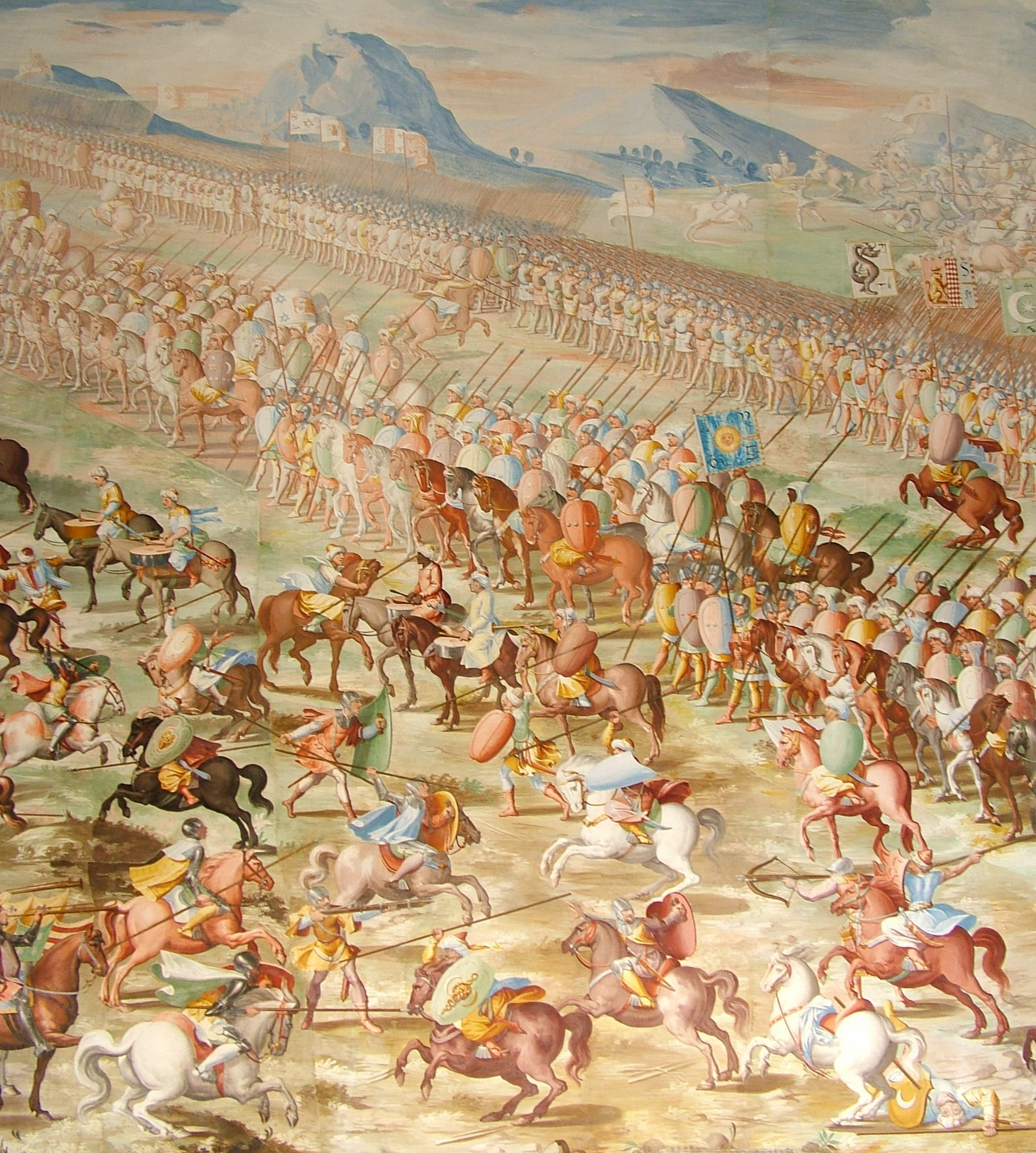
Illustration représentant des soldats juifs combattant dans les forces de Muhammed IX, sultan de Grenade, 1431.

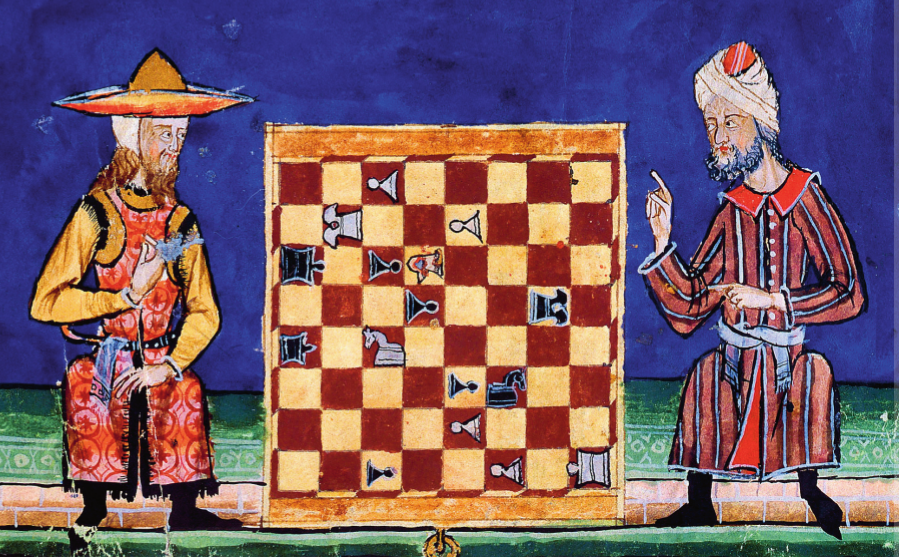
Un juif et un musulman qui jouent au jeu d'échecs au XIIIe siècle en Andalousie.

#### Islam
L'islamisation de la société après la conquête arabe est rapide. Selon certains auteurs, au Xe siècle, la moitié de la population serait déjà islamisée, 80 % au XIe siècle et 90 % au XIIe siècle. Cyrille Aillet, dans son étude sur la déchristianisation d'Al-Andalus à partir de la vague de martyrs du IXe siècle, perd toute trace de présence chrétienne à Tolède jusqu'en 1067 et fait l'hypothèse que les chrétiens du XIe siècle sont de nouveaux venus ou revenus : « [À Tolède], on perd toute trace de population chrétienne entre 893 et 1067 : les chrétiens du XIe siècle étaient-ils le prolongement de ceux du IXe siècle, ou bien s’agit-il de nouveaux venus ? ». Dans l'Espagne médiévale - en territoire chrétien comme musulman - l'intégration, l'assimilation, les liens religieux et ethniques ont un caractère dynamique que Cyrille Aillet étudie région par région dans une « Géographie évolutive du christianisme d'Al-Andalus ». L'ensemble des études contemporaines s'accordent sur la réalité très mouvante des liens religieux dans l'Espagne médiévale, qui sont tant le fait d’absorptions exclusives que de mouvements de populations.
L'islam sunnite a été la religion officielle de l'Espagne musulmane de la conquête en 711 jusqu'à la chute du royaume de Grenade en 1492. Le courant théologique officiel était l'acharisme. La jurisprudence y était exercée dans un premier temps selon l'école juridique awzâ'ite pour ensuite être appliquée selon l'école malékite. La jurisprudence zâhirite fut parfois appliquée mais son influence fut minime et ponctuelle. Les autres « religions du Livre » furent acceptées avec, toutefois, des périodes de répression. Au XIe siècle, l'islam était devenu la religion majoritaire et les musulmans constituaient plus de 80 % des habitants d'Al-Andalus.

#### Chrétiens et juifs
Les conditions de vie des non-musulmans ont fait l'objet de nombreux débats autour du concept de convivencia, concept abandonné par les historiens. Le spectre de ces débats a été constitué de María Rosa Menocal, spécialiste de la littérature Ibérique qui considère que la tolérance faisait partie intégrante de la société andalouse. Selon elle, les dhimmis, formant la majorité de la population conquise, bien qu'ayant moins de droits que les musulmans, avaient une meilleure condition que les minorités présentes en pays chrétiens. À l'autre extrême se trouve, par exemple, l'historien Serafín Fanjul, qui souligne que la convivencia sous-jacente aux débats a souvent été exagérée par les historiens. Pour Rafael Sánchez Saus également, la vision irénique de Menocal ne correspond pas à la réalité : « dans Al-Andalus, il n'y a jamais eu de volonté d'intégrer la population conquise dans un système ethniquement et religieusement pluriel. Ce qui a été instauré c'est le moyen de perpétuer la domination d'une petite minorité de guerriers musulmans orientaux et nord-africains sur la population autochtone ». L'approche contemporaine d'Emmanuelle Teixer Dumesnil explique que la notion même de tolérance est anachronique dans l'ensemble des sociétés médiévales et que les relations sont fondées sur d'autres rapports que la tolérance ou l'intégration qui sont des concepts issus des Lumières.
Comme dans toutes les sociétés médiévales, les droits des communautés d'autres religions sont manifestement inférieurs, et, outre la religion, l'ethnie, le sexe, le statut social participent à cette infériorisation juridique systématique. Les jurisconsultes tentent d'imposer une « coexistence dans l'évitement » dont l'application est très inégale selon le statut social : l'interdiction de mariages mixtes était une réalité dans les palais de Medinat Alzahara peu suivie dans la Qaturba ouvrière. Par ailleurs, la diffusion effective de ces règles au-delà de Cordoue était variable selon la région, la situation urbaine ou de campagne et l'ensemble donne lieu à des réalités très contrastées selon la situation de chacun. Alors qu'on ne trouve plus de présence chrétienne à Tolède au Xe siècle et que l'arabisation est presque totale, Ibn Hawqal (2e partie du Xe siècle) indique la présence d'exploitations agricoles regroupant des milliers de paysans chrétiens « ignorant tout de la vie urbaine » parlant une langue romane, et qui peuvent se rebeller et se fortifier dans les hauteurs.
Jusqu'au tournant du IXe siècle, les musulmans sont peu nombreux. Les non-musulmans, formant la majorité des populations autochtones lors de la conquête, avaient le statut de dhimmi et payaient la jizya. Jusqu'à l'islamisation suscitée par Abd al-Rahman II (822-852), l'église mozarabe collabore avec les nouveaux souverains en échange de tribus ; les évêques coopèrent pleinement et maintiennent leurs privilèges économiques. De façon générale, les historiens Bernard Lewis, S.D. Goitein et Norman Stillman s'accordent à dire que le statut de dhimmi auquel étaient soumis les juifs et les chrétiens était un statut manifestement inférieur, et qui s'est dégradé au fur et à mesure de l'effritement de la domination musulmane.
La période troublée de l'Émirat voit des vagues de martyrs chrétiens. La guerre civile qui secoue la seconde partie du IXe siècle est menée par les nombreux muwladis, convertis à l'Islam, revendiquant le même statut social que les Arabes qu'ils tentent de renverser. Bien qu'Al-Andalus soit l'une des sociétés islamiques médiévales les mieux connues, à la fois par les écrits, à la fois par l'archéologie, jusqu'au XIe siècle, nous ignorons presque tout de la population juive, son organisation, sa dynamique sociale. Si à cette époque la ville Cordoue ne semble pas avoir de quartiers confessionnels, nous n'avons d'informations que sur une poignée de personnes, principalement sur Hasday ibn Ishaq ibn Shaprut. Les informations concernant les chrétiens ne sont guère plus étendues. Elles indiquent que Recemund, évêque d'Elvira était au service du calife comme ambassadeur et intermédiaire avec Juan de Gorze, et, pour le reste des habitants, elles permettent seulement de déduire que cette période a été plus calme que la précédente qui fut marquée par des vagues de martyrs. Les conversions vers l'islam sont rapides et ne semblent pas être contraintes.
Les périodes plus récentes sont un peu mieux connues. La fin de la guerre civile provoque un abandon de l'orthodoxie à laquelle le calife était censé veiller. Les juifs sont d'actifs collaborateurs du pouvoir musulman mais avec la maturation chrétienne au nord, la faiblesse structurelle des Taïfas provoque un raidissement du pouvoir musulman envers religions minoritaires. Leur sort se dégrade avec les premières avancées chrétienne (1064, Barastro) qui se concluent par la prise emblématique de Tolède (1085). Pour Christine Mazzoli-Guintard, l'assassinat d'un vizir juif suivi de pogroms (1066) s'inscrit dans cette logique. En 1118, Alphonse Ier d'Aragon fait subir de lourdes défaites aux Almoravides en prenant Saragosse, puis en assiégeant Grenade et attaquant plusieurs villes du Guadalquivir (1125-1126). L'ensemble provoque un déclin radical des communautés chrétiennes. Au XIIe siècle avec l'arrivée des Almohades met un terme au statut de dhimmi, les juifs choisissent soit la conversion à l'islam ou la fuite vers les royaumes chrétiens du nord, l'Afrique du Nord ou la Palestine. La situation se détend à partir de la seconde partie du XIIe siècle, l'islamisation est alors presque totale.
Serafín Fanjul définit la société du royaume de Grenade (1238-1492) comme « une société monoculturelle, avec une seule langue, une seule religion. Une société terriblement intolérante, par instinct de survie, puisqu'elle était acculée à la mer ». Il reste cependant un important quartier juif à Grenade.
Durant la période Califale, les lois indiquent que le musulman se déplace sur un cheval, le chrétien sur un âne, les amendes infligées pour les mêmes infractions sont inférieures de moitié pour les musulmans, les mariages mixtes entre les hommes chrétiens ou juifs et les femmes musulmanes sont quasiment impossibles, le témoignage d'un chrétien contre un musulman n'est pas recevable devant un tribunal. Le chrétien ne peut avoir de serviteur musulman. Emmanuelle Teixer Dumesnil souligne cependant que « quand on répète inlassablement que les dhimmî ne doivent pas monter à cheval, doivent porter des signes distinctifs et ne peuvent se mélanger aux musulmans, c’est précisément parce qu’il se passe le contraire au sein de sociétés auxquelles ils sont pleinement intégrés ». Le pouvoir recherche une cohabitation dans l'évitement pour « sauvegarder » la foi de chacun et éviter les syncrétismes, mais ses succès sont limités, notamment dans la ville de Cordoue. En effet, si les groupes confessionnels ne sont pas intimes, les quartiers populaires de la Qaturba ne sont pas confessionnels et l'espace public est partagé. Les mariages entre chrétiens et musulmans restent nombreux parmi les domestiques et esclaves et la réalité vécue par les différents groupes sociaux est très différente.
La situation des chrétiens dans les premiers temps était différente selon les villes et les traités que les autorités locales avaient établis à l'arrivée musulmane. Dans la région de Mérida ils peuvent garder leurs propriétés à l'exception des ornements des églises. Dans les provinces d'Alicante et de Lorca ils versent un tribut. Dans d'autres cas il arrivait aussi que la situation ne leur soit pas aussi favorable comme pour certains grands propriétaires chrétiens qui voient leurs terres en partie spoliées. La situation chaotique du pays empêcha une application trop rigoureuse de la « dhimma » ce qui permit de conserver les traits religieux et culturels distincts des chrétiens. Néanmoins, à partir de 830, avec l'arabisation et l'islamisation du pays, le changement est patent. La chrétienté connaît par la suite un rapide déclin démographique et culturel. Ce n'est qu'à l'époque du Califat qu'une plus grande tolérance se fait jour car les chrétiens ne constituent plus une menace pour le pouvoir. Dans la deuxième moitié du XIIe siècle, il n'existe plus de communautés chrétiennes organisées dans Al-Andalus.

#### Autres religions
Les autres religions sont interdites, notamment le zoroastrisme et l'islam chiite. L'application de ces interdictions est particulièrement mise en avant lors de l'opposition entre le Califat fatimide et le califat de Cordoue.

### Reconquista

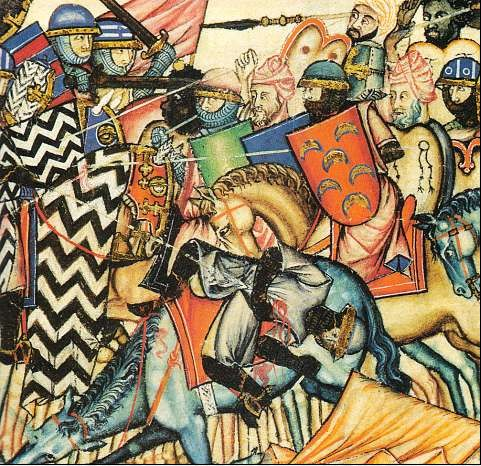
Miniature des Cantigas de Santa María.

Avant 1085, date de la prise de Tolède par les chrétiens, la péninsule Ibérique était aux quatre cinquièmes sous domination musulmane, le nord relevant de quatre royaumes chrétiens et depuis 806 d'une marche franque créée par Charlemagne avec Barcelone comme capitale. Après cette bataille de Tolède (1085), la Reconquista ou reconquête chrétienne, progresse fortement. Al-Andalus se réduit à un peu plus de la moitié du territoire espagnol. Lorsque les chrétiens commencèrent à s'unir pour repousser les musulmans installés depuis les années 720, la région était dirigée par un calife, le calife de Cordoue. Après Tolède, la Reconquista s'accélère au XIIIe siècle avec l'importante défaite musulmane lors de la bataille de Las Navas de Tolosa en 1212, grande victoire catholique historique, suivie de la conquête de Cordoue en 1236 et de Séville en 1248. Des milliers de musulmans quittent l'Espagne ou se réfugient dans le petit royaume de Grenade.
En 1237, en pleine déroute, un chef musulman nasride prend possession de Grenade et fonde le royaume de Grenade, reconnu vassal par la Castille en 1246 et qui devait ainsi lui payer un tribut. De temps en temps, éclataient des conflits dus au refus de payer et qui se terminaient par un nouvel équilibre entre l'Émirat maure et le royaume chrétien. En 1483, Mohammed XII devient émir, dépossédant son père, événement qui déclencha les guerres de Grenade. Un nouvel accord avec la Castille provoqua une rébellion dans la famille de l'émir et la région de Malaga se sépara de l'Émirat. Málaga fut prise par la Castille et ses 15 000 habitants furent faits prisonniers, ce qui effraya Mohammed.
Pressé par la population affamée et devant la supériorité des rois catholiques, qui avaient de l'artillerie, l'émir capitule le 2 janvier 1492, mettant ainsi fin à onze ans d'hostilités et à sept siècles de pouvoir islamique dans cette extrémité de l'Espagne. En revanche, la présence de populations musulmanes dans l'Espagne redevenue chrétienne ne prit fin qu'en 1609, lorsqu'elles furent totalement expulsées d'Espagne par Philippe III, inquiet du désir de revanche des Morisques, des troubles qu'ils occasionnaient, des raids barbaresques sur les côtes espagnoles et de l'aide attendue des Ottomans.

## Économie et commerce

### Agriculture

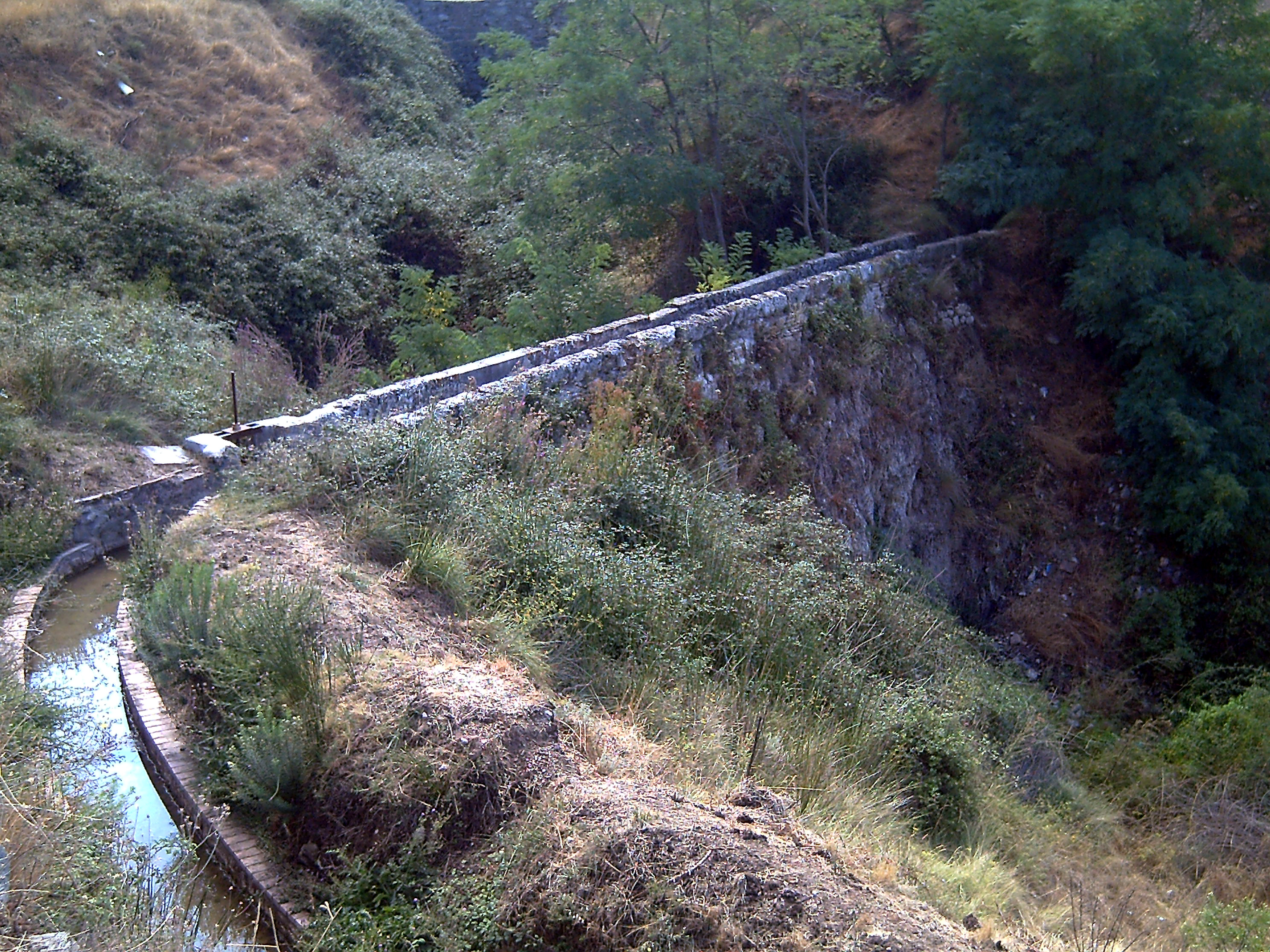
Aynadamar, canal construit au XIe siècle et classé monument national, permet encore aujourd'hui l'irrigation d'un quartier de Grenade.

Les vastes étendues de terres, notamment au Xe siècle lorsque le Califat était à son apogée permettait à Al-Andalus d'avoir une agriculture variée. La culture des céréales était surtout localisée sur les terres sèches au Sud de Jaén ou de Cordoue. Les régions à l'ouest de Séville quant à elles étaient de grandes productrices d'huile d'olive et de raisin. Le bananier, le riz, les palmiers ou encore la canne à sucre étaient cultivés dans le sud et le sud-est. Les fruits et légumes comme l'asperge, l'amandier, le cerisier ou l'oranger par exemple, ont été introduits très tard dans le pays. Le coton était essentiellement produit dans la région de Valence ou de Murcie enfin le ver à soie et le lin l'étaient dans la région de Grenade. En cas de mauvaises récoltes comme au début du Xe siècle, les céréales étaient importées d'Afrique du Nord des ports d'Oran ou de Tunisie.
Al-Andalus est cependant très dépendant économiquement du Maghreb, tant pour la main d’œuvre que pour les circuits économiques et certaines denrées, notamment l'or et les esclaves. Dès la période émirale, le contrôle du Maghreb (jusqu'aux routes trans-sahariennes, Sidjilmassa et la boucle du Niger) devient impérative. Elle est obtenue grâce à des coups de forces réguliers et des accords mouvants avec les tribus dominantes. La dépendance économique est bien étayée. Al-Idrissi, dans son Kitâb nuzhat al-mushtaq fî ikhtirâq al-âfâq (milieu du XIIe siècle) revient de manière récurrente sur les liens économiques d’interdépendance entre l’Andalousie et les ports marocains. Il souligne également, autour de Cordoue, la quasi-monoculture de l'olivier. Pour Francis Manzano, cette dépendance au Maghreb sans contrôle fort est « une épine dans le pied » d'Al-Andalus qui génère des fragilités structurelles accentuées pendant les périodes Omeyyades par les dissensions entre arabes et berbères.

### Industrie textile
Arrivée de Chine par la Perse, la soie est cultivée essentiellement dans la région du haut Guadalquivir aux pieds des sommets de la sierra Nevada et de la sierra Morena enrichissant les villes proches comme Baza où même Cadix. Mais c'est à Almería et ses environs que se spécialisent les artisans qui y fabriquent les étoffes, rideaux ou costumes avant qu'au IXe siècle Séville et Cordoue ne possèdent leurs propres ateliers de tissage. Le commerce de la soie était une grande source de richesse pour le pays qui la vendait dans tout le bassin méditerranéen, au Yémen, en Inde mais aussi en Europe du Nord jusqu'en Angleterre. Roger de Hoveden voyageur anglais au XIIIe siècle ou encore la Chanson de Roland parlent de la soie d'Almeria et des tapis de soie. Cependant c'est aussi à partir du XIIe siècle que cette industrie voit sa production chuter. Les Européens et en particulier les Italiens s'ouvrent à ce commerce et leurs marchands s'aventurent de plus en plus sur la route de la soie, de plus la vogue de la laine d'Angleterre ou de Flandres supplante la soie. Malgré tout, la soie andalouse sera exportée jusqu'à la chute de Grenade au XVe siècle.
La laine quant à elle, exploitée depuis l'Antiquité est essentiellement produite autour du fleuve Guadiana et dans toute l'Estrémadure. Sous la domination musulmane, elle est intensément produite et exportée, notamment avec les élevages de moutons de race dite Mérinos dont le nom vient des Mérinides, une dynastie berbère d'Afrique du Nord. C'est du Maghreb que les musulmans de la péninsule apprendront les techniques d'élevage, d'organisation des transhumances entre les différentes saisons, les règles juridiques concernant les droits d'exploitation des sols. Alphonse X de Castille lui-même reprendra ces techniques et juridictions pour les imposer sur ses terres. Bocairent près de Valence est alors un des grands centres de fabrication de tissus dans la péninsule. Les marchands andalous exportent jusqu'en Égypte à la cour des califes fatimides ou en Perse.

### Métaux

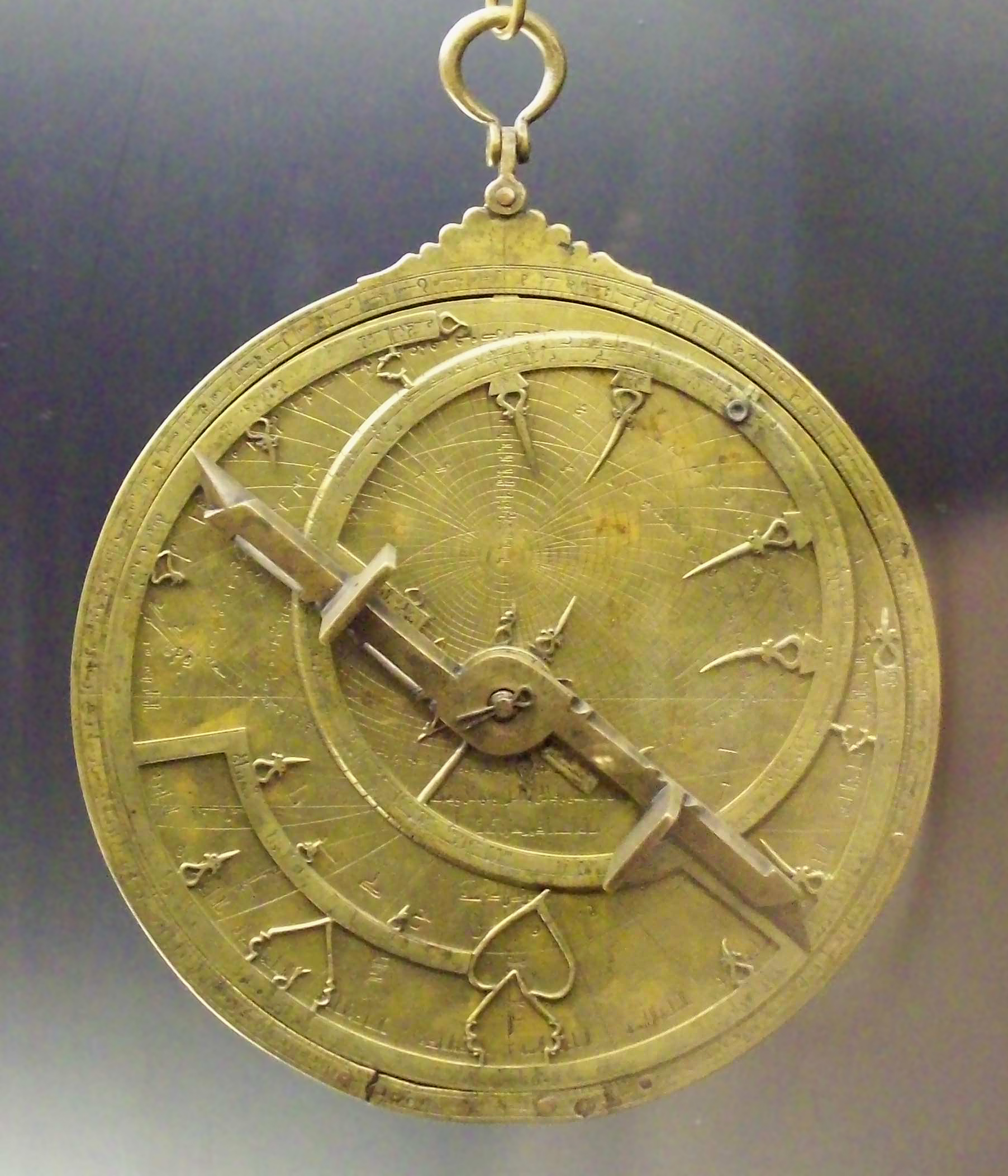
Astrolabe andalou en bronze du XIe siècle

Les mines de métaux ibériques sont connues depuis la haute Antiquité : l'or, l'argent et l'étain sont exploités par les Phéniciens, les Romains ajoutent l'extraction de mercure et de plomb (Cartagène), du zinc (Grenade). Les mines de fer sont les plus abondantes, elles sont réputées à Tolède comme dans la zone de Guadix (Grenade) dès l'Empire Romain. L'exploitation minière n'est pas étatique, mais dispersée en petites productions sur le territoire en fonction des filons et est généralement complémentaire à une activité agricole ou d'élevage. Par ailleurs, le traitement du minerai ne se fait pas sur le lieu d'extraction, ce qui suppose une phase de transports.
Le cas du fer attire particulièrement l'attention des historiens étant donné son importance de nombreux domaines (agriculture, construction, armées). Le traitement du minerai est fait dans les campagnes, et la forge dans les villes. Les métiers de cette industrie sont dévalorisés et aux mains d’autochtones. Les techniques employées dès la période Omeyyade sont les meilleures de cette époque : la technique « indienne » (sources arabes : al-hindi). Elle est passée à la postérité latine comme acier de Damas et Wootz,. Les Omeyyades intensifient l'exploitation des mines de fer à Tolède et apportent aux productions d'acier le damasquinage qui fait leur réputation. Le commerce du fer est si important dans la Cordoue califale qu'il existe un marché du fer (sūq al-ḥaddadīn), mentionné par Ibn al-Hay. Séville, Cordoue, Grenade, Teruel et Tolède comptent parmi les principaux centres de transformation. Les ports possédaient leurs propres forges pour les besoins maritimes, ainsi que de multiples installations de petites dimensions dans les campagnes pour les besoins de l'agriculture. Par ailleurs, le transport et la commercialisation sont souvent interrompus par les nombreux troubles dont souffrent ces régions et doivent faire l'objet de relances
Après une quasi interruption de la production lors de la conquête, la production de fer augmente à l'époque émirale jusqu'à la première période de Taïfas, elle s'effondre et disparaît complètement à Grenade et Séville avec la conquête almoravide alors que Tolède passe aux mains de la Castille en 1085 privant Al-Andalus de ses principales ressources. Certains historiens attribuent certains échecs militaires arabes du XIIe siècle à la plus grande disponibilité de ce matériau dans le nord chrétien.
Un des métaux les plus exploités est le cuivre (nuḥās). Il est exporté sous forme de lingots ou d'objets manufacturés, décoratifs ou usuels. Il est extrait des mines de Grenade, Alméria et des montagnes autour de Tolède. « Il semble peu croyable que les grands gisements ibérique de Rio tinto, Tharsis (es), Aljustrel n'aient pas été connus » mais nous n'avons absolument aucun indice dans ce sens. Certaines galeries anciennes ont pourtant été visitées et la documentation arabe de l'époque nous oriente plutôt vers la recherche de produits tiers de la classe des couperoses et des aluns (a priori des sulfates de fer et sulfate de fer et ammonium).

### Bois et papier
Le bois, matière indispensable pour l'industrie ou la construction navale, manquait cruellement à travers le monde musulman qui était obligé de lancer des expéditions jusqu'en Dalmatie pour trouver des bois de qualité. L'avantage certain que possédait Al-Andalus grâce à ses grandes étendues boisées (surtout autour de Dénia ou Tortosa) lui permettait d'exporter en grande quantité, mais au fur et à mesure que la Reconquista progressait, les forêts se raréfiaient. Les vastes étendues boisées autour de Cadix, Cordoue, Malaga ou Ronda permettaient au pays de lancer de grands projets coûteux en bois, comme les chantiers navals.
Introduit en Orient quelques années après la bataille de Talas en 751, le papier est une matière essentielle dans l'économie andalouse. Fabriqué dans la région de Xàtiva près de Valence (Espagne), il acquiert une grande renommée grâce à sa qualité de fabrication mêlant le chiffon et le lin. Très demandé dans tout l'Orient et en Europe, il est nommément cité dans la Guenizah du Caire.

### Esclaves
Le trafic d'esclaves est attesté dès la fin du IXe siècle. La grande majorité des esclaves venaient du pays nommé bilad as-Sakalibas c'est-à-dire pays des esclaves et qui englobait toute l'Europe orientale et centrale. Les autres provenaient des steppes d'Asie (bilad Al-Attrak) ou de l'actuel Soudan (bilad as-Sudan). Les esclaves provenant d'Europe étaient essentiellement des Slaves capturés autour de la région de L'Elbe, la Dalmatie ou encore les Balkans. Les Scandinaves sont les principaux vendeurs d'esclaves, ils les acheminent jusqu'aux abords du Rhin où des marchands, essentiellement juifs, achètent les esclaves puis les revendent dans toute l'Europe comme à Verdun qui est le principal centre de castration des esclaves, mais aussi à Prague ou encore en Orient ou en Andalousie. Toutefois avec l'arrivée des Almoravides, le commerce d'esclaves européens diminuera au profit de ceux d'Afrique.

### Grands axes commerciaux
Bien avant l'arrivée des Arabes, la péninsule Ibérique possède de solides infrastructures routières mises en place par les Romains mais laissées à l'abandon avec l'arrivée des Wisigoths. Durant la domination arabe, les principaux axes routiers internes partaient tous de Cordoue, la capitale et rejoignaient les grandes villes du pays, comme Tolède, Almería, Valence, Saragosse ou encore Malaga.
En ce qui concerne le commerce extérieur, le principal axe était celui qui joignait l'Andalousie à l'actuel Languedoc-Roussillon avec des villes comme Arles ou Narbonne d'où partaient les marchandises vers toute l'Europe ou l'Orient. Les marchands andalous y achètent essentiellement des armes ou des draps des Flandres et y vendent des soieries et des épices.
Entre 903 et 1229, les Baléares, principalement Majorque, verrouillaient le commerce en Méditerranée, ainsi qu'entre la péninsule et Alger. Les îles offraient également une base pour les expéditions pirates.
Les ports andalous étaient surtout tournés vers le commerce avec l'Afrique du Nord, la Syrie ou le Yémen. C'est par voie maritime qu'étaient transportés les produits pondéreux comme le bois, la laine, le blé, mais aussi les pèlerins en direction de La Mecque.

## État

### Gouvernement et bureaucratie califale

#### Souverain dans l'État
Le souverain domine le peuple et possède tous les pouvoirs, n'obéissant qu'à sa seule conscience et aux règles islamiques. Il est le personnage central du pays et plus encore depuis qu'Abd Al-Rahman III s'est fait couronner calife, commandeur des croyants. Le souverain a l'autorité absolue sur les fonctionnaires et l'armée. Il nomme qui il souhaite aux hauts postes de l'État. Le souverain apparaît rarement en public, surtout après la construction du palais de Madinat Al-Zahra par Abd Al-Rahman III, où les réceptions sont régies par un protocole strict et complexe, ce qui ne manque pas d'éblouir les ambassadeurs occidentaux marqués par la crainte respectueuse qu'inspirait le calife à ses sujets. Le souverain garde auprès de lui dans son palais sa famille.
La plus grande cérémonie dans la vie d'un souverain est la baya, hommage qui marque l'avènement d'un nouveau dirigeant. Sont présents sa famille proche et éloignée, les hauts dignitaires de la cour, juges, militaires, etc. Toutes ces personnes jurent fidélité au nouveau souverain selon un ordre hiérarchique importé du Califat abbasside par Zyriab. Ensuite viennent les fêtes de la rupture du jeûne du mois de Ramadan puis la fête du Sacrifice qui sont célébrées avec faste.

#### Marches et Kûwar
Il est très difficile de réaliser une carte précise des différentes régions d'Al-Andalus tellement ses frontières étaient mobiles et les changements de dirigeants fréquents. Il est parfois même plus sûr de se fier aux sources chrétiennes qu'aux sources arabes de l'époque. Toutefois dans les grandes lignes et selon de nombreux auteurs arabes le pays était divisé en marches (tughur ou taghr au singulier) et en districts (kûra au singulier, kuwar au pluriel,).

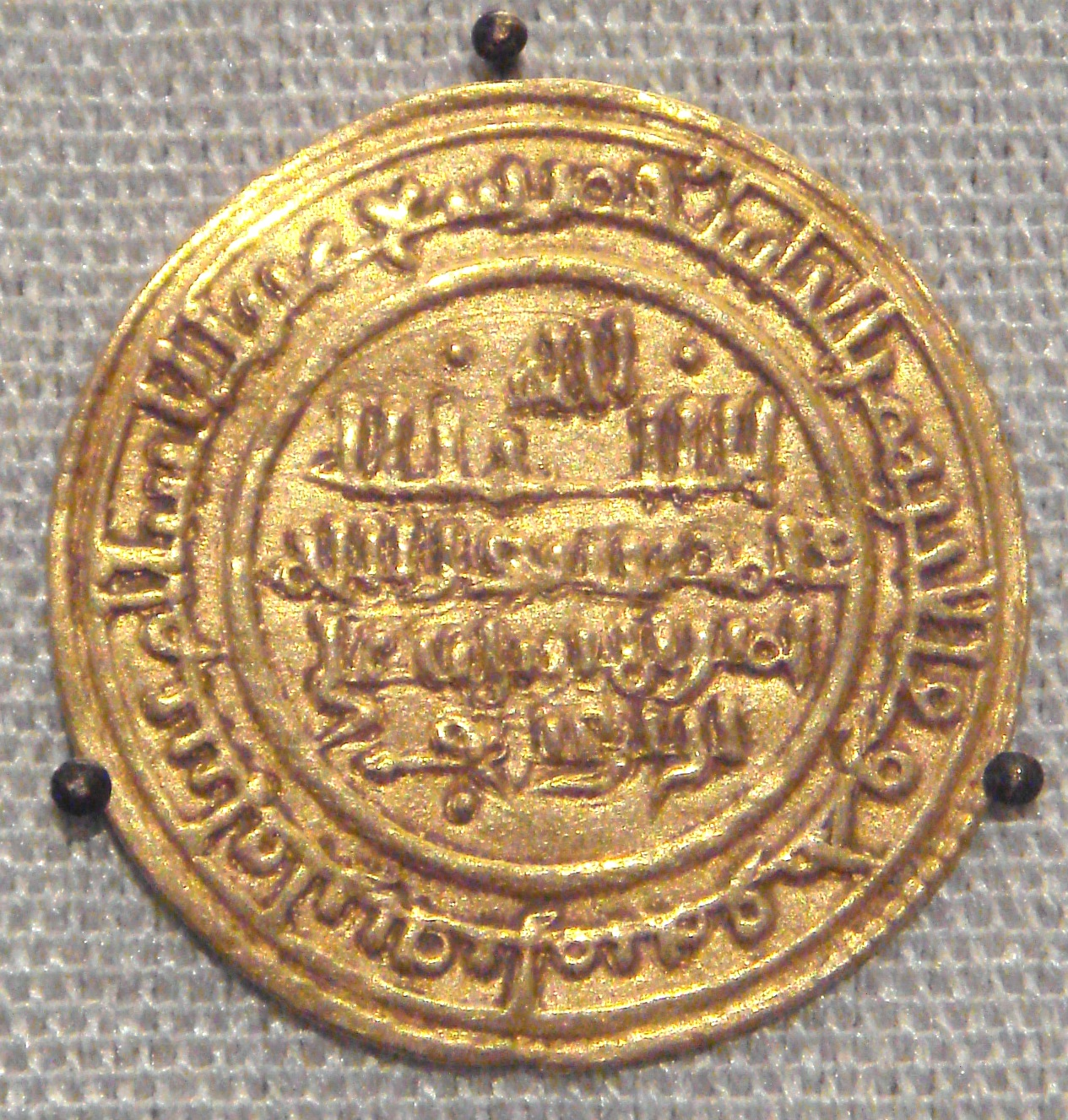
Pièce en or datant du règne Almoravide, Séville, Espagne, 1116. British Museum.

Situés entre les royaumes chrétiens et l'Émirat, les marches font office de frontière et de zone tampon. Inspirées des tughur que les Abbassides avaient placés sur leur frontière avec Byzance, ces marches étaient défendues par des forteresses plus ou moins grandes en fonction de l'intérêt stratégique des lieux. Gouvernées par des militaires aux pouvoirs étendus, les populations y vivant bien qu'étant en état de guerre y menaient une existence dans une paix relative dû aux forces que le gouvernement central y plaçait.
Dans le reste du pays, des garnisons formées de soldats arabo-berbere mais aussi des mercenaires garantissent la sécurité du territoire. L'administration quant à elle n'est pas aux mains d'un militaire mais d'un wali qui est nommé et surveillé par le pouvoir central. Le wali gouverne une circonscription provinciale. Chaque kûra possède donc un chef-lieu, un gouverneur et une garnison. Le gouverneur habite dans un bâtiment fortifié (kâsba) du chef-lieu. Le nombre de kûras est assez fluctuant ; al-Muqaddasî nous rapporte une liste de 18 noms. Yâqût en dénombre au total 41 et Al-Râzî, quant à lui donne le chiffre de 37. Apparu dès les débuts de la présence musulmane dans la péninsule, ce mode de division administrative, lui-même hérité du modèle des Abaassides de Bagdad ou des Omeyyades de Damas, subsistera jusqu'à la fin de la présence musulmane en Espagne.

#### Administration et finances
Le souverain est entouré de conseillers, les vizirs, le premier vizir qui est aussi à la tête de l'administration est le hadjib. Ce dernier est la seconde personne en importance après le souverain et il peut entrer à tout moment en contact avec celui-ci et doit le tenir informé des affaires du pays. Le hadjib est aussi, après le souverain, la personne la mieux payée et il est objet de tous les honneurs, mais en contrepartie il est responsable d'une administration lourde et complexe. Il vit dans l'Alcazar puis à Madinat al-Zahra après la construction de celle-ci.
Ensuite viennent les « bureaux » ou diwans, qui sont au nombre de trois et dont chacun est dirigé par un vizir. Le premier diwan est la Chancellerie ou le katib al-diwan ou diwan al-rasail. Il a la responsabilité des diplômes et brevets, des nominations et des correspondances officielles. Ce diwan a aussi la responsabilité de la Poste ou barid, système de communication hérité des Abbassides. Enfin le premier diwan gère les services de renseignement.
Sous l'autorité de Mozarabes ou de Juifs, la gestion des finances ou le khizanat al-mal est organisée de manière complexe. On y comptabilise les revenus de l'État ainsi que les revenus du souverain. En Al-Andalus, les impôts sont la première entrée d'argent, à laquelle s'ajoutent les tributs des vassaux et les recettes extraordinaires. Au cours des siècles, ces entrées varient considérablement : de 250 000 dinars au début de la présence arabe, ce montant va s'élever à un million sous Abd al-Rahman II et jusqu'à cinq millions sous Abd Al-Rahman III et ses successeurs. Ces impôts comprennent la zakât pour les musulmans, la djizîa pour les non-musulmans ainsi que d'autres impôts que le gouverneur lève en cas de besoin. La cour royale représente un poste de dépense important. Sous Abd Al-Rahman III, l'entretien de son palais de Madinat Al-Zahra mais aussi le harem et ses 6 000 femmes, personnel domestique, famille du souverain, engloutit des sommes considérables.

#### Justice
Le calife, lieutenant de Dieu sur Terre, est aussi juge de tous les Croyants. Il peut exercer cette fonction s'il le souhaite, mais en général la délègue à des subordonnés appelés cadi, investis du pouvoir de juridiction. Le cadi de Cordoue est le seul à être directement nommé par le calife, les autres étant en général nommés par les vizirs ou des gouverneurs de province.
Lors d'un jugement, le cadi est seul et il est assisté d'un conseil remplissant un rôle uniquement consultatif. Le cadi est choisi en fonction de ses compétences en matière de droit islamique, mais aussi pour ses qualités morales. Ses jugements sont sans appel bien qu'il soit possible dans certains cas de demander à être jugé de nouveau par le même cadi ou un autre cadi ou par un conseil réuni à cet effet. Les sentences les plus graves sont exécutées par les autorités civiles ou militaires. Outre les jugements, le cadi gère les biens de mainmorte, entretient les mosquées, les orphelinats et tout bâtiment destiné aux plus défavorisés. Enfin il lui est permis de présider la prière du vendredi ou des autres fêtes religieuses.
La justice étant gratuite, le cadi qui se doit d'être d'un caractère pieux et doit rendre justice équitablement, est mal payé. Mais il reste un personnage considérable au sein de l'État. Il n'y a aucun bâtiment conçu pour les audiences de justice : les jugements se font dans une pièce attenante à la mosquée. Le cadi peut juger entre deux musulmans ou entre un musulman et un chrétien. En cas de litige entre chrétiens, c'est un magistrat spécial qui est affecté et qui juge selon l'ancien droit wisigoth ; entre juifs, c'est un juge juif.

#### Loi
Au temps d'Al-Andalus, la loi était issue de la charia. Un fonctionnaire était spécialement affecté au maintien de l'ordre public : c'est le sahib al-suk, équivalent d'un officier de police actuel. Il s'assure que la population accomplit les devoirs religieux, du bon comportement de la population dans la rue, de l'application des règles discriminatoires envers les dhimmis. Toutefois sa fonction principale est de traquer les contrefaçons et les tromperies dans les marchés en vérifiant les poids et mesures, s'assurant de la qualité des produits vendus, etc. Les règles auxquelles il doit se conformer sont consignées dans des traités qui indiquent les mesures à prendre pour chaque cas qui se présente. Lorsque le sahib al-suk appréhende une personne, il la remet au cadi pour le jugement. Dans les villes de province, c'est au gouverneur que revient la tâche d'arrêter mais aussi d'exécuter les peines des malfaiteurs.

### Diplomatie

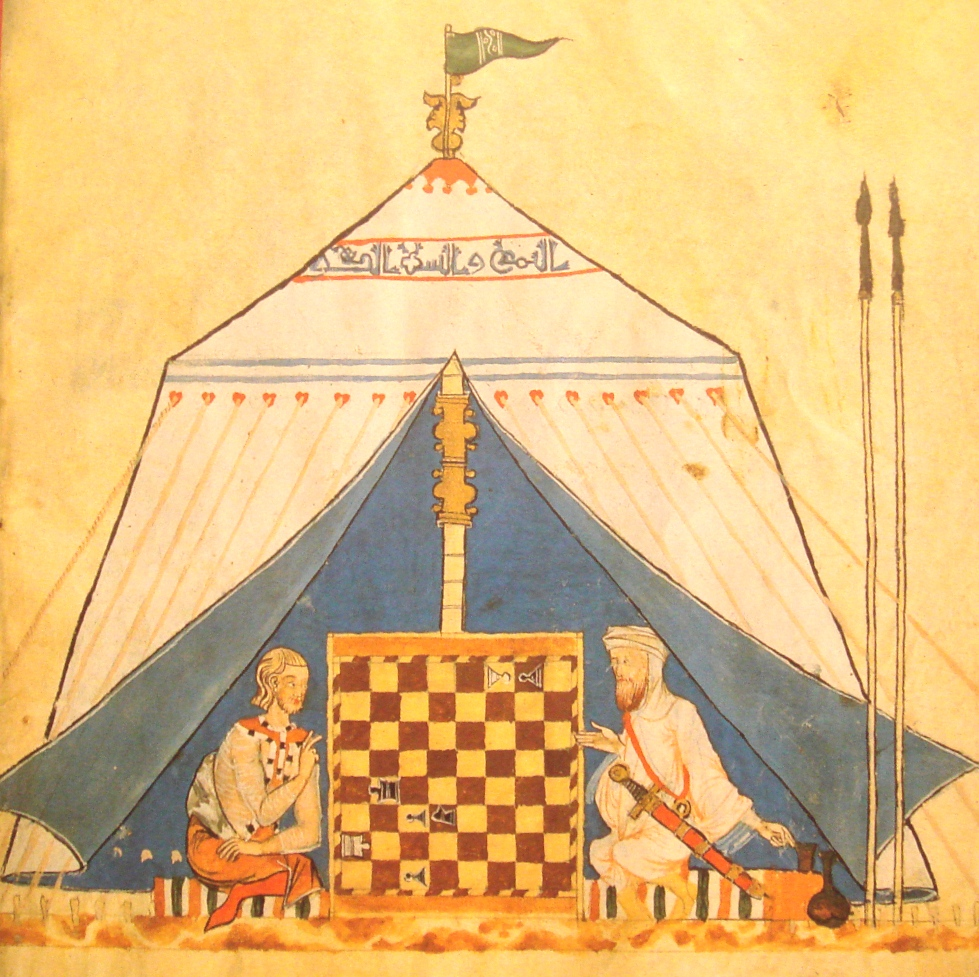
Chrétien et musulman jouant au jeu d'échecs. On note que le musulman est armé contrairement au chrétien, et que le musulman est en train de gagner. Le jeu d'échec fut introduit à la cour andalouse par Zyriab, il est joué depuis plusieurs siècles en Perse

Les difficultés de communication et la lenteur des moyens de transport ne permettaient pas d'avoir une réelle diplomatie hormis avec les voisins proches d'Andalous. Au tournant du IXe siècle, l'Émirat est encore un jeune État à peine débarrassé des révoltes et des troubles qui l'agitaient à peine un siècle plus tôt, et la seconde partie du siècle se révéla particulièrement chaotique au point que les pouvoirs chrétiens alentour parient sur sa disparition. Étant à la frontière de deux grands espaces (latin et oriental), le pays entretenait des relations très riches mais aussi tumultueuses avec eux.
La proclamation d'Al-Andalus comme califat en 929 suppose que le pouvoir politique de l'émir s'étend à la sphère religieuse pour être commandant universel des croyants. Cette proclamation fait des Califats abbasside et fatimide les ennemis du califat de Cordoue. Les Fatimides étant à la fois chiites et plus proches géographiquement, sont un ennemi plus direct. De plus, ils disputent aux Omeyyades la domination du Maghreb, fomentent des rébellions contre leur autorité, et mettent en péril des routes commerciales vitales pour la stabilité de leur régime : or et esclaves y passent. Les Omeyyades tissent des liens diplomatiques complexes selon trois critères principaux : la domination des Omeyyades sur Al-Andalus et la péninsule Ibérique, la domination de Cordoue sur le détroit de Gibraltar, et la domination de la Méditerranée occidentale - incluant au moins la côté ibérique, les Baléares et la côte occidentale italienne et le golfe du Lion.
Au pouvoir émergeant des Omeyyades sur les sphères politiques et religieuses autour de la Méditerranée, s'ajoute un second prétendant, Otton le Grand qui prétend ressusciter l'empire carolingien et s'oppose aux pouvoirs en place, notamment à Constantinople. Les Omeyyades privilégient les bonnes relations avec Constantinople qui lui permet de tenir à distance les Abbassides et les Fatimides, mais composent avec l'empereur germanique. Un des épisodes connus de ces négociations fut l'envoi par Otton Ier de Juan de Gorze comme ambassadeur pour négocier avec Abd al-Rahman. Le souverain Omeyyade semble être particulièrement bien informé de la situation politique du Saint Empire. La négociation se continua à Francfort.

#### Avec l'Afrique du Nord
L'Afrique du Nord durant les premiers siècles de l'Émirat est une vaste terre où se mènent des luttes entre tribus, les gouverneurs abbassides s'étant affranchis de l'autorité du lointain calife de Bagdad et certains religieux chiites qui souhaitaient s'établir sur ces contrées.
Durant le règne d'Abd Al-Rahman III, le Califat n'a que peu de contacts avec ces pays se limitant uniquement à acheter des céréales en cas de mauvaises récoltes. Le plus grand danger venait certainement du Califat chiite fatimide encore établi dans l'actuelle Tunisie et une partie de l'Algérie et qui lorgnait sur les terres du Maroc. Le calife suit avec attention les victoires et les défaites de cette dynastie rivale et s'allie avec les Berbères dans sa lutte. Il annexe Melilla en 927, puis Ceuta en 931 et même Alger en 951.

#### Empire romain d'Orient
Constantinople est à l'époque d'Al-Andalus la plus grande ville d'Europe. L'Empire romain d'Orient, que les historiens modernes appellent « empire byzantin », a eu à lutter contre les armées des Omeyyades de Damas au cours du VIIIe siècle. L'Afrique du Nord, faisant partie dès le premier siècle avant J.C. de l'Empire romain, et administrée depuis Justinien par l'Empire romain d'Orient, avait été perdue et même la capitale Constantinople avait été menacée. Les raids arabes contre l'Empire romain d'Orient (649, 654, 667, 670, 674, 678, 695, 697 et 718) ont largement dépeuplé les côtes, la Sicile et les îles grecques, que leurs habitants se soient enfuis vers l'intérieur ou qu'ils aient été emmenés en esclavage. Jusqu'au règne d'Abd al-Rahman II, les relations entre l'Empire et Al-Andalus sont donc hostiles, d'autant que des Andalous chassés par l'émir Al-Hakam lors de la Révolte du Faubourg de 818 s'étaient emparés de la Crète en 827 et de là, razziaient toute l'Égée. En 839-840, l'empereur romain d'Orient Théophile, menacé par les avancées musulmanes en Afrique du Nord et en Sicile, envoie un ambassadeur à Cordoue et propose à Abd al-Rahman II un traité d'amitié en échange du retrait des musulmans de Crète. Théophile est sans doute mal renseigné sur la situation et Abd al-Rahman II répond que les émirs maîtres de la Crète ne dépendent plus de lui depuis qu'ils ont été chassés du pays ; par diplomatie il envoie à Constantinople divers cadeaux ainsi qu'un poète.
Cet épisode, bien que secondaire, ravit au plus haut point Abd al-Rahman II car il marque l'entrée du pays dans l'arène des grands pays du monde méditerranéen. C'est la première fois qu'un empire aussi puissant que celui de Byzance se tourne vers l'Andalousie et lui demande son aide. L'empereur byzantin envoie des cadeaux somptueux au calife ainsi qu'une lettre lui demandant d'arrêter les pillages.

## Langues

### Situation historiographique
Les faits de langues en Al-Andalus ont été régulièrement invoqués à l’appui d’une théorie globale fondée principalement par des Historiens, souvent arabisants, depuis plus d’un siècle. Pour un ensemble de chercheurs attachés logiquement aux preuves et attestations écrites, on comprend que la langue arabe ait constitué la source principale (ou quasi-exclusive) des informations. Pourtant l’arabe n’est ici, comme au Maghreb, qu’une des langues en contact disponibles, bien que la plus valorisée sur le plan sociolinguistique (institutions, écrit, littérature etc.). Les deux autres, roman et berbère, ont soit progressivement versé dans l’oralité et la marginalité depuis le VIIIe siècle (cas du roman), soit s’y sont principalement maintenues, notamment dans les campagnes (cas du berbère). On remarque que le contact arabo-berbère est souvent réduit à un déséquilibre manifesté par une prééminence de l’arabe et de l’arabité. Par exemple, Évariste Lévi-Provençal, dans son Histoire de l’Espagne musulmane, évoque très bien l’identité berbère et les articulations probables des groupes installés en Espagne. Pourtant il cite essentiellement des noms de tribus (ethnonymes), le nom de la langue et ses avatars (al-lisan al-gharbi, ou *al-gharbia > esp. algarabía > fr. charabia), « qu’ils échangèrent sans difficulté contre celui de l’arabe, en même temps que celui du roman. On n’a probablement plus parlé berbère en Espagne à partir du IXe siècle […] ».
Un demi-siècle plus tard, André Clot écrit de son côté que les Berbères « s’arabisaient rapidement et oubliaient vite leur langue d’origine ».
Cette manière de considérer Al-Andalus, tend de facto à sous-estimer les rôles qu’ont pu jouer les langues dominées dans le système des langues et identités, masquant toute une série de faits concrets qui échappent ainsi à notre vigilance et relèvent principalement de l’oralité (parlers régionaux, interlectes, toponymie). Ainsi, la toponymie arabe, si abondante à première vue en Espagne et au Portugal (et jusqu’à nos jours), représente-t-elle une superstructure ayant recouvert les réalités des dénominations locales, romanes ou berbères. En effet :

« […] le corpus d’origine arabe est de taille certes impressionnante et dans l’ensemble « saute aux yeux » de la région de Valence à l’Andalousie actuelle. Néanmoins, très tôt, des linguistes ont montré les limites de ce qui se présentait bien souvent comme une forme d’obsession de l’arabe. Vers le milieu du XXe siècle, Manuel Sanchis-Guarner reconnaissait dans un compte-rendu l’intérêt et le sérieux des travaux de Miguel Asín Palacios (Contribución a la toponimia árabe de España). Mais il montrait aussi ce que le « tout arabe » pouvait entraîner. Des toponymes de types divers, que l’automatisme poussait à identifier comme arabes cachaient en réalité des étymologies parfaitement romanes, comme *ALBARETA « peupleraie » > Albareda ou Meliana (< anthroponyme AEMILIUS + suff. –ANA, désignateur de villa romaine) » »

 À la fin du XXe siècle et au début du XXIe siècle, tandis que se fissure le dogme d’un Al-Andalus de la « conviviencia » (ci-après), on constate que de nouvelles voies de recherche émergent et se développent : lexicographique et dialectologique de l’arabe lui-même, de type sociolinguistique relatif aux contact des langues, consacrées aux droits des minorités d’Al-Andalus ou aux regards portés sur les communautés berbères,,,. On observe à ce sujet que des pratiques ou influences attestées de la langue berbère ont été régulièrement sous-estimées, négligées,.
Enfin, les communautés les plus anciennes, wisigothiques ou romanes, sont de mieux en mieux évaluées, par le biais de l’archéologie notamment, ce qui devrait permettre à terme une meilleure compréhension des modifications dans les relations identitaires entre communautés endogènes et exogènes,,,.
Prenant en considération ces différentes voies, le sociolinguiste Francis Manzano propose en 2017 une synthèse et de nouvelles pistes dans l’exploitation des contacts de langues et d’identités en Al-Andalus. Pour ce chercheur, les langues y seraient à première vue structurées autour de trois pôles, dans la continuité du Maghreb voisin : le pôle roman, le pôle arabe et le pôle berbère. Cette structuration du « système tripolaire » du Maghreb, établie et utilisée par le chercheur depuis la décennie 1990, tend à freiner la disparition de l’un des trois pôles considérés, contrairement à un système bipolaire plus commun dans le reste de l'Europe (le sud de la France et la péninsule ibérique notamment), où les langues majoritaires progressent mieux et vite. Cependant, la répartition des fonctions et l'importance de ces pôles s’avèrent différents quand on passe du Maghreb à Al-Andalus. Le point faible le plus net est en effet la fragilité du pôle berbère hispanique, privé de son adossement au socle fondamental amazigh d’Afrique du Nord. Ainsi, éloignés de leur terrain originel, les dialectes et identités berbères semblent avoir été plus radicalement dominés par le pôle arabe, et en bien plus grande difficulté qu’au Maghreb.

### Les langues d'Al-Andalus
Le pôle roman est organisé autour de parlers issus du latin, mais il ne s’agit pas d'une langue unique, avec une diglossie avérée entre ces différents parlers et le latin écrit. Comme au Maghreb la conquête arabe fige l'évolution naturelle de ces parlers romans, qui seraient sans doute allés vers des langues néo-romanes structurées (autres que celles que nous connaissons), autant de possibilités déviées ou étouffées dans l’œuf. Dans le même temps, l'élite capable de parler et de lire le latin s'en détourne au profit de l'arabe, plus avantageux socialement, et leur apparaissant désormais comme plus complet et adapté aux changements en cours. La fonction du latin comme langue de culte se perd tôt, et comme permettent de le comprendre Euloge de Cordoue ou Alvarus au milieu du IXe siècle :

« les « Mozarabes » allaient souvent directement à l’arabe qu’ils connaissaient mieux que le latin, un cran de plus et ces dhimmi, nasâra ou ‘agâm devenaient musulmans ou « muwallad(s)», ou « muladi(s) » »

Pour l’auteur, le lien du pôle roman au culte chrétien constitue une force initiale, avant de devenir une faiblesse : en s'arabisant et conservant leur culte, les Chrétiens espèrent obtenir les bénéfices sociaux associés à l'arabe, langue écrite et langue de la réussite à leurs yeux. Mais cette démarche, un temps freinée par le pouvoir en place, induit un alignement tant sur le plan langagier que cultuel, en sapant les fondements du christianisme et en induisant des conversions dont se méfient souvent les autorités. Dès lors, le pôle roman s’est plutôt maintenu dans l'intimité des familles et dans les campagnes, où se multiplient les contacts, entre autres avec le berbère. S'agissant de deux pôles minoritaires, ces langues sont invisibles ou minorées depuis les superstructures centrales d'Al-Andalus. Ce fait favorise indirectement le rapprochement entre pôle berbère et pôle roman sur les terrains paysans. Toutefois, pour cet ensemble de raisons, les données concrètes sont indigentes et les questions "mozarabes" et "berbères" ne sont évoquées que de manière aléatoire ou par recoupements . On conclut généralement que les communautés « mozarabes » disparaissent définitivement après le double passage des Almoravides et, surtout, des Almohades,.
Le pôle arabe se développe au détriment systématique des pôles roman et berbère. C'est la langue du pouvoir et de la nouvelle religion, la plus renseignée, et la langue de l'écrit (science, littérature, arts),. La conquête arabe a lieu alors que le pôle latin est déjà divisé entre une langue haute en perte de vitesse et différents parlers romans variés du royaume wisigoth. C'est pourquoi l'arabe supplante assez rapidement le latin qu'il remplace à parité comme langue haute du système sociolinguistique. Il devient donc un vecteur de promotion sociale, une cible cruciale pour l'élite urbaine et les nobles wisigoths, mais il n'est pas d'un intérêt primordial pour les serfs, les esclaves et paysans des groupes romans et berbères, qui ne partagent pas les mêmes intérêts de pouvoir et à qui suffisent leurs langues natales ou les koinés et interlectes du terrain.
Dans le même temps, malgré son statut de langue haute, structurée et normée, l’arabe est bientôt soumis aux mêmes forces centrifuges que le latin avant lui. Des divisions dialectales se produisent inévitablement, l'arabe régional se montrant poreux aux apports romans et berbères, particulièrement dans les traités botaniques et pharmacologiques, en prise sur les organisations rurales. En sens inverse, les emprunts à l'arabe sont massifs en espagnol, catalan et portugais, à mesure que ces langues étendent leurs domaines géographiques vers le sud. Ils révèlent la plupart du temps le caractère de medium culturel de l'arabe. Ces mouvements sont également visibles dans la toponymie, notamment à Valence et en Andalousie, sans pour autant être systématiques.
Le pôle Berbère est incontestablement le plus discret. Les Berbères sont doublement utilisés au sein d' Al-Andalus. Par leurs capacités à se battre (et travailler) sur des terrains semi-désertiques, des paysages assez proches de leurs régions d’origine, ils fournissent le gros des troupes armées combattant à la place des Arabes urbains, pour qui ils représentent en même temps une menace politique structurelle permanente. Une fois « démobilisés », les Berbères sont utilisés pour exploiter et peupler les terres les moins rentables économiquement, ainsi que celles qui se trouvent au contact des principautés chrétiennes libres. C’est pourquoi, ils sont essentiellement localisés dans les campagnes. Ce sont là des zones de cultures en zones arides plutôt pauvres, délaissées par les Arabes, au sud comme au nord, mais parfois des régions plutôt riches soumises à la pression chrétienne, comme la vallée de l'Èbre, Valence et les Baléares, où se développe la conquête aragonaise/catalane. Il s'agit semble-t-il de petits groupes disséminés, le plus souvent sans liens les uns avec les autres et installés dès les débuts d'Al-Andalus ou par la suite, à différentes étapes diachroniques. La variation dialectale, qui joue déjà négativement au Maghreb, amplifie les effets de cet isolement dans des secteurs où les Berbères sont de facto minoritaires par rapport aux autochtones, sous la pression probable d'un pouvoir répartissant sur différents territoires ibériques les populations d'une même origine maghrébine,. Si ces éléments favorisent par eux-mêmes une arabisation rapide, pôles berbère et roman se trouvent souvent, par la force des choses, assignés aux mêmes territoires. Ils y partagent le même impératif de discrétion vis-à-vis du pouvoir central et, pour cette raison, échappent en grande partie au contrôle des mœurs. Ces deux systèmes langagiers et identitaires avaient donc toutes les chances de se rencontrer, de développer des passerelles langagières et identitaires, ainsi que les groupes juifs dont le rôle dans les systèmes ruraux semble sous-estimé. Selon Francis Manzano, ces régions semblent relativement oubliées du contrôle d'Al-Andalus, comme des marges non essentielles où pouvaient se perpétuer des fonctionnements sociétaux berbères, ce qui explique aussi que la récupération progressive de ces territoires par les Catalans se déroule dans un climat bien moins tendu que dans l'espace parallèle castillan, du moins avant l'absorption de l'Aragon/Catalogne dans la couronne castillane. La zone orientale de la reconquête catalano-aragonaise est aussi celle qui semble avoir livré le maximum de toponymie « de type berbère » pour l’instant. Toutefois, des recherches plus précises sur les systèmes macro- et microtoponymiques du Levant valencien et alicantin pourraient nous ouvrir de nouvelles voies d’interprétation.
Federico Corriente relève divers secteurs dans lesquels les andalousis utilisaient, à l'écrit, des mots d'origine berbère, dont certains sont passés au castillan et au catalan. Par importance décroissante, les termes dont l'origine est certaine sont ceux liés aux noms des plantes, aux noms d'animaux, aux noms de vêtements et de bijoux, des termes militaires & des noms d'armes. D'autres domaines offrent un lexique plus restreint lié au politique, à la cuisine et à ses instruments, à la vie sociale et au mariage, à la géographie. Viennent enfin quelques termes epars, ordres et interjections. Un grand nombre de mots ont une origine incertaine qui pourrait aussi bien être attribuée au berbère comme à l'arabe.
Enfin, l'auteur relève qu'en Al-Andalus, le terme « berbère », en berbère, était une insulte adressée à ceux qui l'étaient.

## Mythes
La présence musulmane en Espagne a été régulièrement invoquée pour soutenir différentes idéologies, différentes politiques, par des agents très différents tout au long de l'histoire forgeant ainsi un ensemble de mythes qui sont analysés comme tels au XXIe siècle dont une partie est regroupée sous le terme de « convivencia » popularisé par Américo Castro. En Espagne cette présence a été continuellement invoquée, dès la Reconquista jusqu'à la période contemporaine. Dans la sphère arabo-musulmane le mythe du paradis perdu se développe à partir du Moyen Âge, sur des bases poétiques et littéraires d'interprétation délicate où grandeur politique, aisance économique, apogée culturelle et tolérance confessionnelle sont idéalisés alors que les difficultés ne sont pas évoquées. Il se poursuit jusqu'au XXIe siècle.
Une part significative de la production universitaire contemporaine analyse la Convivencia comme un ensemble de mythes, en analyse les racines et les différentes formes. C'est par exemple le cas de Bruno Sorovia qui, en introduction de son article « Al-Andalus au miroir du multiculturalisme », se plaint de la difficulté à considérer simplement Al-Andalus « comme une partie de l'histoire du monde islamique classique » et qu'il soit commun « de l’interpréter de manière singulièrement acritique, avec les yeux du présent ».
Pour Maribel Fierro, « Le mythe d'un paradis de tolérance, d'harmonie et d'absence de conflit n'existe pas tellement dans la production historique sur Al-Andalus dans son ensemble », mais plutôt dans des livres de vulgarisation à vocation politique. Joseph Pérez synthétise le consensus contemporain sur ce concept « le mythe de l’“Espagne des trois cultures”, amplement utilisé comme élément de propagande, est si loin de la réalité historique, qu’il ne peut que générer de nouveaux éléments de confusion ».

### Historique des mythes
Christine Mazzoli-Guintard souligne que « le mythe de la tolérance andalouse naît dès le lendemain de la conquête ». Il se base sur le partage de la basilique Saint-Vincent entre chrétiens et musulmans jusqu'à la création en 785 de la mosquée de Cordoue sur les lieux de cette basilique. Or, « Le partage relève de la légende, l'archéologie ayant révélé l’exiguïté d'un édifice qui n'aurait pu abriter les deux communautés ».
Pour Pascal Buresi, l'essentiel des mythes sur Al-Andalus se sont développés chez les vainqueurs dans le monde latin et chrétien, parfois en piochant dans l'imaginaire arabe. Dès le début, des pertes territoriales arabes en Al-Andalus, aux XIIe et XIIIe siècles se développe, au travers de la poésie, une mythologie islamique autour des territoires perdus assimilés au paradis de l'Islam et ignorant les difficultés internes. Elle génèrent un double processus de mythification : d'un côté, l'oubli des difficultés historiques de ces territoires et de l'autre, la conservation, l'exagération, voire l'invention de traits merveilleux.
L'auteur situe l'origine du mythe dans l'interprétation erronée de poèmes composés durant la Reconquista, comme ceux d'Ibn Ḫafāǧa (1058-1137), contemporain de la prise de Tolède par la Castille et de l'annexion almoravide. Ces poèmes ont été considérés par la suite comme pastoraux, alors que, empruntant à des courants poétiques plus anciens, ils devraient être compris comme « une poésie de combat ou de refus, peut-être de fuite de la réalité, l’expression d’une société menacée qui, pressentant sa prochaine disparition, prépare déjà son éloge funèbre ». Maria Jesús Rubiera Mata de l'Université d'Alicante, donne également à ce mythe des origines arabes au travers de l'œuvre d'Al-Maqqari de Tlemcen (1577-1632), un descendant des musulmans de Grenade. Les arabistes espagnols ont ensuite contribué à la reconstruction de l'histoire d'Al-Andalus en incorporant l'histoire (arabe) d'Al-Andalus à l'histoire espagnole.
À la fin du XIIIe siècle, alors que la situation en Castille se tend entre chrétiens et juifs, Lucas de Tuy rédige Chronicon mundi qui, entre autres accusations, explique la défaite wisigothe contre les musulmans cinq siècles auparavant par une trahison des juifs afin de profiter de leur tolérance. L'analyse de F. Bravo López fait de ce livre la naissance d'un mythe construit qui se développe de façon autonome.
Le mythe se transforme en Europe au XIXe siècle en reprenant les traits du mythe rousseauiste du bon sauvage comme du mouvement orientaliste compris comme « l'admiration pour un Autre lointain et historiquement mystifié », notamment vis-à-vis de l'Alhambra. L’opposition entre les deux écoles espagnoles depuis 1860 renforce le mythe. La première, proche de la droite catholique, qui exalte la résistance des mozarabes au pouvoir musulman, et l'autre, proche des libéraux, qui idéalise le pouvoir islamique médiéval pour mieux noircir les mozarabes : « Comme en Afrique et en Sicile, l’anticléricalisme a construit une image très favorable de l’islam, laïque, tolérant, progressiste, lui opposant le fanatisme de ces mozarabes rétrogrades. ».
Dans l'histoire juive, ce récit produisit une césure radicale entre Ashkénazes et Sépharades et « comme l’a dit en d’autres mots Bernard Lewis, le « mythe de la tolérance musulmane » a été utilisé par plusieurs savants de la fin du XIXe siècle comme « un bâton avec lequel [ils pouvaient] battre leurs voisins chrétiens ». ». Il est ensuite récupéré dans des interprétations opposées et mythifiées de part et d'autre par les partisans et les opposants à Israël : la tolérance islamique s'oppose à des siècles de persécutions.
La Convivencia est récupérée dans l'Espagne franquiste autour d'interrogations sur l'« essence de l'Espagne » avec le débat rageur qui oppose Américo Castro à Claudio Sánchez-Albornoz sur la définition de l’identité espagnole. À la mort de Franco, ce terrain est abandonné en Espagne mais récupéré aux États-Unis. Le concept de convivencia est repris dans les années 1970 par des chercheurs américains en l’associant à d’autres notions parfois anachroniques telles qu'acculturation, assimilation, intégration, colonisation, tolérance, puis développent une lecture inversée, mais non moins erronée, du mythe nationaliste franquiste : les nationalistes chrétiens mesquins du nord s'opposent à la globalisation bienfaisante du sud.
Enfin, le dernier quart du XXe siècle voit la montée en puissance du monde arabe et l'émergence de l'Islam politique. Ces phénomènes vont généralement de pair avec des tensions croissantes dans diverses régions du monde, donnant lieu à des publications très marquantes telles que The Clash of Civilizations and the Remaking of World Order publié par Samuel Huntington en 1996, et qui, par ricochet a attiré l'attention du grand public sur l’Andalousie médiévale. Prenant part à ce débat, plusieurs auteurs aux États-Unis, tels que María Rosa Menocal, ont mis en avant la tolérance dans l'Andalousie omeyyade. Cette dernière explique « l'impossibilité de comprendre ce qui à une autre époque n'était qu'un ornement dans le monde sans voir le reflet de cette histoire sur le seuil de notre porte ». Le concept est employé dans un cadre éminemment politique. Il est notamment cité plusieurs fois par Barack Obama. Cette prise de position politique est propice à l'émergence d'un contre-discours : à l'histoire médiévale « peinte en rose » répond une histoire médiévale « peinte en noir », écrite par les milieux les plus conservateurs, où les « vrais Espagnols » sont chrétiens, et les minorités religieuses sont des terroristes.
Ces études américaines contrastent nettement avec leurs homologues européennes, où l'essentiel des auteurs espagnols qui ont pris la parole l'ont fait pour mettre en garde contre une idéalisation d'Al-Andalus.. Eduardo Manzano Moreno met en avant les perspectives très différentes entre les auteurs américains et européens sur ce concept, perspectives qui sont notamment étudiées et comparées par Ryan Szpiech.

### Au-delà des mythes
Eduardo Manzano indique que le succès du concept de « convivencia » est surtout dû au peu d'intérêt à théoriser sérieusement et rigoureusement les processus d'acculturation qui se produisirent dans la péninsule Ibérique médiévale, terrain qui a cependant intéressé plusieurs arabisants espagnols ainsi que Thomas Glick aux États-Unis.
La plupart des chercheurs appellent à une « démystification » d'Al-Andalus, notamment à l'abandon du concept de convivencia, devant la difficulté à donner un contenu à cette notion aux contours flous. Comme le résument Manuela Marín et Joseph Pérez, « le mythe de l’« Espagne des trois cultures », amplement utilisé comme élément de propagande, est si loin de la réalité historique, qu’il ne peut que générer de nouveaux éléments de confusion ». Pour Christine Mazzoli-Guintard, il n'y eut ni conviviencia, ni cohabitation armée, mais des réalités très différentes selon les groupes sociaux considérés, sous la pression constante d'un pouvoir cherchant la coexistence dans l'évitement. Juan Vicente García Marsilla s'oppose à une histoire « à la carte » qui consiste à mettre en valeur des éléments utiles pour une idéologie et à ignorer ceux qui la desservent, attitude commune et d'autant plus condamnables que les sources sont abondantes.
Pour Maribel Fierro, le concept de Convivencia masque les inégalités structurelles des communautés du Moyen Âge. En se concentrant sur leur dimension religieuse, il ignore les autres paramètres majeurs qui participaient à l'identité des individus et des groupes, et à leur place dans la société : langue, culture, ethnicité, genre, statut social, âge. Il n'aide donc pas le lecteur contemporain à une meilleure compréhension des Espagnes médiévales. Maribel Fierro met en avant le concept de « conveniencia » avancé par Brian Catlos, beaucoup plus à même de rendre intelligibles ces sociétés. La complexité culturelle du Moyen Âge ibérique est toujours en attente d'un traitement digne,

## Héritage

### Génétique

#### Péninsule Ibérique
D'après une étude de Adams et al. en 2008 ayant étudié le chromosome Y (lignée paternelle) des habitants de la péninsule Ibérique, ces derniers auraient en moyenne environ 11 % d'ancêtres nord-africains avec des variations géographiques importantes allant de 2 % en Catalogne à près de 22 % en Castille du Nord. Selon une autre étude de Capelli et al. en 2009, 7-8 % des lignées paternelles des Espagnols, Portugais et Siciliens sont d'Afrique du Nord et ont été introduites par les Maures au Moyen Âge.
En 2013, selon une étude autosomale, c'est-à-dire qui prend en compte tous les chromosomes et pas seulement la lignée paternelle ou maternelle, réalisée par un groupe de chercheurs hispano-américain, portant sur près de 3 000 individus originaires d'Europe, d'Afrique du Nord et du Moyen-Orient, et publiée par la revue scientifique américaine PNAS, entre 5 et 15 % du génome des habitants de la péninsule Ibérique, selon les régions (sauf les Basques), est issu d'Afrique du Nord (20 % aux îles Canaries),,.
En 2014, une étude autosomale similaire réalisée par Lazaridis et al., a calculé que, en moyenne, 12,6 % du génome des Espagnols de la péninsule Ibérique est issu d'Afrique du Nord.

#### Septimanie
En 2016, une analyse génétique de squelettes provenant de trois tombes musulmanes découvertes lors de fouilles préventives à Nîmes en 2006-2007, réalisée par une équipe de l'INRAP et sous la direction d'Yves Gleize, a montré qu'il s'agissait de personnes originaires d'Afrique du Nord, appartenant à l'haplogroupe paternel E-M81 très fréquent au Maghreb. Ces personnes étaient âgées respectivement de 20 à 29 ans pour l'un, d'une trentaine d'années pour le deuxième, et de plus de 50 ans pour le troisième. Selon l'Inrap « L’ensemble de ces données suggère que les squelettes découverts dans les tombes de Nîmes appartenaient à des soldats berbères enrôlés dans l’armée omeyyade durant l’expansion arabe en Afrique du Nord ». Pour Yves Gleize, un des auteurs de l'étude, « l'analyse archéologique, anthropologique et génétique de ces sépultures du début de l'époque médiévale à Nîmes fournit des preuves matérielles d'une occupation musulmane au VIIIe siècle dans le sud de la France »,, à relier à leur présence attestée à Narbonne pendant 40 ans ainsi qu'à Nîmes ponctuellement conquise au VIIIe siècle.